# Architecture romaine

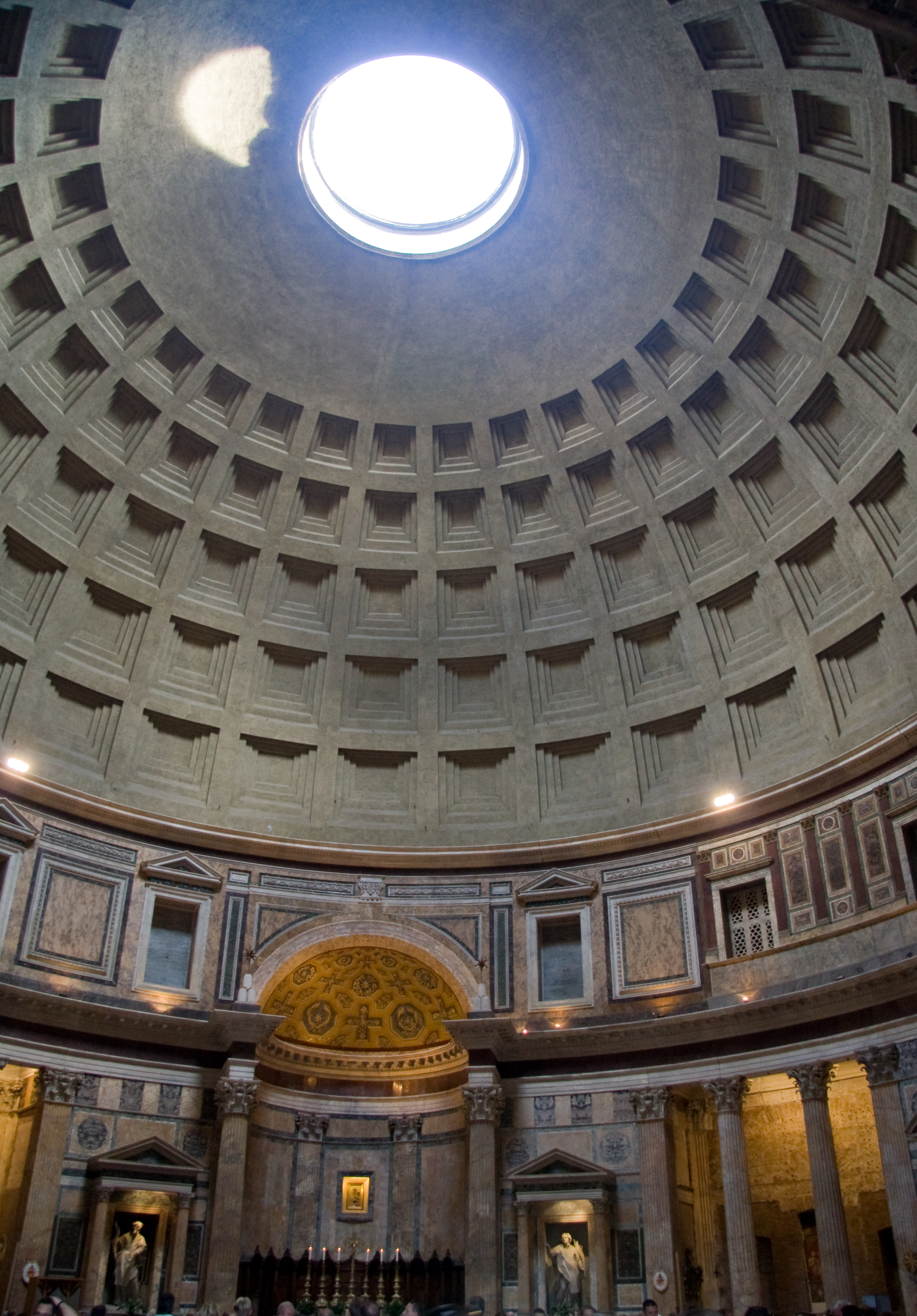
L'architecture du Panthéon de Rome illustre le mélange du classicisme hérité de la Grèce et l'ajout de nouvelles techniques de construction typiquement romaines comme le dôme, la voûte et l'arche.

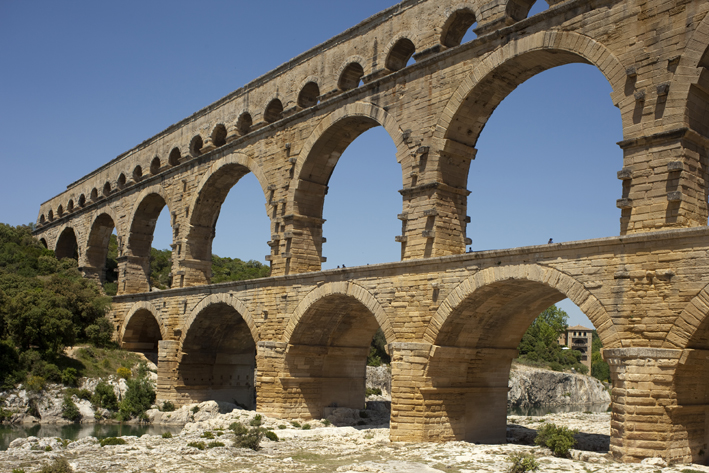
Le pont du Gard, aqueduc alimentant la cité romaine de Nemausus (Nîmes) : l'architecture romaine monumentale au service de la santé publique.

L'architecture romaine est l'art de concevoir des espaces et de bâtir des édifices qui se développe durant la Rome antique, du Ve siècle av. J.-C. au IVe siècle apr. J.-C. Elle adopte certains aspects de l'architecture de la Grèce antique de façons directe et indirecte à travers les contacts avec la Grande-Grèce et par l'utilisation des techniques de l'architecture étrusque qui trouve elle-même son origine dans l'architecture grecque. On retrouve ainsi dans les monuments romains l'esthétisme des bâtiments grecs avec l'utilisation des ordres architecturaux (dont l'ordre corinthien qui est le plus répandu) et du marbre qui se mélange aux techniques héritées des étrusques, comme leur savoir-faire en matière d'ingénierie hydraulique (systèmes d'égouts, fontaines, tunnels, ponts).
La forte densité de population des cités romaines et les problèmes de santé publique ont poussé les Romains à explorer de nouvelles méthodes de construction et à créer une architecture originale qui se détache des influences hellénistiques. L'utilisation de la voûte et de l'arche, combinée avec l'émergence de nouveaux matériaux de construction, ont permis aux Romains de réaliser des édifices imposants et inédits pour un usage public : les aqueducs, les grands complexes thermaux, les basiliques ou encore les amphithéâtres. Selon les architectes romains, les édifices publics devaient être impressionnants pour frapper l'imagination du peuple mais ils devaient aussi être pratiques et adaptés à leurs fonctions. Ces nouveaux types de bâtiments sont construits dans des dimensions impressionnantes à Rome et reproduits à plus petite échelle dans les cités de l'Empire.

## Les architectes antiques

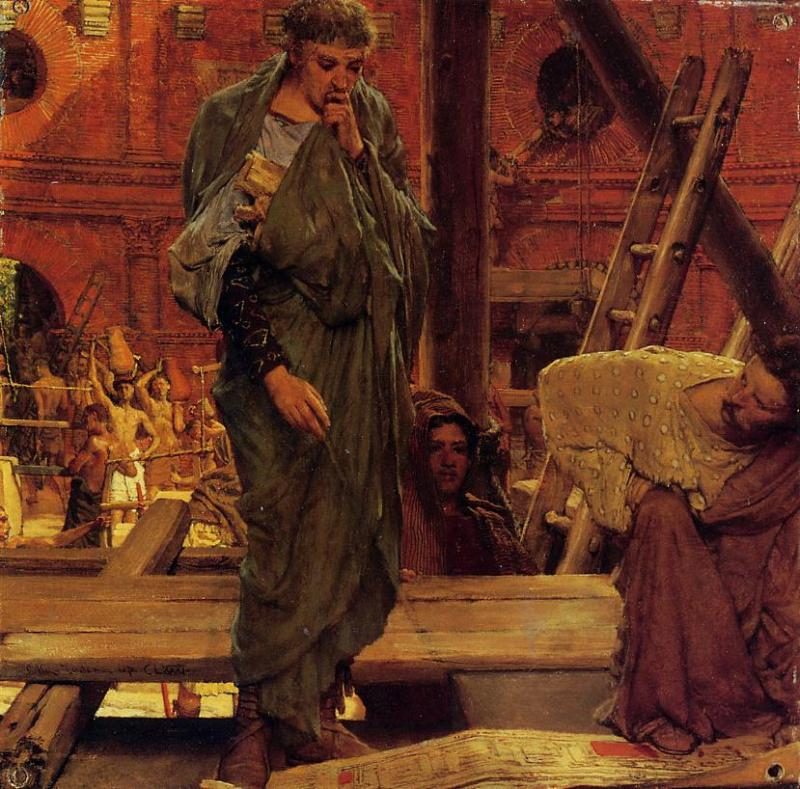
Un architecte romain sur un tableau de Lawrence Alma-Tadema, 1877.

### Le statut social
Malgré le fait que le métier d'architecte soit respecté et considéré comme honorable, les plus grands architectes ayant une influence non négligeable sur les empereurs eux-mêmes avec qui ils entretiennent parfois des relations de confiance, seuls quelques noms d'architectes ayant œuvré pour le compte de Rome, essentiellement ceux à l'origine des plus grands monuments de Rome et du monde romain, nous sont parvenus. La plupart du temps, l'identité de l'architecte d'un édifice est inconnue au profit de celle du commanditaire dont le nom peut jusqu'à être gravé en grandes lettres sur l'entablement du monument. Cette méconnaissance découle d'une situation sociale généralement humble, les architectes romains étant certainement bien souvent des esclaves ou des affranchis. Pour les Ier et IIe siècle, les architectes sont pour la plupart des affranchis impériaux dont une majorité, selon l'empereur Trajan lui-même, sont d'origine grecque. À cette époque, les affectations permettant d'obtenir le droit d'exercer sont contrôlées par l'État,.

### La formation et les compétences
« L'architecture est une science qui embrasse une grande variété d'études et de connaissances ; elle connaît et juge de toutes les productions des autres arts. Elle est le fruit de la pratique et de la théorie. La pratique est la conception même continuée et travaillée par l'exercice, qui se réalise par l'acte donnant à la matière destinée à un ouvrage quelconque, la forme que présente un dessin. La théorie, au contraire, consiste à démontrer, à expliquer la justesse, la convenance des proportions des objets travaillés. »

— Vitruve, De architectura, I, 1, 1
La formation suivie par les architectes romains embrasse de nombreux domaines et semble particulièrement rigoureuse. Les architectes ne sont pas seulement formés pour mettre au point les plans techniques des édifices et pour superviser les travaux de construction, ils sont également formés à la géométrie, à l'ingénierie hydraulique, à la représentation de leurs projets avec des dessins plus poussés prenant en compte la perspective et les jeux de lumière et à la gestion des finances au cours des travaux,. Pour réaliser les plans des édifices, les architectes romains ont à leur disposition tout un panel d'outils assez semblables à ceux de l'architecte moderne comme des règles graduées en multiples de pieds romains ou encore des fils à plomb.
Les architectes qui supervisent les grands travaux d'urbanisme commandités par les empereurs disposent d'une équipe nombreuse placée sous leurs ordres se composant de nombreux assistants spécialisés (ingénieurs, architectes, secrétaires administratifs, scribes), d'ouvriers-artisans (pour prendre les mesures, fabriquer et poser les canalisations) et de personnel moins qualifié (chargé de la manutention, du nettoyage et de la sécurité).

« Puisque l'architecture doit être ornée et enrichie de connaissances si nombreuses et si variées, je ne pense pas qu'un homme puisse raisonnablement se donner tout d'abord pour architecte. Cette qualité n'est acquise qu'à celui qui, étant monté dès son enfance par tous les degrés des sciences, et s'étant nourri abondamment de l'étude des belles-lettres et des arts, arrive enfin à la suprême perfection de l'architecture. »

— Vitruve, De architectura, I, 1, 11

### Les architectes et œuvres célèbres

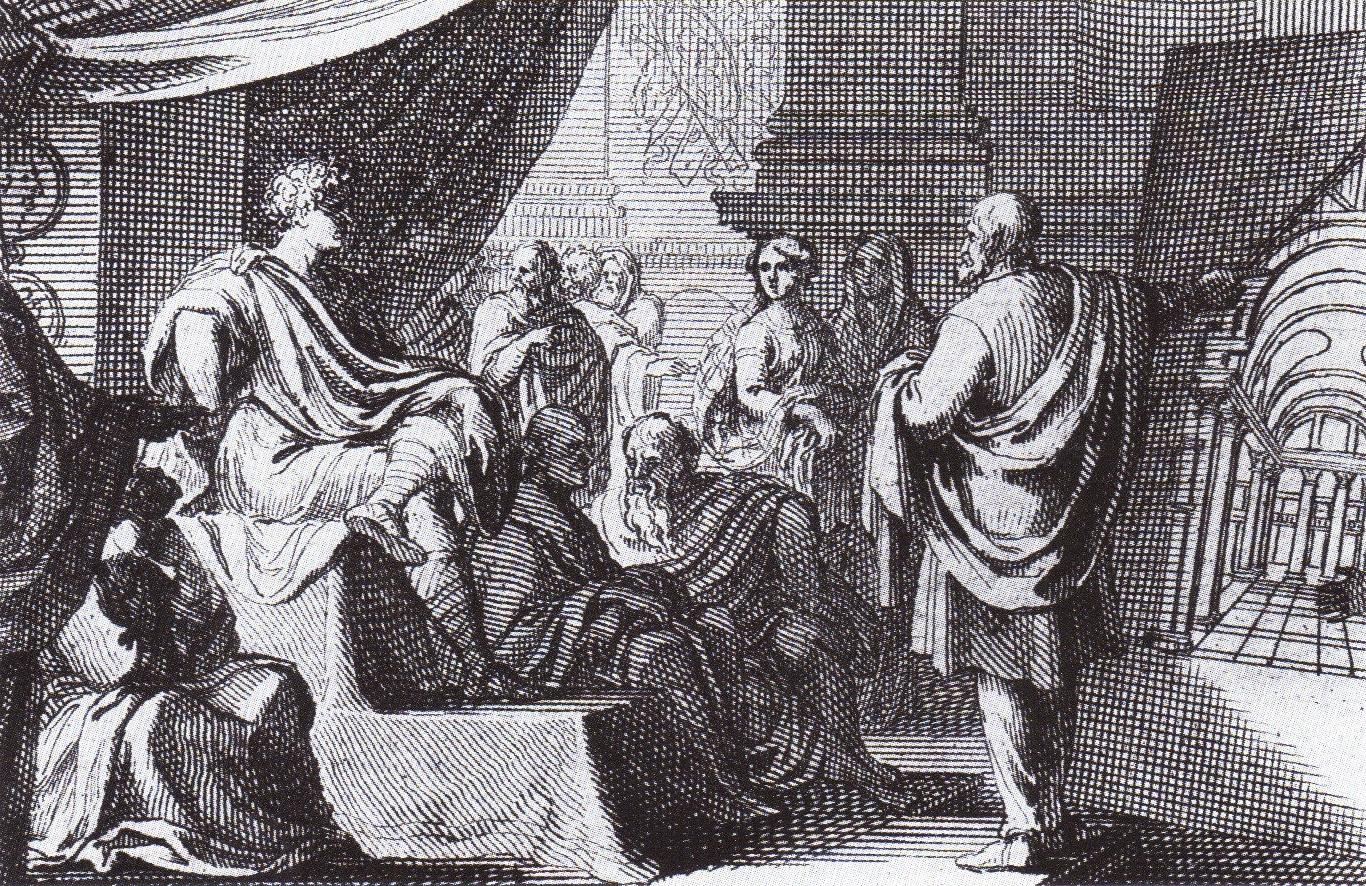
Vitruve présente son ouvrage De architectura à Auguste.

Parmi les grands architectes dont les noms nous sont parvenus, certains sont en effet originaires du monde grec comme Hermodore de Salamine à qui les Romains doivent le début de la monumentalisation du Champ de Mars et l'emploi du marbre au milieu du IIe siècle av. J.-C. ou Apollodore de Damas, architecte officiel de Trajan à l'origine du pont de Trajan, du forum de Trajan et des grands thermes sur l'Oppius. Quelques architectes d'origine romaine nous sont également connus, grâce à leurs écrits ou grâce à leur mention par les auteurs antiques comme Vitruve, architecte du Ier siècle av. J.-C. et auteur d'un grand traité sur l'architecture, Severus et Celer, architectes de la Domus aurea et du Colisée, Rabirius, architecte attitré de Domitien et concepteur du palais impérial de Rome, Frontin, curateur des eaux de la fin du Ier siècle et auteur d'un traité sur l'approvisionnement en eau de Rome, Gaius Julius Lacer, architecte du pont d'Alcántara, ou encore Hygin le Gromatique et le « Pseudo-Hygin ».
Parmi les œuvres des théoriciens romains de l'art du bâtiment, on note quelques ouvrages passés à la postérité :
- De architectura de Vitruve, grand traité d'architecture ;
- De aquaeductibus urbis Romae de Frontin, traité détaillé sur les aqueducs de Rome ;
- De limitibus constituendis de Hygin le Gromatique, traité sur le droit des bornages en rapport avec l'opération de centuriation ;
- De munitionibus castrorum du « Pseudo-Hygin », traité militaire sur l'organisation des camps romains.

## L'architecture italique archaïque

### L'architecture domestique et rurale
Vers la fin de l'âge du bronze, entre 1150 et 950 av. J.-C., les populations de culture apenninique s'organisent en petits villages composés de huttes rectangulaires ou ovales bâties avec des matériaux éphémères comme le bois, le torchis et le chaume qui abritent un sol en terre battue. Certaines de ces huttes sont longues de 15 à 17 mètres pour une largeur de 8 à 9 mètres et ont pu être réservées à une élite profitant d'un haut statut social. L'édification de ces huttes se poursuit durant l'âge du fer comme l'attestent les découvertes archéologiques, notamment celles réalisées sur le Palatin. Celle baptisée tugurium Romuli est restée célèbre durant toute l'Antiquité puisque cette hutte, censée avoir servi de résidence au premier roi légendaire de Rome, est maintenue en état par les Romains sur le Palatin à partir du Ier siècle av. J.-C. L'usage du torchis, mélange de terre humide, de paille ou de sable, maintenu dans un treillis de lames de bois, préfigure l'apparition de l'opus craticium, un appareil de construction utilisé jusqu'au Ier siècle pour les édifices peu coûteux comme certaines insulae.

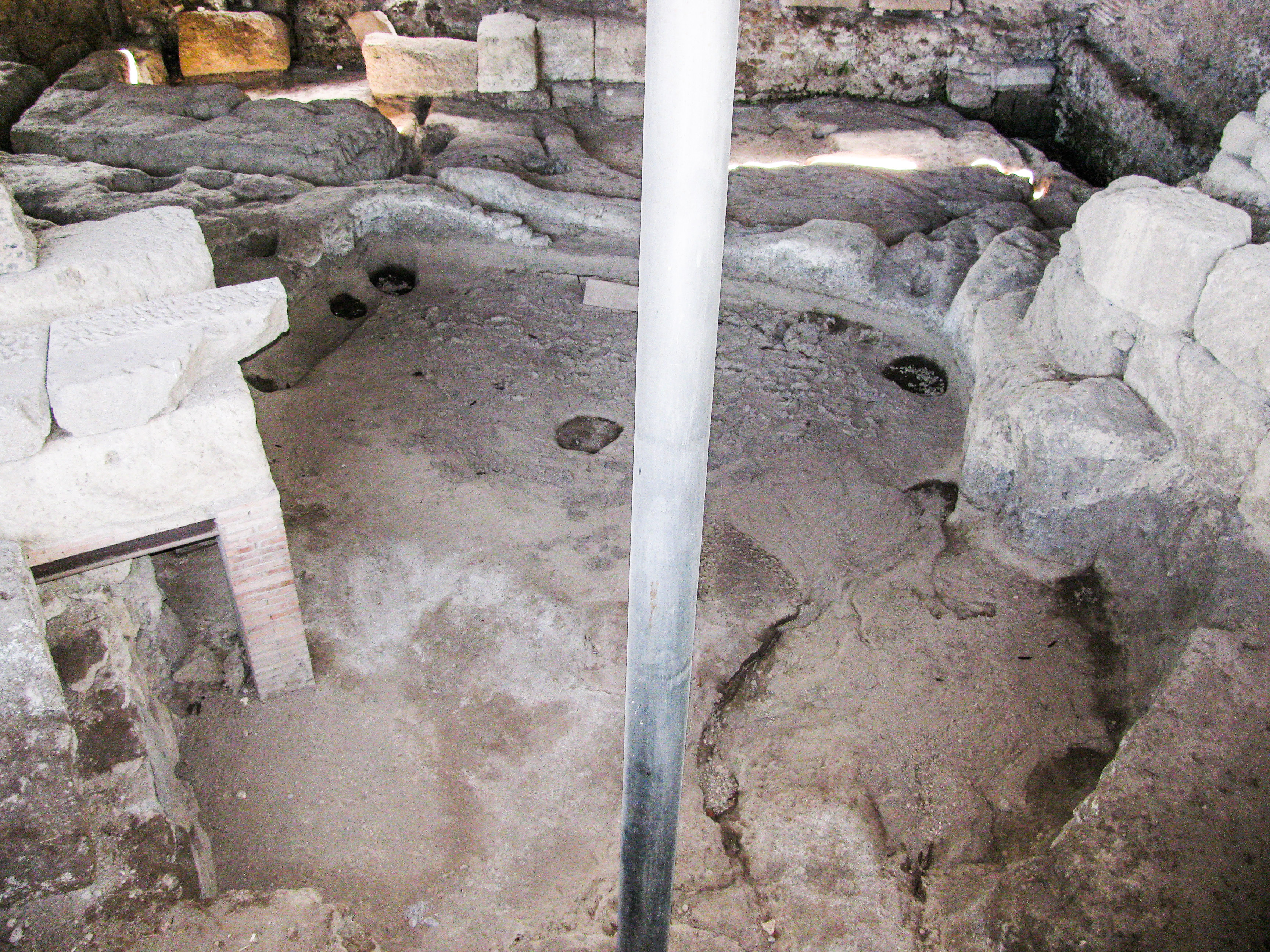
Fonds de plusieurs cabanes du VIIIe siècle av. J.-C. sur le Germal, sommet du Palatin.
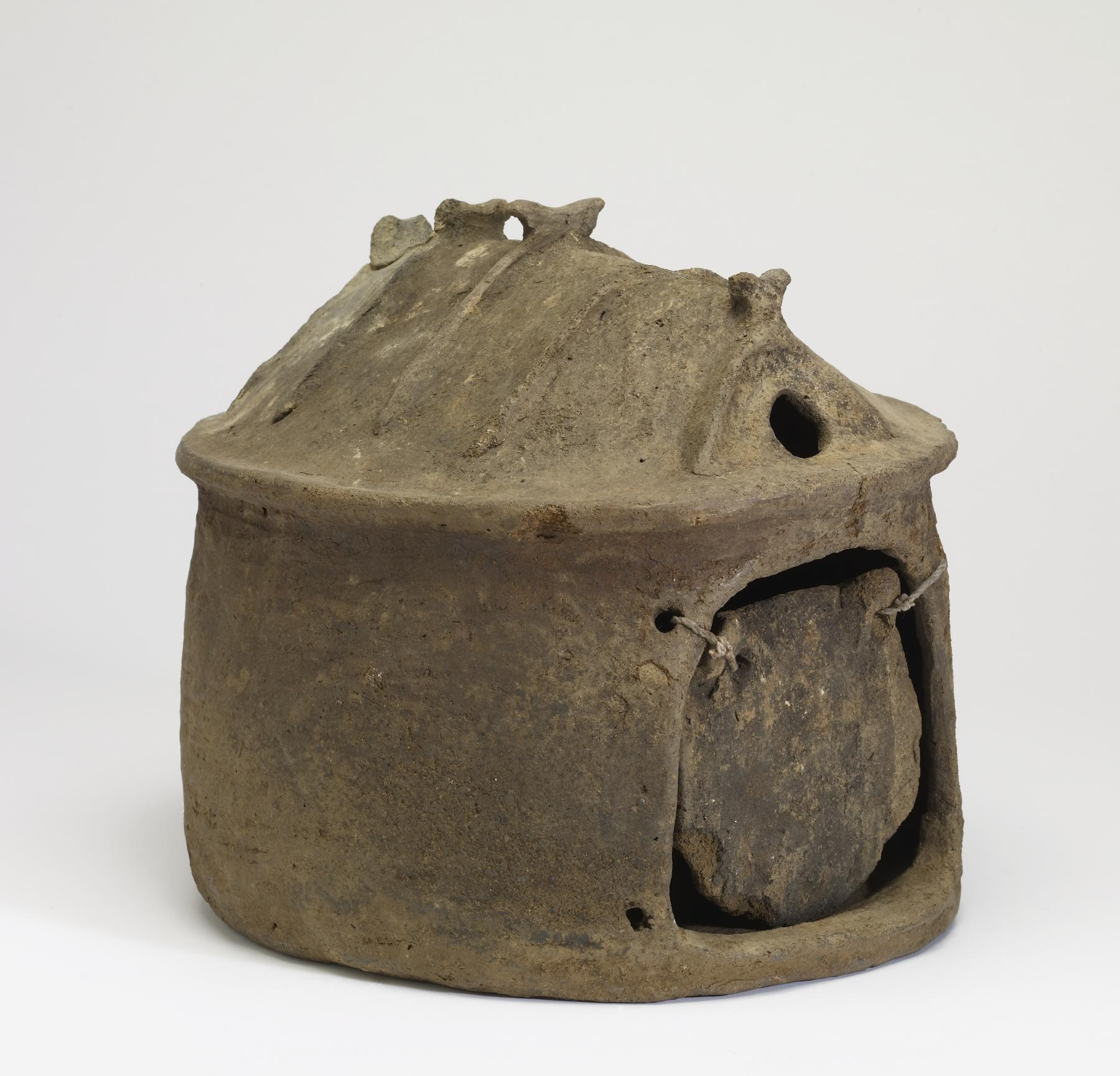
Urne cinéraire imitant la forme d'une hutte.
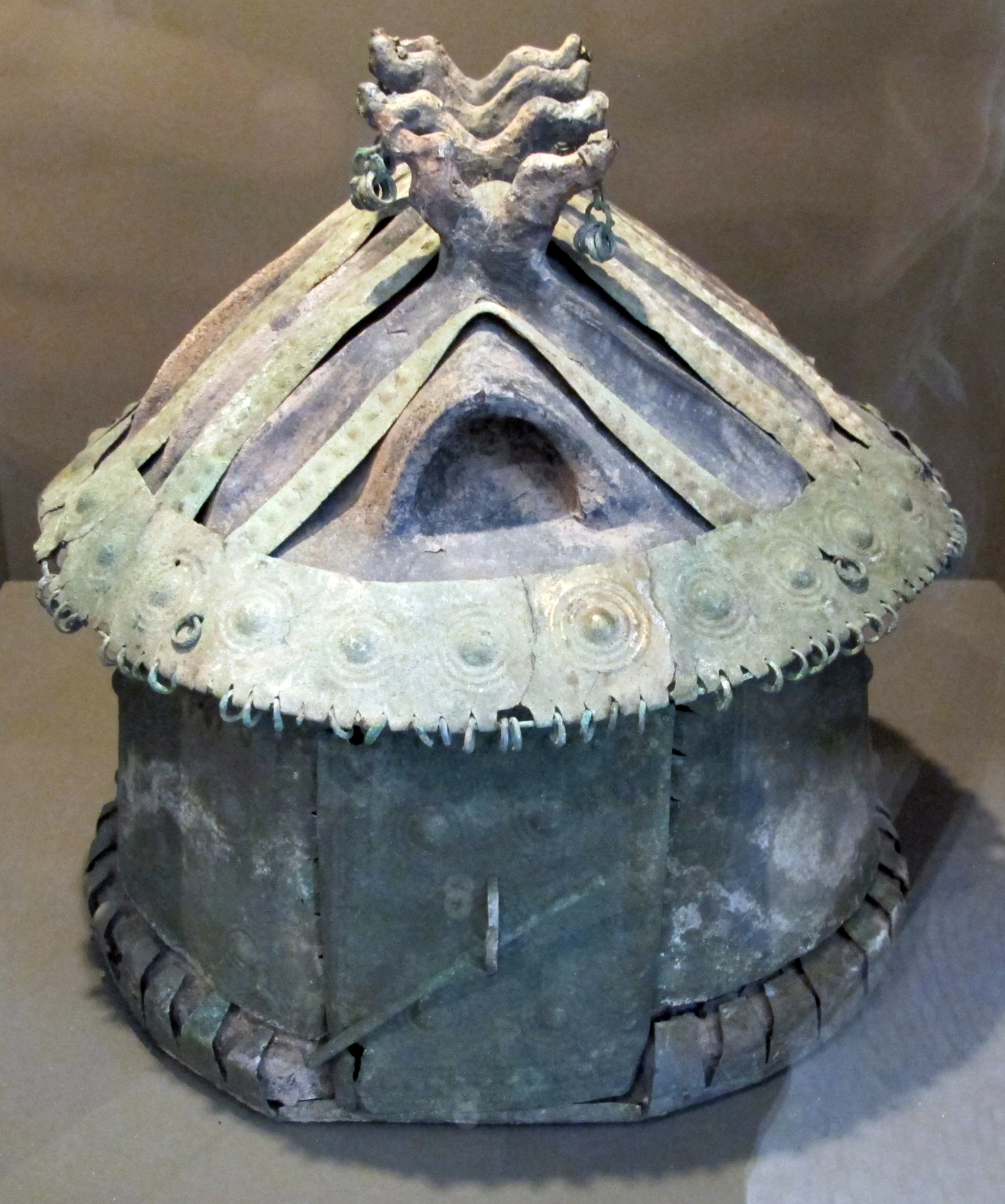
Urne cinéraire étrusque imitant la forme d'une hutte.

Au cours des VIIe et VIe siècle av. J.-C. émergent les premiers centres urbains en Étrurie et dans le Latium, entraînant une différenciation entre une architecture urbaine et une architecture rurale. Le développement des échanges avec les cultures grecques et puniques introduit en Italie centrale de nouvelles techniques et de nouveaux matériaux qui profitent à l'élite italique occupant les premières villes. Si la hutte traditionnelle reste très utilisée jusqu'au VIIe siècle av. J.-C., peu à peu apparaissent des maisons plus élaborées, comportant plusieurs pièces avec un sol en pierre arrangées selon un plan rectangulaire. Certains éléments architecturaux typiques des édifices résidentiels romains plus tardifs font leur apparition comme l'atrium, peut-être inspiré du monde grec mais dont on reconnaît les formes caractéristiques dans l'habitat du milieu du VIe siècle av. J.-C.. Les toits de tuiles en terre cuite remplacent progressivement les toits de chaume et les montants en bois des édifices domestiques et religieux commencent à être dissimulés derrière des plaques de terre cuite.

### Les premiers édifices civiques, sacrés et militaires

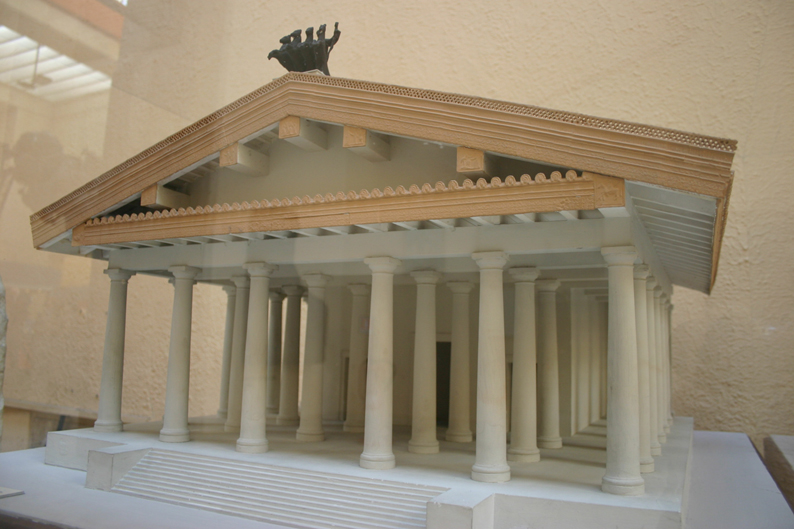
Reconstitution du temple de Jupiter capitolin archaïque.

Le développement de grands centres urbains entraîne l'apparition de nouvelles nécessités par rapport à l'organisation précédente en villages indépendants. Ainsi sont amorcés les premiers aménagements d'envergure comme l'assèchement et le drainage des eaux de la vallée du Forum, pour la construction d'édifices civiques destinés à accueillir les assemblées de citoyens assurant la pérennité et le développement de la ville archaïque. À Rome, apparaissent deux structures spécifiques, la Curia et le Comitium. Bien que les autres villes italiques partagent l'importance des assemblées citoyennes, il n'est pas certain qu'elles aient toutes suivi la même évolution et la dualité curia-comitium est peut-être propre à Rome.
En parallèle se développe une architecture sacrée qui distingue l'espace sacré, le templum, de l'édifice qui occupe éventuellement cet espace, l'aedes. L'architecture religieuse prend une importance toute particulière avec l'apparition des premiers sanctuaires monumentaux comme celui de l'aire de Sant'Omobono, une évolution qui se confirme dès le VIe siècle av. J.-C. avec la construction du temple de Jupiter capitolin. Cette évolution soudaine dans la construction des temples découle peut-être d'une mise en compétition de villes voisines qui cherchent à obtenir une forme de suprématie dans le domaine religieux.
C'est également entre le VIIIe et le VIe siècle av. J.-C. qu'apparaissent les premières structures militaires défensives. Tout comme l’architecture civique, l'architecture militaire répond à une nécessité apparue avec l'agrandissement des centres urbains. Les premiers sites occupés en Italie sont généralement choisis pour leur topographie accidentée facile à défendre et la construction d'ouvrages de défense supplémentaires n'a pas été une priorité. Le système de défense agger et fossa ne se développe que plus tard, alors que les zones d'habitats ont gagné sur les environs et dépassent les secteurs naturellement protégés. À Rome, la muraille servienne est emblématique de cette nouvelle nécessité, mais il existe des murs de défense antérieurs, comme l'attestent les vestiges d'un agger sur les pentes de l'Esquilin.

## Les matériaux de construction

### Les pierres volcaniques
Depuis le VIe siècle av. J.-C., la plupart des édifices romains sont bâtis avec des blocs de pierre permettant une meilleure durabilité des bâtiments. Jusqu'à la fin du IIe siècle av. J.-C., les Romains se servent essentiellement de tuf, une pierre volcanique locale aux nombreuses variétés dont l'exploitation correspond à différentes phases architecturales. Le premier type de tuf utilisé, entre le VIIe et le Ve siècle av. J.-C., est le cappellaccio, un tuf de couleur grise de qualité médiocre car peu solide et friable. Cette pierre est extraite des collines mêmes de Rome (Palatin, Capitole et Quirinal) pour les grands travaux de la fin de la monarchie. Après la prise de Véies et de son territoire au début du IVe siècle av. J.-C., les Romains exploitent les tufs de Fidenae et de Grotta oscura de couleur jaunâtre, jusqu'à la fin du IIe siècle av. J.-C. où leur extraction décline face à d'autres variétés qui offrent de meilleures propriétés.

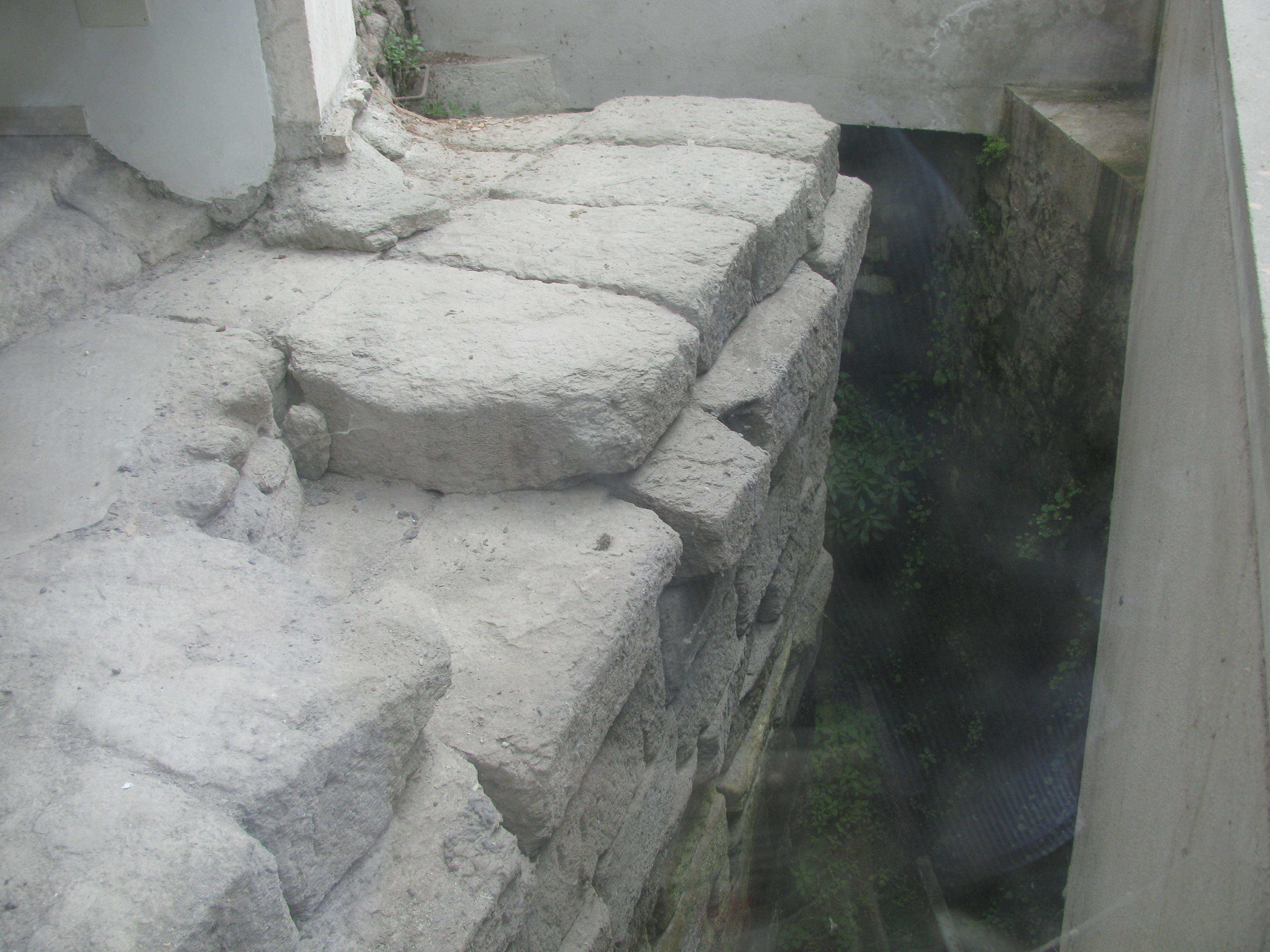
Soubassement du temple de Jupiter Capitolin en cappellaccio.
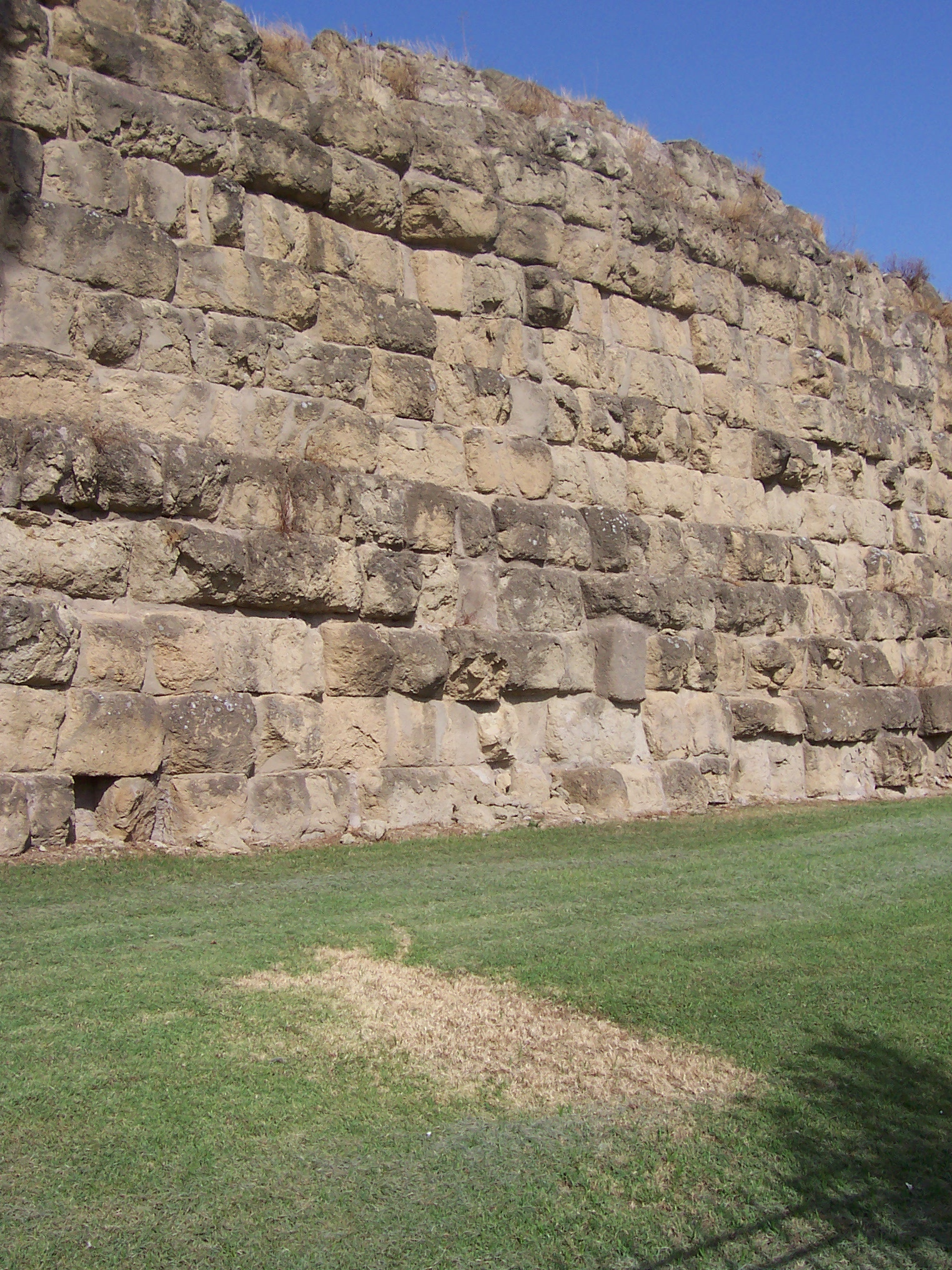
Section du mur Servien en tuf de Grotta Oscura.

À partir du IIe siècle av. J.-C., les anciennes variétés de tuf sont supplantées par de nouvelles variétés dont l'exploitation s'est poursuivie jusqu'à l'époque moderne, comme le tuf de Monteverde, de couleur marron tirant sur le gris tacheté d'inclusions blanches, noires et rouges, le tuf de l'Anio, de couleur brun rougeâtre, surtout exploité entre la deuxième moitié du IIe siècle av. J.-C. et le Ier siècle, et le tuf pépérino, dit Lapis Albanus car extrait des monts Albains, de couleur bleu-gris cendré. Cette dernière variété est déjà utilisée à partir du IVe siècle av. J.-C. par les sculpteurs mais n'est introduite en architecture que durant le IIe siècle av. J.-C..
Les Romains extraient également des anciennes coulées de lave des volcans des monts Albains ou du volcan Sabatini qui a donné naissance au lac de Bracciano une pierre sombre, le basalte, qui est découpée en grands blocs polygonaux et qui sert à paver les principales rues et routes des villes du Latium.

### La brique romaine
Les Romains fabriquent des briques à partir d'argile décantée et nettoyée dans l'eau à laquelle est ajouté du sable, selon une procédure similaire à celle utilisée pour la céramique. L'argile ainsi traitée est versée dans des moules en bois puis les briques obtenues sont séchées pendant plusieurs jours à l'abri du soleil. Une fois sèches, les briques sont introduites dans un four où la température peut atteindre les 1 000 °C. La brique romaine est plus fine que la brique moderne et peut prendre des formes très diverses : carrées, rectangulaires, triangulaires ou encore circulaires. Les Romains commencent à utiliser la brique vers la fin de la République et perfectionnent la technique de fabrication de la brique au cours du Ier siècle. Elle est utilisée sans distinction dans la construction des édifices publics et privés. Les premiers édifices entièrement bâtis en brique apparaissent à partir du règne de Claude, vers le milieu du Ier siècle.
Les légions romaines, qui disposent de fours mobiles, introduisent la technique de fabrication des briques romaines dans toutes les provinces de l'Empire. D'ailleurs, les briques romaines mises au jour dans les provinces portent souvent la marque de la légion qui a supervisé leur production. Cette estampillage systématique est caractéristique de la production romaine de briques. Il apparaît comme une nécessité pour les producteurs pour reconnaître les briques issues de leur production au sein d'un marché florissant où les intermédiaires sont nombreux. Durant tout le IIe siècle et plus occasionnellement après, en plus de porter le nom de leur producteur, les briques sont datées avec le nom des consuls éponymes, permettant une datation relativement précise par les archéologues des ouvrages comportant des briques.

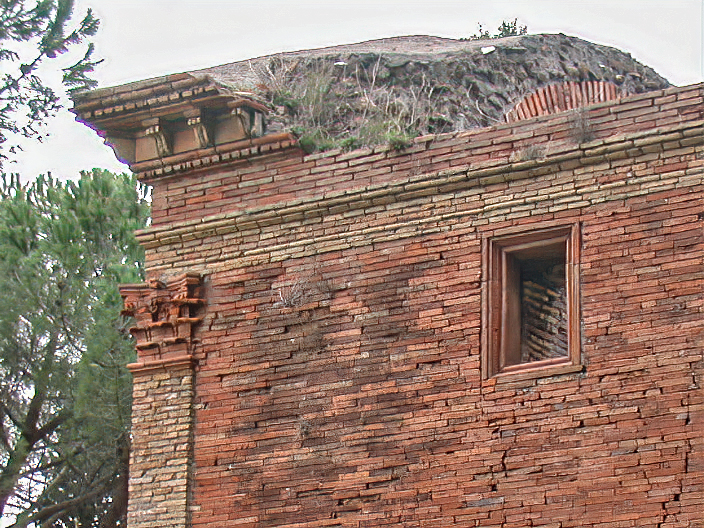
Détail de la décoration de la tombe d'Hérode Atticus sur la via Appia Antica en opus latericium.
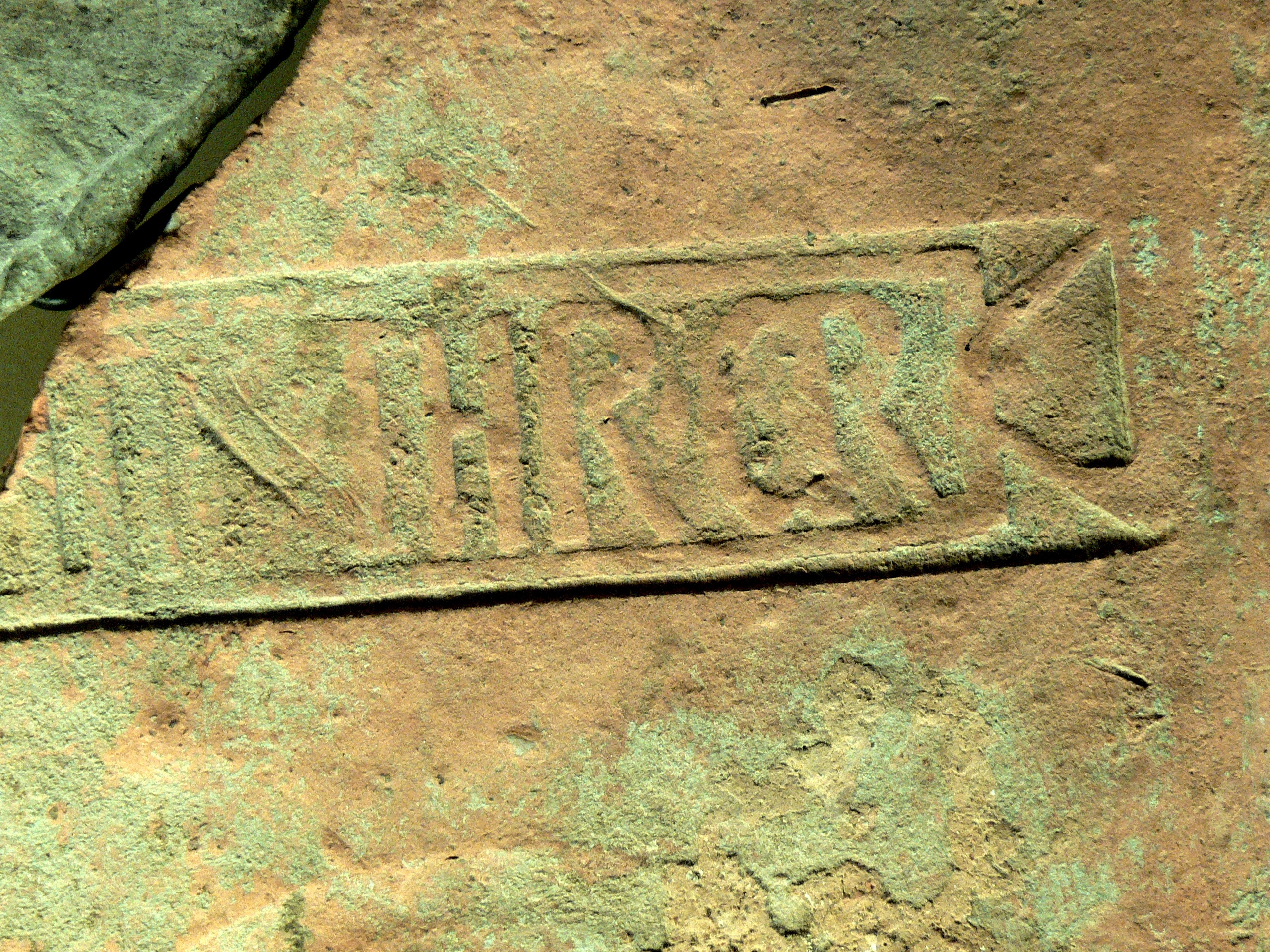
Marque sur une brique d'un hypocauste.
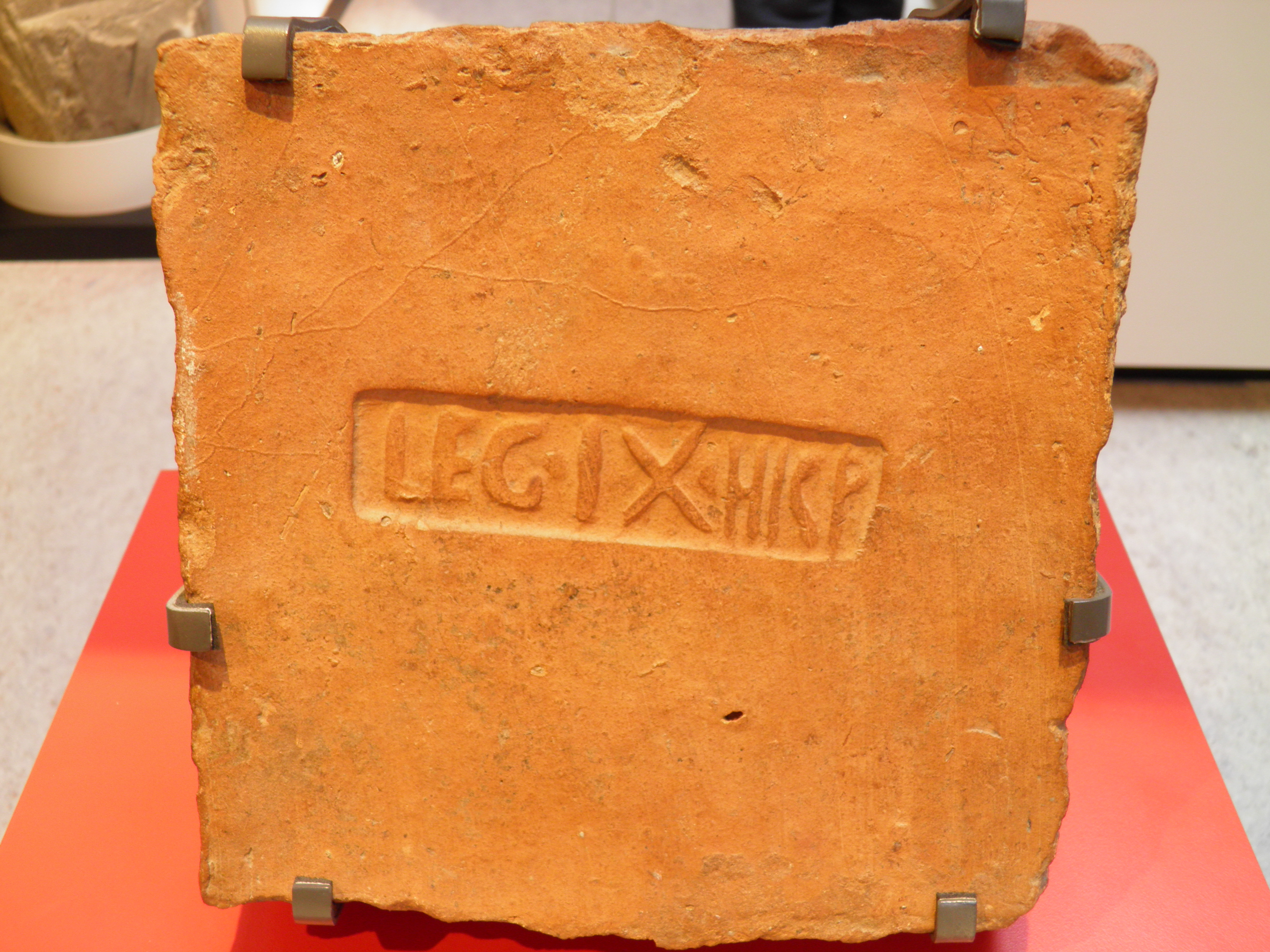
Brique fabriquée par la legio IX Hispana.

### Les matériaux de parement
Le béton romain n'est pas fait pour rester apparent, il faut donc le revêtir d'un parement pour le dissimuler. Les Romains utilisent d'abord des pierres volcaniques locales comme le tuf, de couleur grise avec des nuances jaunes et rouges, le tuf peperino, de couleur brune, et le travertin, tuf calcaire lisse et de couleur blanche. Le travertin, qui ressemble au marbre et qui permet un travail de sculpture plus fin que les tufs volcaniques, finit par supplanter les autres types de pierre à partir du début du Ier siècle av. J.-C.. Il est essentiellement utilisé en architecture pour le pavement des édifices publics, les marches, les cadres de portes, les voûtes et les arches. Les autres type de pierres telles que le péperin peuvent être recouvertes de stucs pour leur donner une apparence marmoréenne, c'est-à-dire proche du marbre.

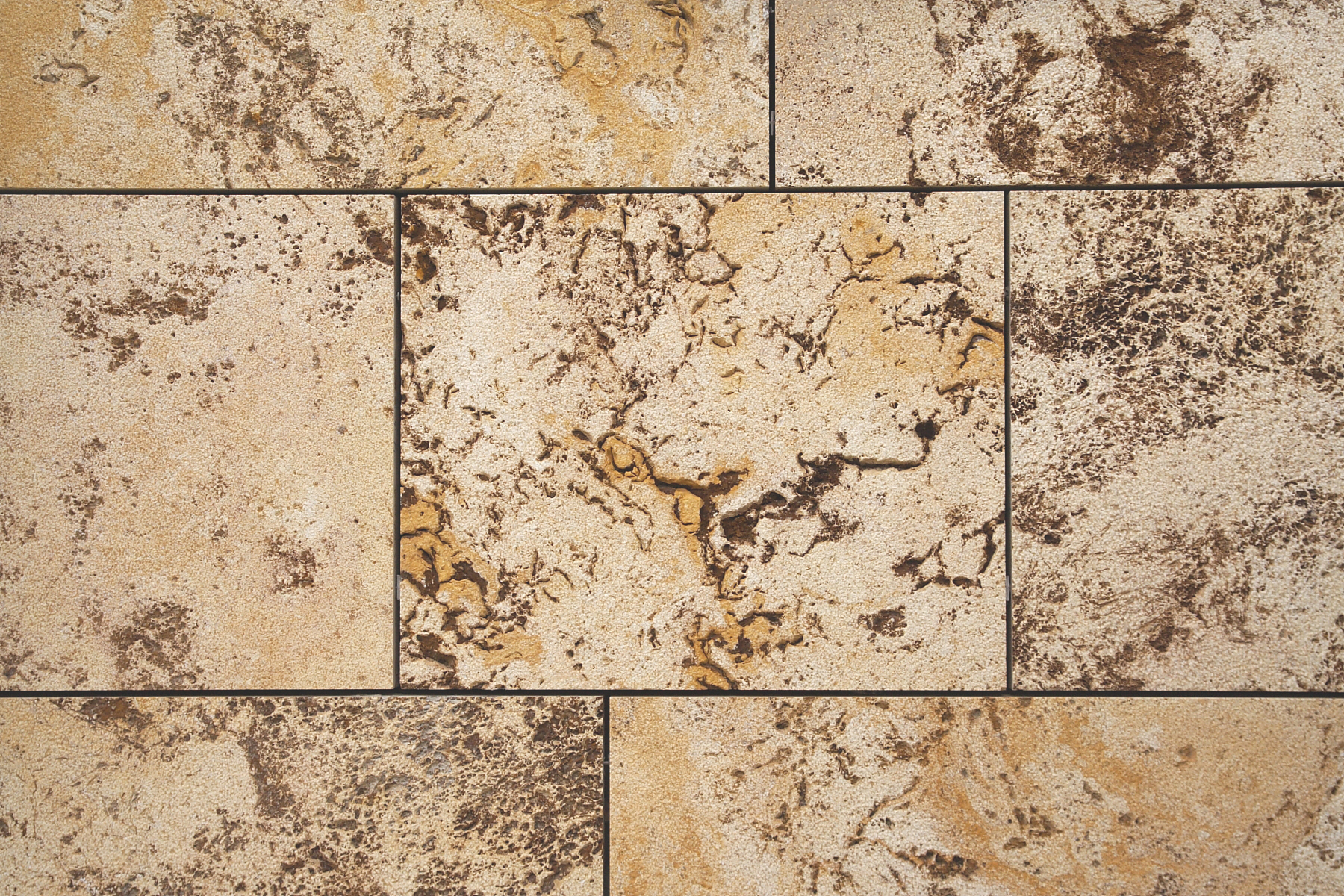
Dalles de travertin.
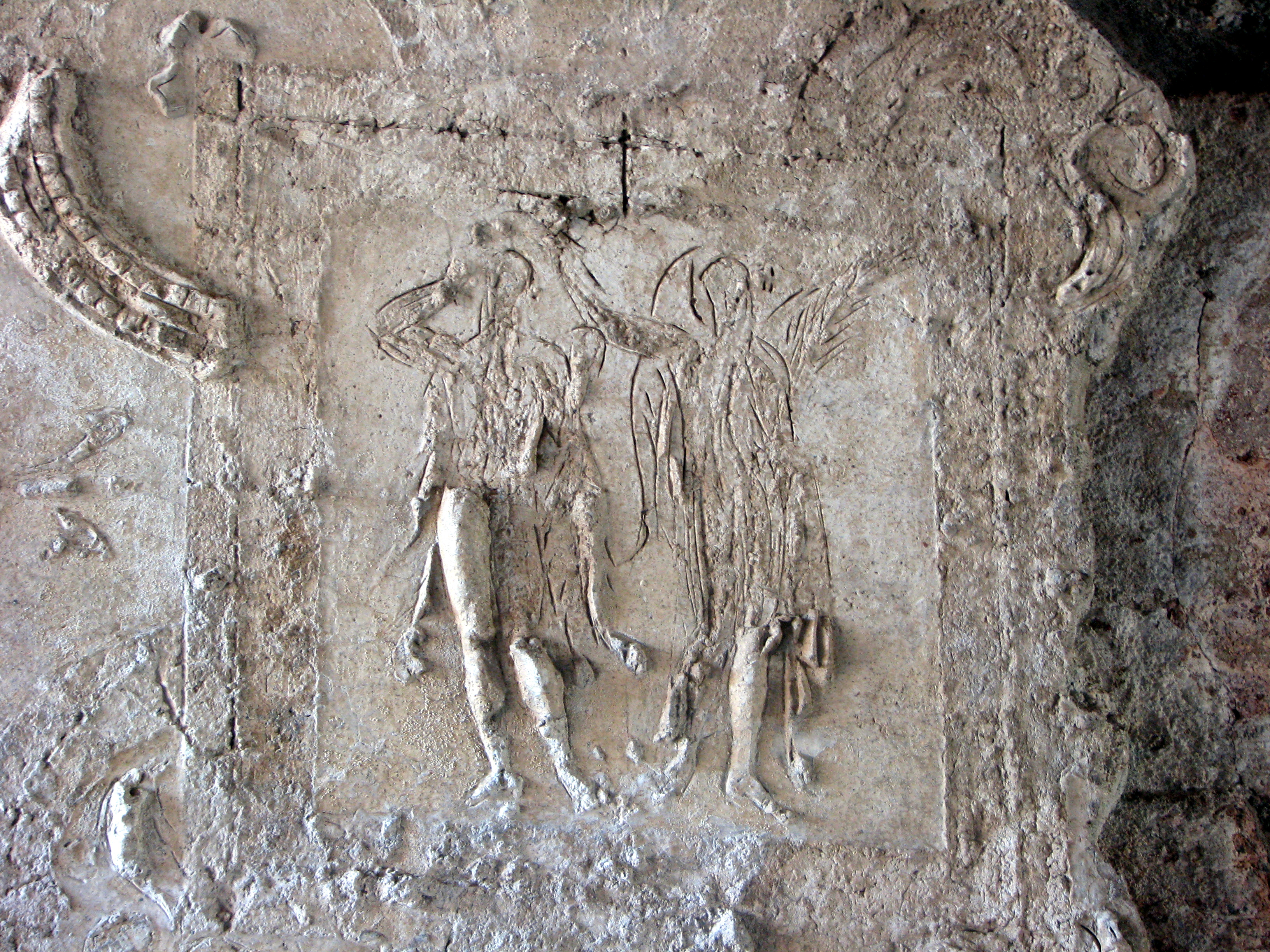
Décoration en stuc, théâtre d'Ostie.
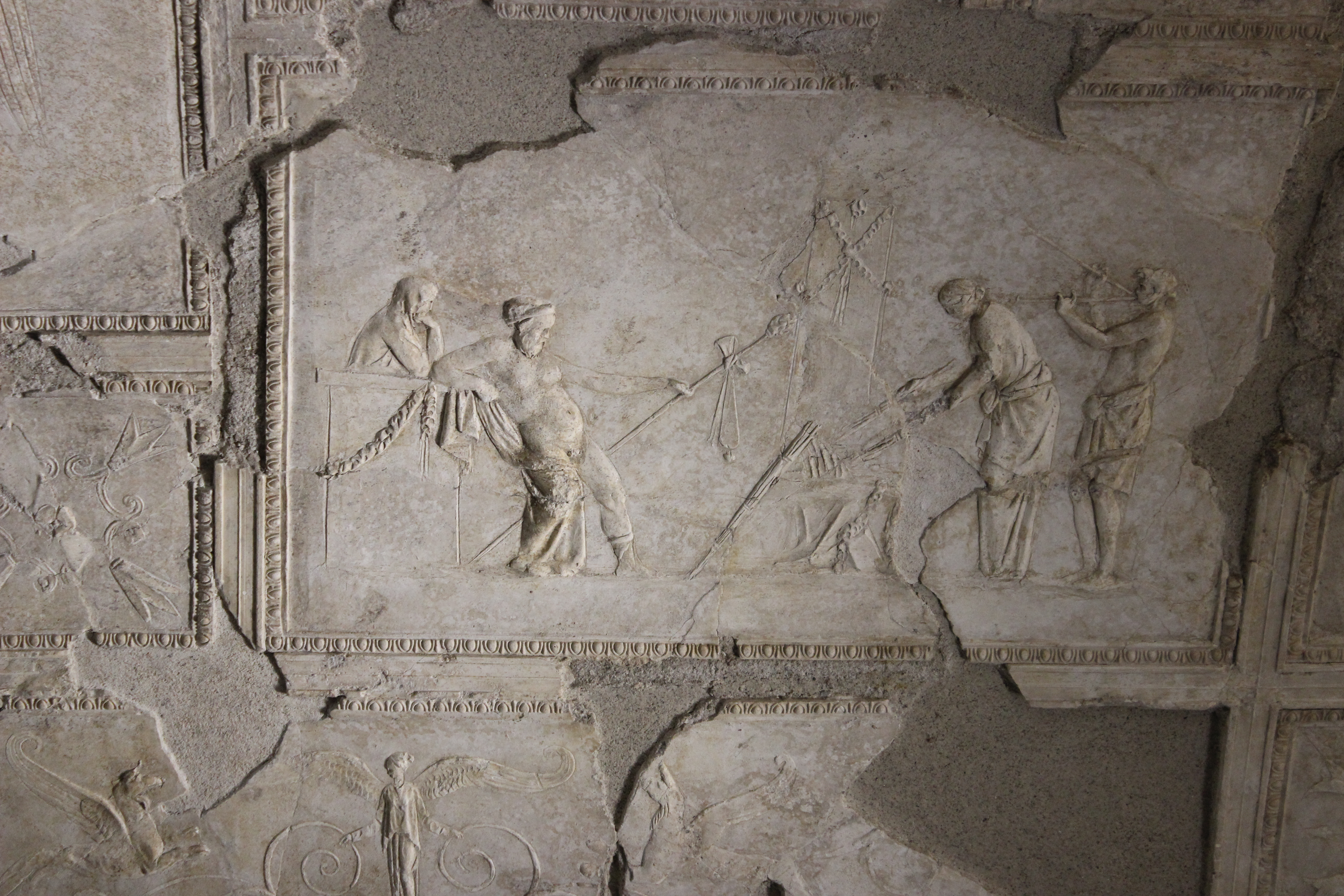
Fresque en stuc, Palais Massimo alle Terme.

#### Les marbres blancs
Le marbre est considéré dans l'architecture grecque comme un des matériaux les plus nobles, une idée adoptée par les Romains. Leur usage du marbre, qui se répand surtout à partir du Ier siècle, devient une caractéristique de l'architecture de la ville de Rome, symbole de la richesse et de la puissance des empereurs.
Les premiers monuments bâtis en marbre font leur apparition sur le Champ de Mars vers le milieu du IIe siècle av. J.-C. sous la conduite de l'architecte grec Hermodore de Salamine qui utilise du marbre provenant du Pentélique, une montagne près d'Athènes. Mais à cette époque, à Rome, cette pratique fait figure d'exception. En effet, les ressources en marbre sont limitées aux alentours de Rome, la carrière la plus proche se situant à environ 350 km au nord, en Étrurie. Il faut attendre le milieu du Ier siècle av. J.-C. pour voir les monuments romains se recouvrir de ce marbre blanc de Carrare, issu des carrières de Luna. Sous le règne d'Auguste, la plupart des monuments romains, dont certains tombent en ruine, sont restaurés en utilisant le marbre comme matériau de parement. Selon Suétone, Auguste se serait vanté à la fin de son règne d'avoir « trouvé une ville de briques et d’en avoir laissé une de marbre ».

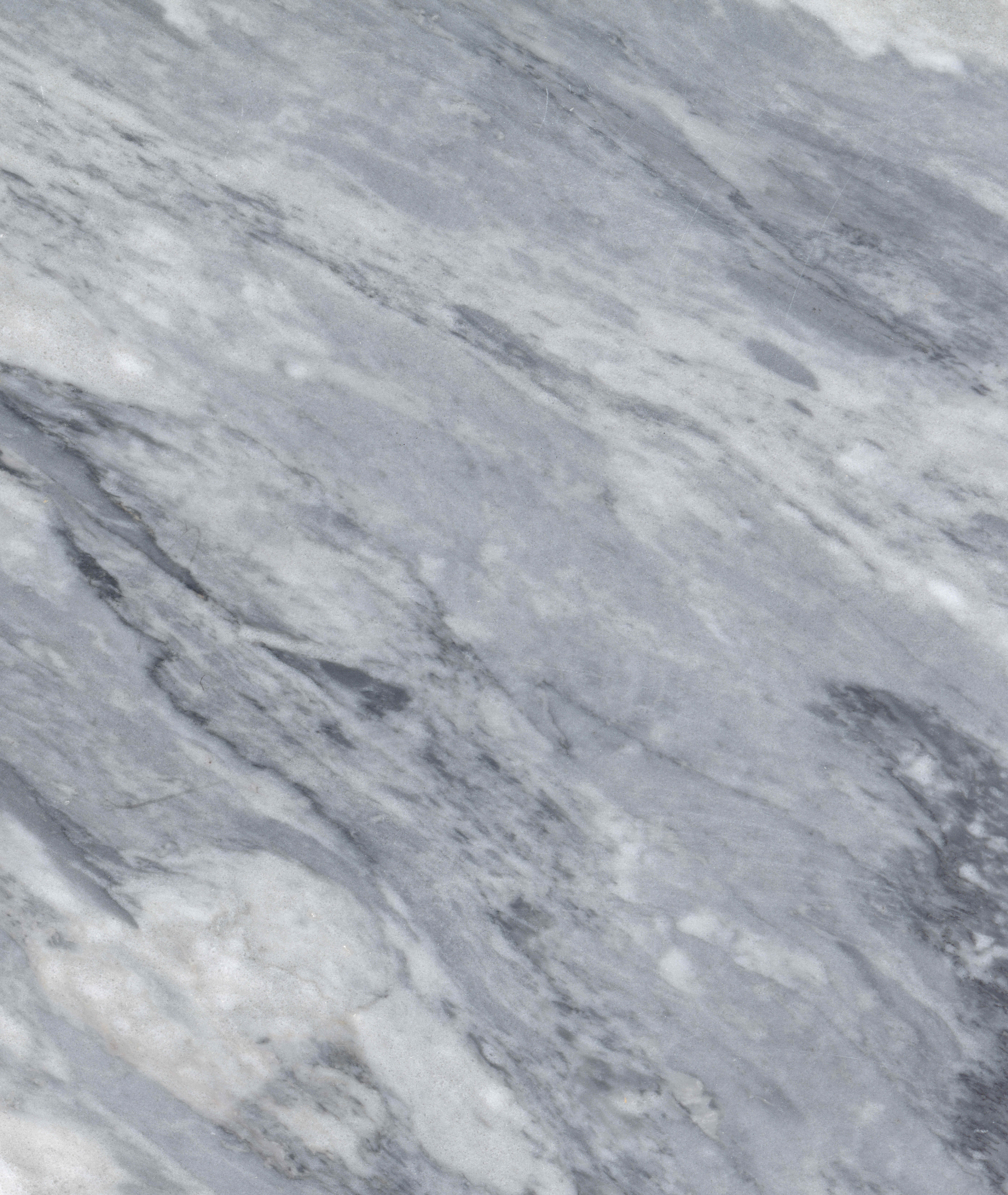
Aspect du marbre de Carrare.
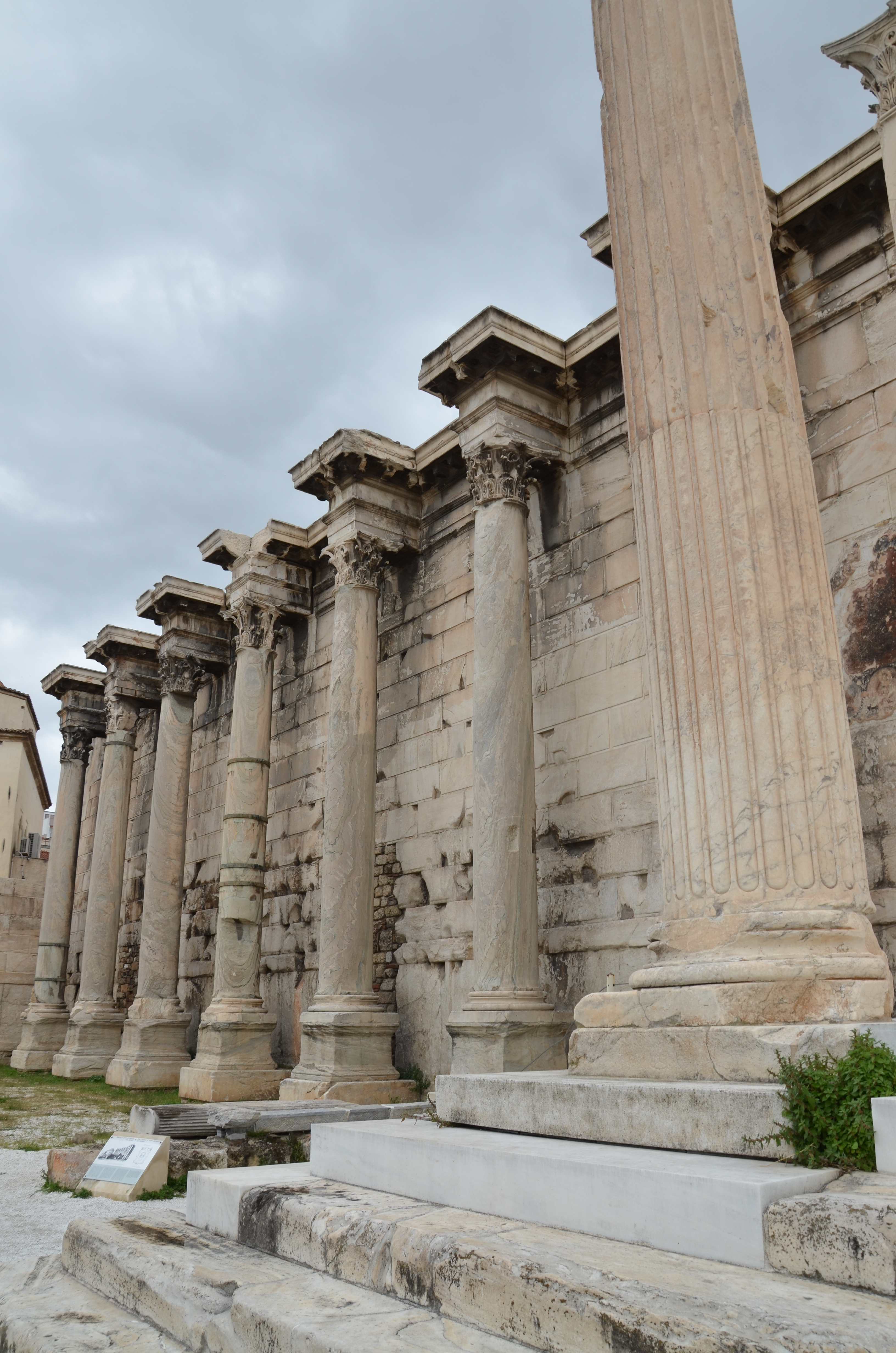
Façade occidentale de la bibliothèque d'Hadrien à Athènes en marbre du Pentélique.

#### Les marbres et granits colorés
Bien que les ressources présentes dans la péninsule italienne peuvent suffire à alimenter Rome en marbre, de grandes quantités de marbres blancs et colorés sont importées depuis tout le monde méditerranéen. L'origine des marbres est un critère de première importance pour les architectes. Entre le Ier et le IIIe siècle, les empereurs prennent le contrôle direct de la plupart des sites d'extraction de marbre. En plus du marbre blanc, les Romains développent un intérêt particulier pour les marbres et granits colorés comme le giallo antico jaune de Numidie, l'africano noir et rouge de Turquie, le pavonazzetto pourpre de Phrygie, le cipollino grec ou les granits d'Égypte.

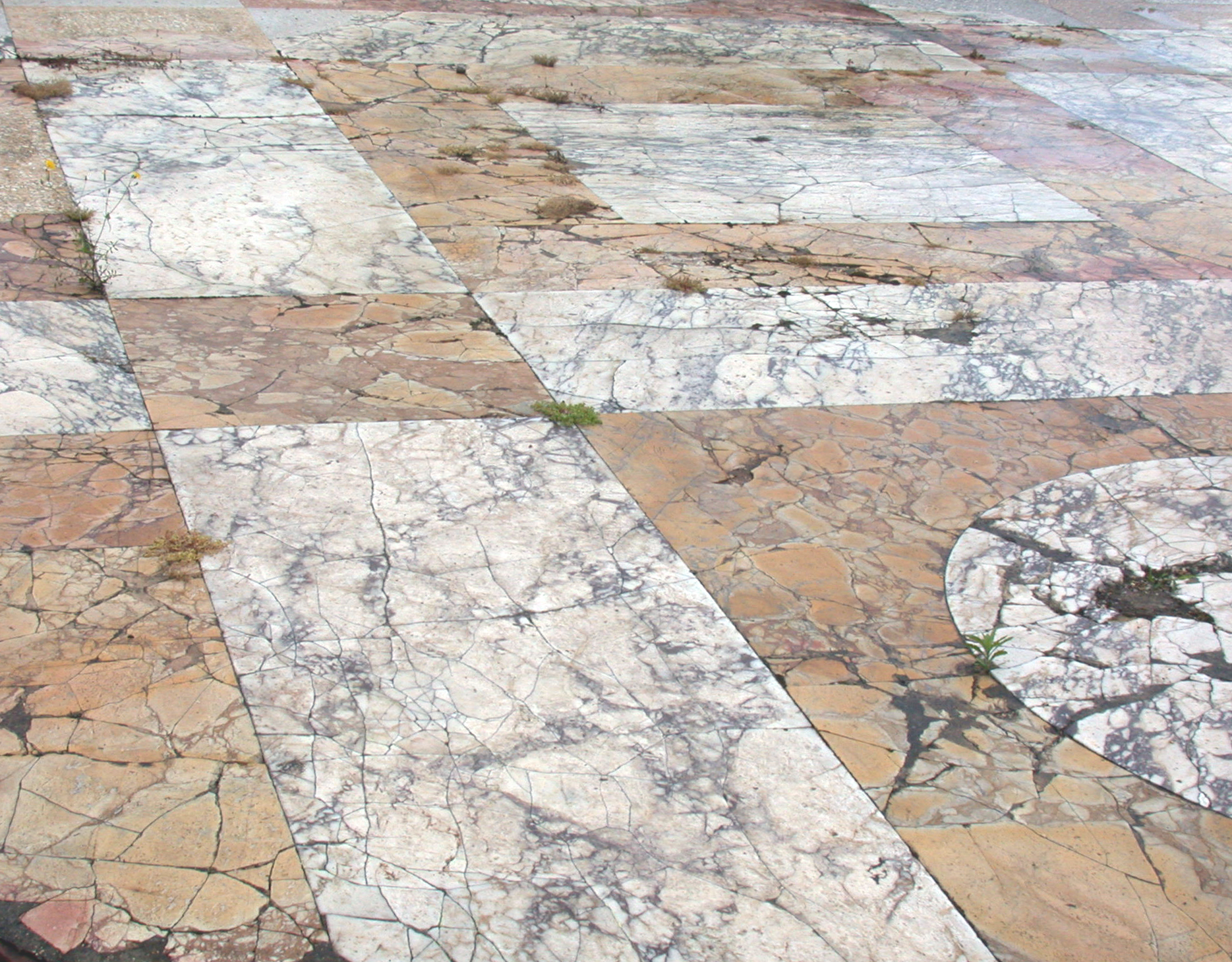
Pavement de l'exèdre orientale du forum de Trajan en giallo antico et pavonazzetto.
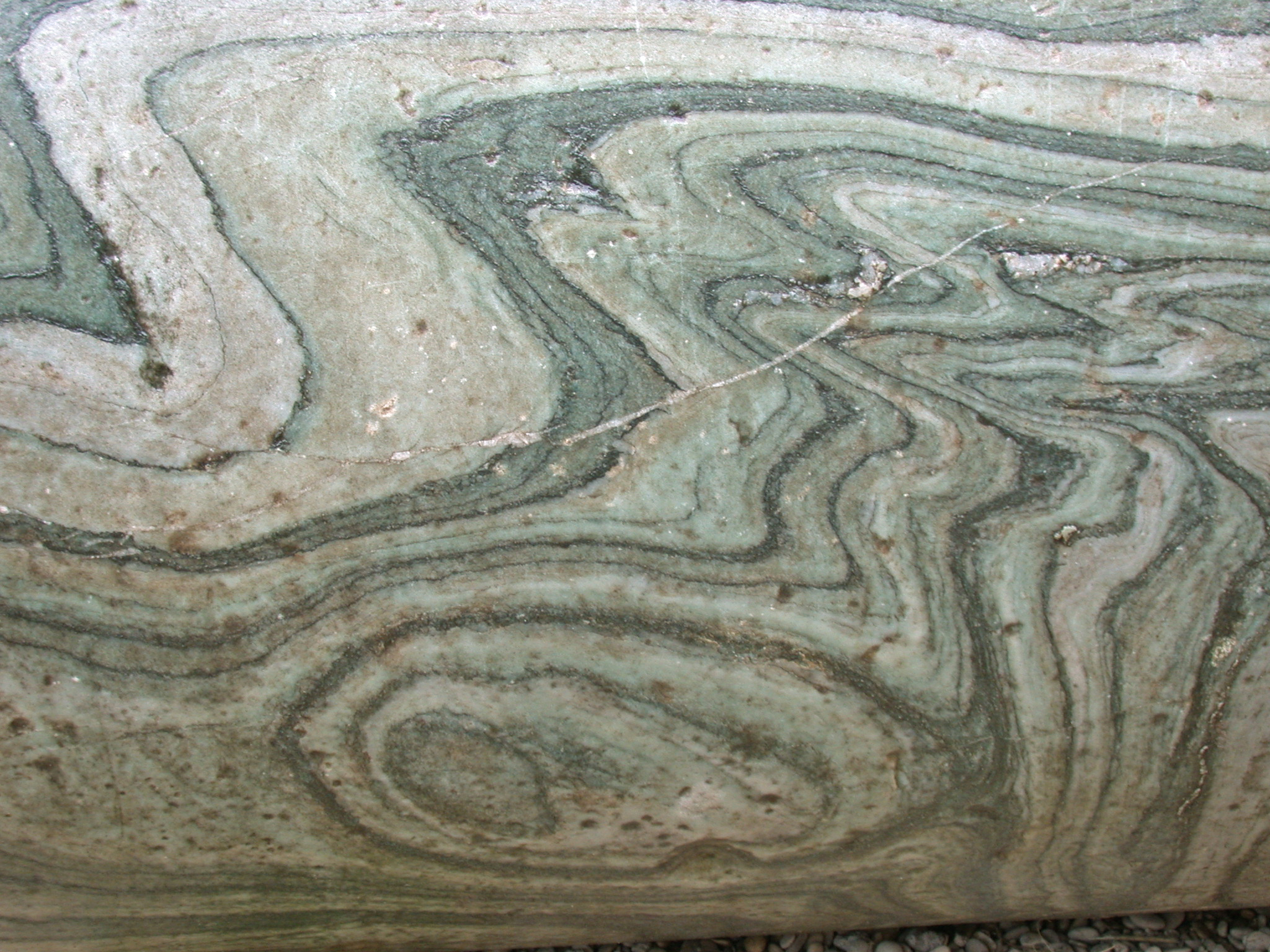
Fût d'une colonne en cipollino.

## Les techniques de construction

### L'appareil polygonal
La technique de l'appareil polygonal (Opus siliceum) est caractérisée par la superposition de gros blocs de pierre brute ou à peine dégrossie, parfois de grandes dimensions, à joint-vif (sans usage de mortier) : c’est le poids des blocs qui assure la stabilité des structures. Celles-ci ont en général une base d’une certaine largeur et vont en se rétrécissant vers le haut. Elle est principalement utilisée dans l’Italie centrale entre le VIe et Ier siècles av. J.-C.

### L'appareil rectangulaire
Cette technique consiste en l'assemblage de blocs quadrangulaires de pierre sans mortier, les pierres tenant en place par leur propre poids et étant fixées à l'aide de chevilles et de pinces métalliques. Cette méthode de construction apparaît à Rome au cours du VIe siècle av. J.-C. comme l'atteste son utilisation dans la construction des fondations du temple de Jupiter Capitolin ou dans la construction de la muraille Servienne. La réalisation de cette technique de construction chez les Romains ne diffère quasiment pas des techniques connues de l'architecture grecque.
L'appareil rectangulaire est de plus en plus utilisé à partir du IIe siècle av. J.-C. dans l'édification de nombreux édifices pour devenir communément utilisé durant l'Empire pour les constructions monumentales, tels que les forums impériaux. C'est à cette époque qu'apparaissent les dimensions standards de deux pieds romains de large sur deux de haut et quatre de long pour les blocs de pierre,. À travers tout l'Empire, de l'Hispanie à l'Afrique et de la Grèce aux provinces orientales, de nombreux monuments sont construits en grande partie en opus quadratum.

### L'utilisation du béton et la révolution architecturale romaine

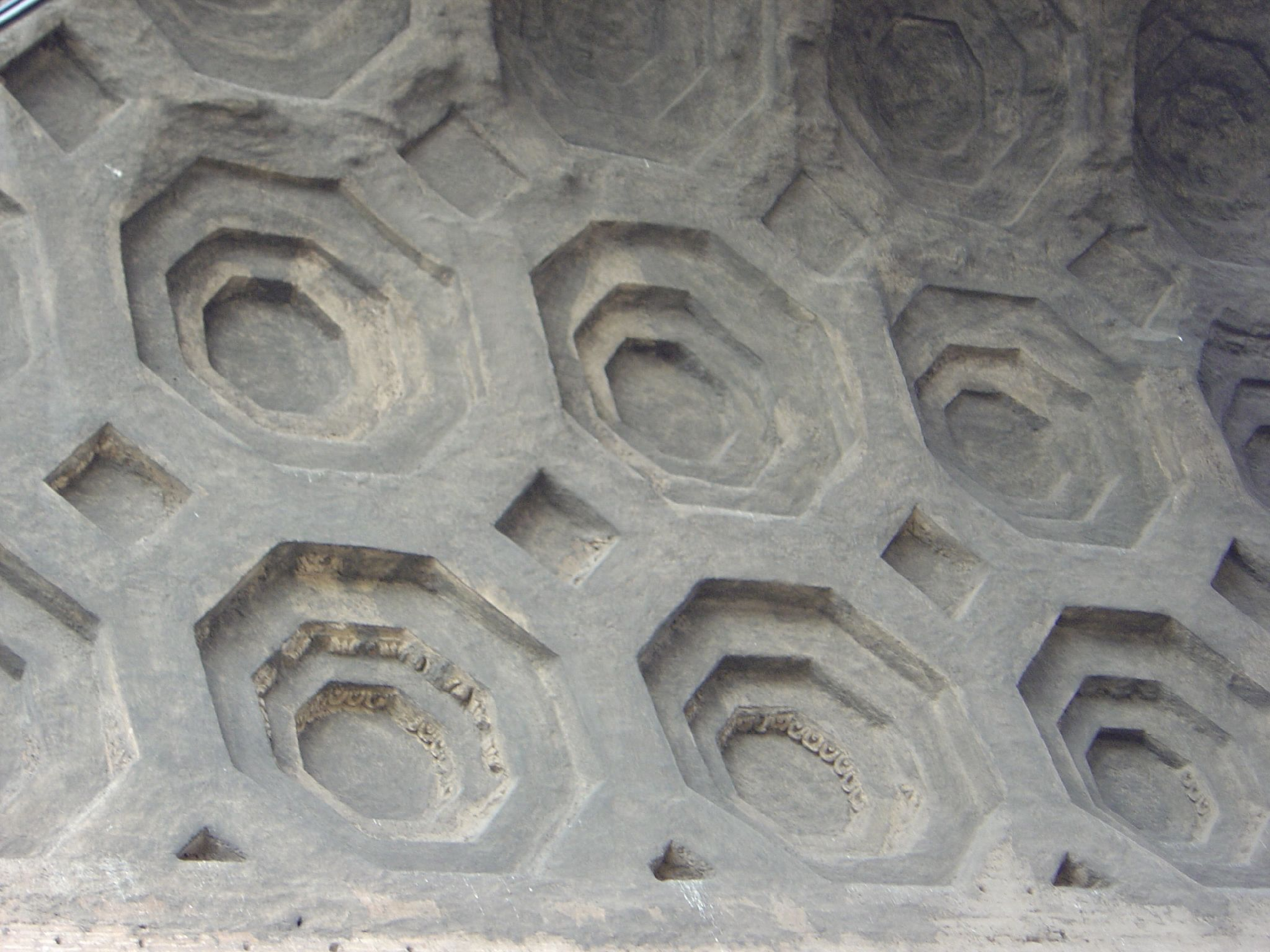
Voûte romaine en béton.

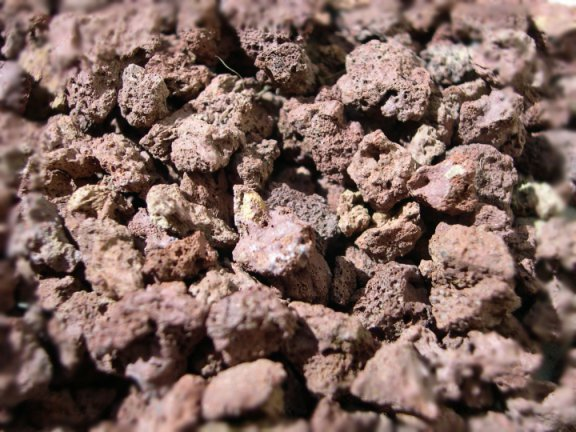
Grains de pouzzolane.

Les Romains n'ayant pas un accès aisé aux carrières de marbre avant la fin de la République et les matériaux disponibles à proximité n'étant pas d'une qualité et d'une solidité suffisante, les ingénieurs et architectes ont fini par adopter une technique de construction utilisant du mortier à base de matériaux de récupération qui se transforme peu à peu en ciment. On rencontre déjà dans l'architecture grecque l'usage d'un liant constitué d'un mélange d'argile et de pierre, inséré entre deux murs de façade (parements). Cette méthode est utilisée en Campanie où un mortier fabriqué à base de pouzzolane noire remplace l'argile. À partir du IIe siècle av. J.-C., les architectes et ingénieurs romains font évoluer cette méthode dite du blocage en remplaçant l'argile par un mortier de chaux, mélange de chaux, de sable et d'un agrégat de petites pierres (caementa) de la taille d'un poing. Les caementa sont placées au cœur du mur et le mortier est versé au-dessus, produisant une masse solide et cohésive.
Ainsi apparaît l'opus caementicium, sorte de béton romain, un appareil qui, utilisé avec des matériaux de remplissage et de parement, permet de bâtir des murs plus solides, et plus légers. Ainsi, les Romains se libèrent peu à peu des normes de l'architecture grecque et inventent des formes architecturales inédites,. Certaines, jusqu'à présent peu utilisées, comme l'arche, la voûte ou le dôme, deviennent des éléments majeurs dont le potentiel architectural peut désormais être pleinement exploité, surtout à partir du Ier siècle av. J.-C. quand les constructeurs romains comprennent mieux les propriétés des matériaux utilisés et placent les plus légers en hauteur.
À l'époque d'Auguste, les Romains utilisent un ciment fin et dur fabriqué à partir de pouzzolane dont les propriétés diffèrent des mortiers de chaux classiques. En effet, contrairement à ces derniers, ce nouveau type de ciment n'a pas besoin de perdre de l'eau par évaporation pour durcir, ce qui permet de l'utiliser sous l'eau ou dans les endroits humides.

« Il existe une espèce de poudre à laquelle la nature a donné une propriété admirable. Elle se trouve au pays de Baïes et dans les terres des municipes qui entourent le mont Vésuve. Mêlée avec la chaux et le moellon, non seulement elle donne de la solidité aux édifices ordinaires, mais encore les môles qu'elle sert à construire dans la mer acquièrent sous l'eau une grande consistance. Voici comment j'en explique la cause. Sous ces montagnes et dans tout ce territoire, il y a un grand nombre de fontaines bouillantes ; elles n'existeraient pas, sil ne se trouvait au fond de la terre de grands feux produits par des masses de soufre, ou d'alun, ou de bitume en incandescence. La vapeur qui s'exhale de ces profonds réservoirs de feu et de flamme, se répandant brûlante par les veines de la terre, la rend légère, et le tuf qui en est produit est aride et spongieux. Ainsi, lorsque ces trois choses que produit de la même manière la violence du feu, viennent par le moyen de l'eau à se mêler et à ne plus faire qu'un seul corps, elles se durcissent promptement ; et prennent une solidité telle, que ni les flots de la mer ni la poussée des eaux ne peuvent les désunir. »

— Vitruve, De Architectura, II, 6, 1
L'utilisation du ciment lors de la construction des fondations, les rendant plus solides et plus durables, permet également l'édification d'édifices plus grands et plus lourds,. Plus léger et moins cher que la pierre de taille, l'usage du béton devient incontournable. La mise en place de cette technique ne requiert pas une main-d’œuvre spécialisée et peut donc être confiée à de simples esclaves pour un gain de temps et d'argent non négligeable. Associée au perfectionnement des méthodes de production des matériaux de construction, qui permet également une réduction des coûts, l'utilisation du béton romain permet de raccourcir considérablement les temps de construction. De plus, la résistance du béton au feu et à l'humidité en font un matériau de choix pour des édifices comme les entrepôts ou les thermes. Grâce au béton, les Romains peuvent désormais bâtir de grands édifices tels les théâtres et les amphithéâtres sans être limités par le choix d'un site naturel approprié.

### Les différents appareils de construction
Le premier appareil de parement utilisé pour dissimuler les pierres comme le tuf est l'opus incertum. La recherche de la régularité lui préfère plus tard des appareils de parement comme l'opus quasi-reticulatum et l'opus reticulatum qui donnent aux murs une apparence de filet. Le développement des techniques de fabrication des briques au cours du Ier siècle voit la généralisation d'appareils de construction qui utilisent ce matériau soit exclusivement (opus latericium et opus testaceum) soit en renforcement d'appareils plus fragiles (opus mixtum). L'opus mixtum, connu dès l'époque républicaine, ne se généralise qu'à partir du IIe siècle et reste très répandu jusqu'à la fin de l'Empire.
| Appareil                  | Description | Illustration              |
| Appareils de construction | Appareils de construction | Appareils de construction |
| ------------------------- | --- | ------------------------- |
| Opus africanum            | Appareil dit « à chaînage » dans lequel des murs de moellons de pierre alternent avec des piliers taillés et disposés verticalement.                                              |                           |
| Opus caementicium         | Maçonnerie faite de mortier (mélange de chaux et de roche volcanique), de fragments de pierre et d'éléments en terre cuite qui s'apparente au béton.                              |                           |
| Opus craticium            | Quadrillage de montants et de traverses en bois, remplis de mortier et recouvert d'enduit (graticcio').                                                                           |                           |
| Opus latericium           | Appareil de construction romaine entièrement en briques crues. |                           |
| Opus mixtum               | Combinaison de différents appareils de construction. |                           |
| Opus quadratum            | Appareil de construction employant des pierres de taille posées l'une sur l'autre à joints croisés ou horizontaux, sans mortier. Les blocs sont réunis par des crampons en métal. |                           |
| Opus siliceum             | Appareil polygonal superposant de gros blocs de pierre, parfois de grandes dimensions, sans usage de mortier.                                                                     |                           |
| Opus signinum             | Matériau de construction utilisé comme revêtement imperméable à l'eau qui se compose de fragments de tuiles ou de briques minutieusement écrasés et de mortier fin de chaux.      |                           |
| Opus testaceum            | Appareil de construction romaine entièrement en briques cuites. |                           |
| Appareils de parement     | |                           |
| Opus incertum             | Petit appareil réalisé avec des petits moellons en pierre de dimensions et de formes irrégulières.                                                                                |                           |
| Opus reticulatum          | Parement fait de petits moellons en pierre de forme pyramidale disposés en diagonale.                                                                                             |                           |
| Opus spicatum             | Pavage de briques ou de pierres plates posées inclinées sur la tranche et disposées alternativement en épi.                                                                       |                           |
| Opus vittatum             | Parement fait de petits moellons rectangulaires en pierre, disposés à l'horizontal et régulièrement alternés                                                                      |                           |
| Appareils décoratifs      | |                           |
| Opus musivum              | Technique de mosaïque utilisant de la pâte de verre. |                           |
| Opus sectile              | Pavement constitué de fragments de marbre formant des motifs géométriques. |                           |
| Opus tessellatum          | Technique de mosaïque employant des tesselles régulières. |                           |
| Opus vermiculatum         | Technique de mosaïque employant des tesselles de formes cubiques ou en biseau, et de dimensions variables.                                                                        |                           |

## Les principaux éléments architecturaux

### L'arche

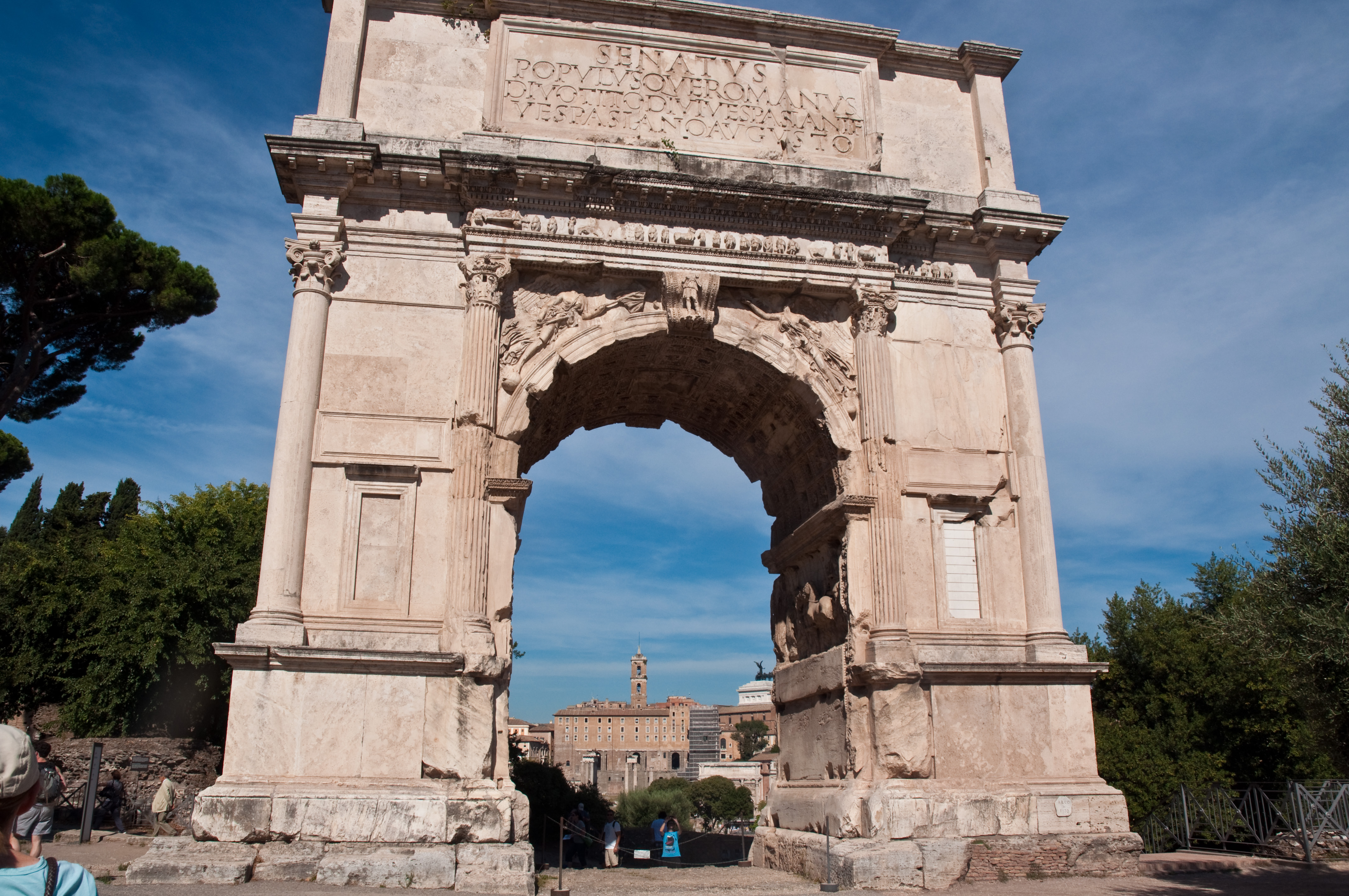
L'arc de Titus, un arc de triomphe à une baie de la fin du I

L'invention du béton et l'amélioration des techniques de construction utilisant la brique permettent aux Romains d'utiliser l'arche, qu'ils ont héritée des Étrusques, comme élément architectural majeur. Elle facilite la construction d'édifices tels que les aqueducs ou les ponts dont certains sont toujours utilisés aujourd'hui (le puente Romano à Mérida, le pont Julien ou le pont de Vaison-la-Romaine en Provence). La technique consistant à placer une arche en appui direct sur les chapiteaux de colonnes est une création romaine, apparue au cours du Ier siècle. Cette technique est largement réutilisée dans les architectures médiévales occidentale, byzantine et islamique. Mais l'utilisation la plus marquante et innovante de cette forme architecturale reste l'arc de triomphe, un monument typiquement romain conçu comme un monument isolé et qui devient le symbole de la conquête romaine.

### La voûte et le dôme

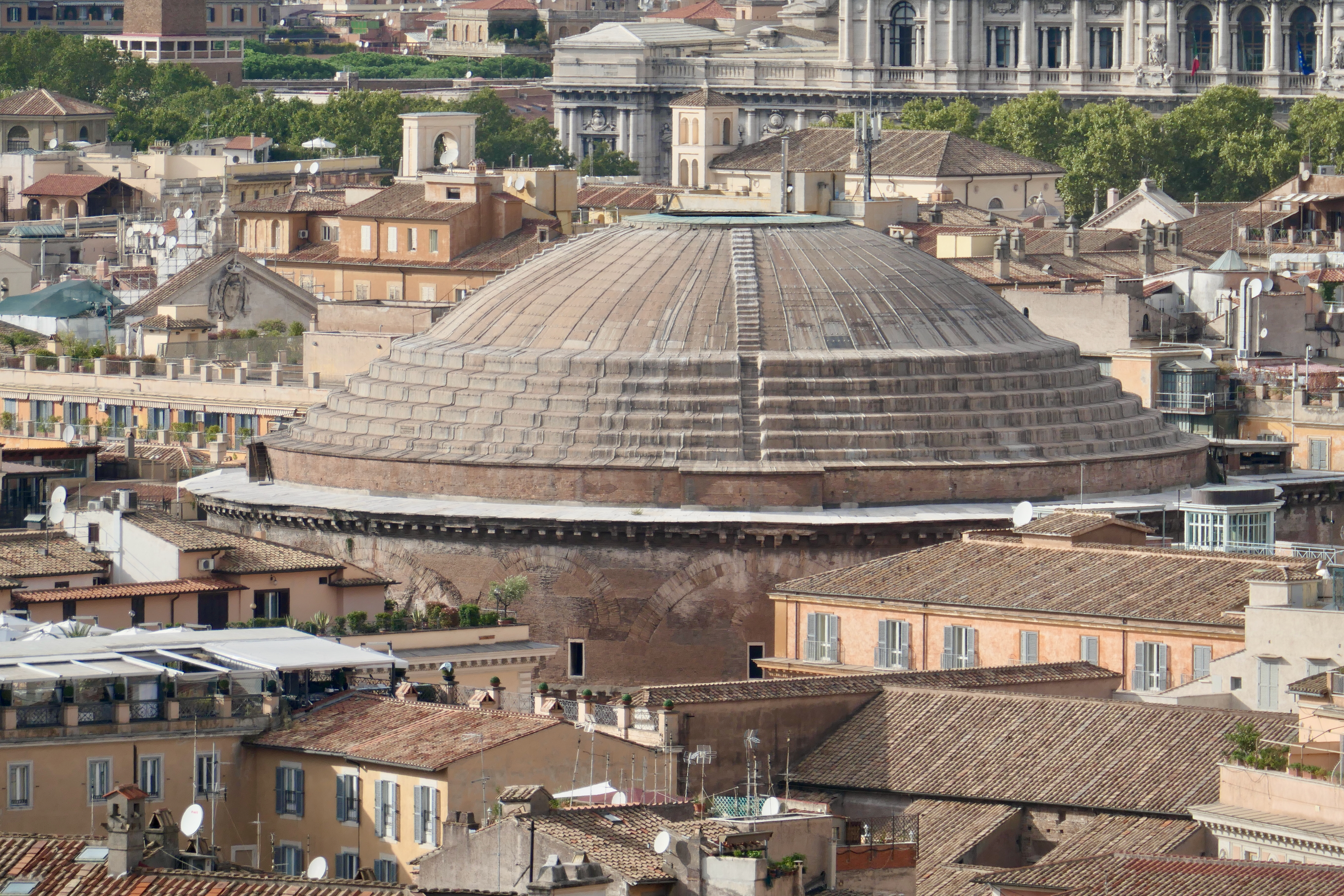
Le dôme du Panthéon : il reste le plus grand au monde pendant près de mille ans.

Les Romains sont les premiers à utiliser la technique du dôme pour la création de vastes espaces intérieurs. Élaboré à partir du principe de l'arc, le dôme permet la construction de plafonds voûtés sans qu'il soit nécessaire de les renforcer par des traverses et il rend possible l'édification de grands espaces publics couverts comme les thermes ou les basiliques. Les premiers monuments comportant un dôme apparaissent au cours du Ier siècle av. J.-C. à Rome et dans les provinces autour de la Méditerranée. Associé à la voûte, le dôme complète progressivement le linteau traditionnel. À partir du IIe siècle, ces formes architecturales deviennent de plus en plus sophistiquées à mesure que les Romains apprennent à estimer la densité et la qualité des matériaux utilisés. Les roches volcaniques libérées par l'éruption du Vésuve sont acheminées en masse vers Rome et permettent la production d'un béton de meilleure qualité et plus léger. Systématiquement utilisé dans la partie supérieure des édifices et renforcé par des pièces métalliques (préfiguration du béton armé moderne), le béton romain autorise la construction de structures en voûte et en dôme plus hautes et de plus grande amplitude.
Les Romains font un usage régulier du dôme dans la construction de leurs monuments, les exemples les plus célèbres étant le Panthéon d'Hadrien, les thermes de Dioclétien et les thermes de Caracalla. Le demi-dôme devient également un élément architectural répandu. Les dimensions atteintes par les plus grands dômes romains ne seront dépassées qu'après l'introduction en architecture de structures en acier à la fin du XIXe siècle.

## Les différents types de bâtiments

### Les édifices publics

#### Les amphithéâtres

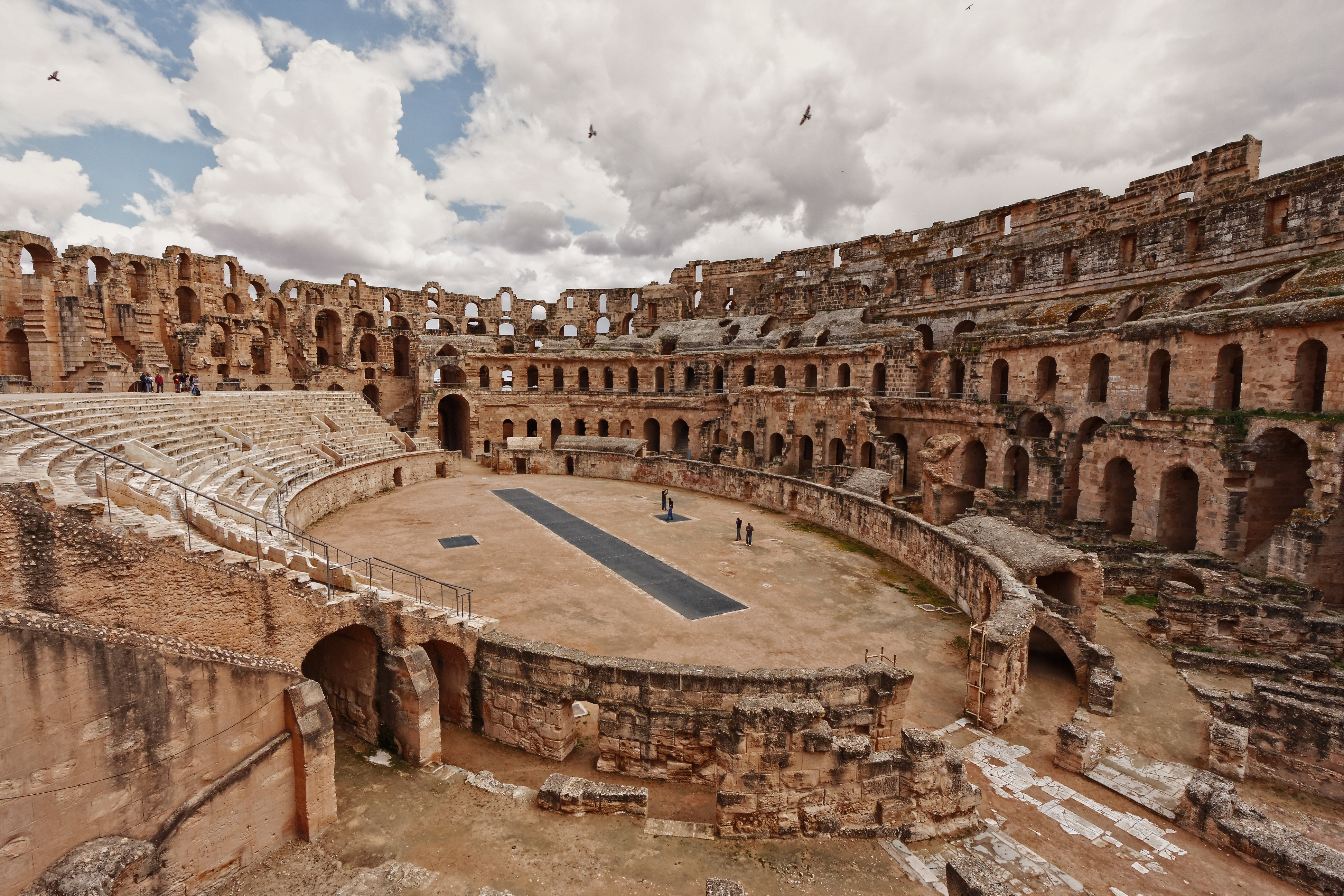
Amphithéâtre d'El Jem de 27000 places, construit au début du III.

Les amphithéâtres sont parmi les édifices antiques les plus impressionnants. Plus de 220 ont été identifiés et nombreux sont ceux qui sont bien conservés comme le Colisée de Rome mais aussi l'amphithéâtre d'Arles, de Nîmes, de Vérone, d'El Jem ou de Pompéi. Ces édifices sont utilisés pour présenter à un large public des combats de gladiateurs, d'animaux ou parfois de navires. Leur forme typique, circulaire ou elliptique, et leur fonction les distinguent des théâtres romains qui sont plus ou moins semi-circulaires, des cirques qui sont plus longs afin de s'adapter aux courses de chars et des stades qui accueillent les compétitions d'athlétisme.
Les premiers amphithéâtres romains sont construits vers le milieu du Ier siècle av. J.-C. (l'amphithéâtre de Pompéi date de 70 av. J.-C.) mais la grande majorité ne sont édifiés que sous l'Empire, à partir du règne d'Auguste. Les Romains ont bâti des amphithéâtres dans toutes les provinces de l'Empire. Les plus grands peuvent accueillir entre 40 et 60 000 spectateurs et les plus élaborés comportent plusieurs étages, des façades à arcades et sont décorés avec du marbre, des stucs et de nombreuses statues. Après l'interdiction des combats de gladiateurs au Ve siècle puis celle des combats d'animaux au VIe siècle, la plupart des amphithéâtres sont laissés à l'abandon. Ils peuvent alors servir de carrière quand certains sont entièrement détruits et d'autres sont convertis en fortifications. Quelques-uns continuent d'être utilisés comme lieu de réunion.

#### Les basiliques

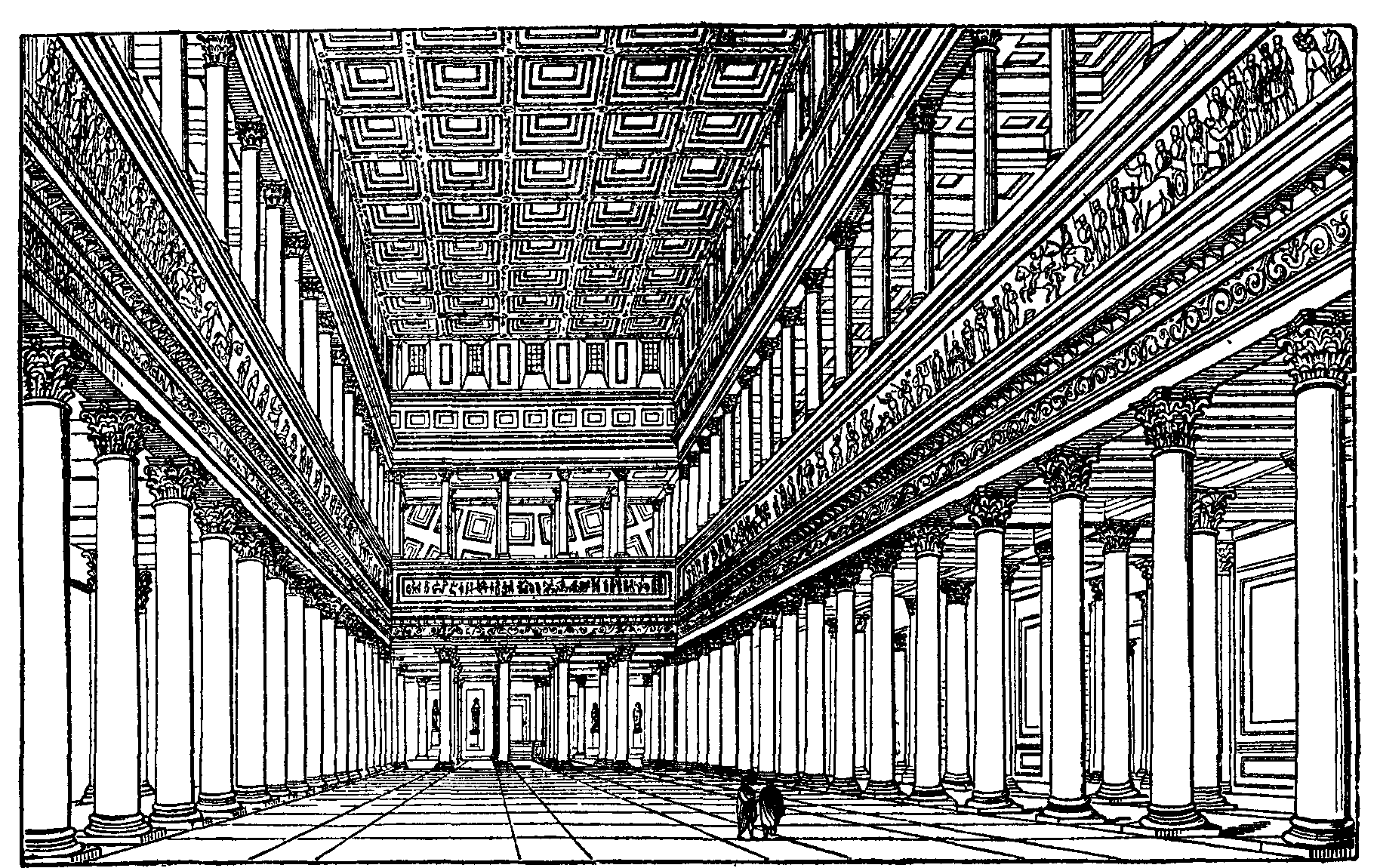
Reconstitution de l'intérieur de la basilique Ulpia, sur le Forum de Trajan.

La basilique romaine est un grand édifice public construit en bordure d'une place publique et qui permet d'offrir un abri pour les activités économiques, financières et judiciaires,. Les premières basiliques n'ont pas de fonctions religieuses. Les Romains ont emprunté aux Grecs les formes architecturales traditionnelles de la stoa,, le terme « basilique » provenant du nom grec stoa basileios (littéralement, la « stoa royale »). Les premières basiliques ont dû prendre la forme de simples portiques puis les formes ont évolué. Elles sont généralement entourées par une série d'arcades et contiennent des colonnades intérieures qui délimitent un espace couvert divisé en plusieurs ailes. L'espace central est plus large et plus haut afin de recevoir davantage de lumière et forme une nef qui se termine à une extrémité en une abside où siègent les magistrats.
La plus ancienne est celle construite à Rome sur le Forum Romain par le censeur Caton l'Ancien, en 184 av. J.-C.. On trouve également à Pompéi une ancienne basilique édifiée dès la fin du IIe siècle av. J.-C. À l'époque d'Auguste, toute cité romaine possède une basilique publique. L'architecture des basiliques romaines a une forte influence sur le plan des premiers édifices ecclésiastiques chrétiens du IVe siècle qui conservent la dénomination de basilique.

#### Les cirques

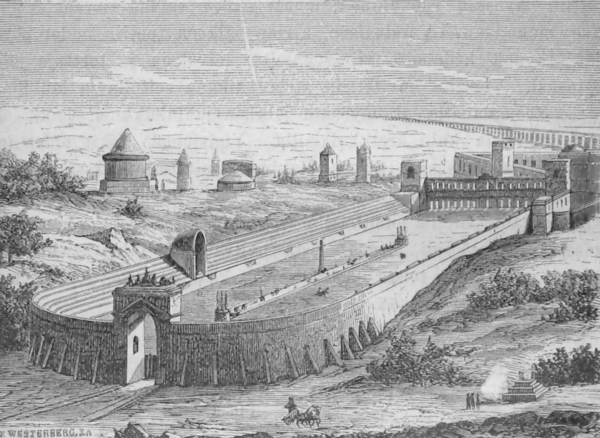
Reconstitution du cirque de Maxence.

Les cirques romains sont de grands édifices allongés à ciel ouvert utilisés pour l'organisation d'évènements devant un grand nombre de spectateurs. Les cirques sont similaires aux hippodromes de la Grèce antique à ceci près que leurs fonctions sont un peu plus étendues. Les cirques font partie des principaux édifices destinés au spectacle avec les amphithéâtres et les théâtres. Parmi ces spectacles, les plus célèbres sont les courses de chars et de chevaux mais les cirques peuvent aussi être utilisés pour d'autres types de compétition ou lors de grandes commémorations sous l'Empire. Certains cirques peuvent même être mis en eau afin de reconstituer de grandes batailles navales.
Contrairement à ce que leur nom laisse supposer, les cirques romains ont la forme de longs rectangles dont une extrémité est courbe. L'espace réservé à la course est séparé en deux par une longue bande étroite ornée de monuments divers : la spina. L'extrémité face au côté courbe est divisée en plusieurs petites stalles (carceres) d'où partent les concurrents lors des courses de chars.

#### Les forums
Un forum est un vaste espace public destiné aux activités commerciales, généralement de forme rectangulaire, présent dans toutes les cités romaines, à l'image de l'agora des cités grecques. Le forum est associé à des édifices publics tels que des boutiques et des basiliques qui sont construits en bordure. Plus qu'une fonction commerciale, le forum romain est le véritable cœur de la cité, point de convergence de la vie politique et sociale de la ville. Le plus ancien forum romain est le Forum Boarium à Rome.
Dans les nouvelles cités romaines, le forum se situe au niveau ou à proximité immédiate de l'intersection entre le cardo (principal axe nord-sud) et le decumanus (principal axe est-ouest). Ils disposent tous d'un temple dédié à Jupiter, construit à l'extrémité nord de la place publique, d'autres temples et d'une basilique. En général, les bains publics sont placés à proximité.

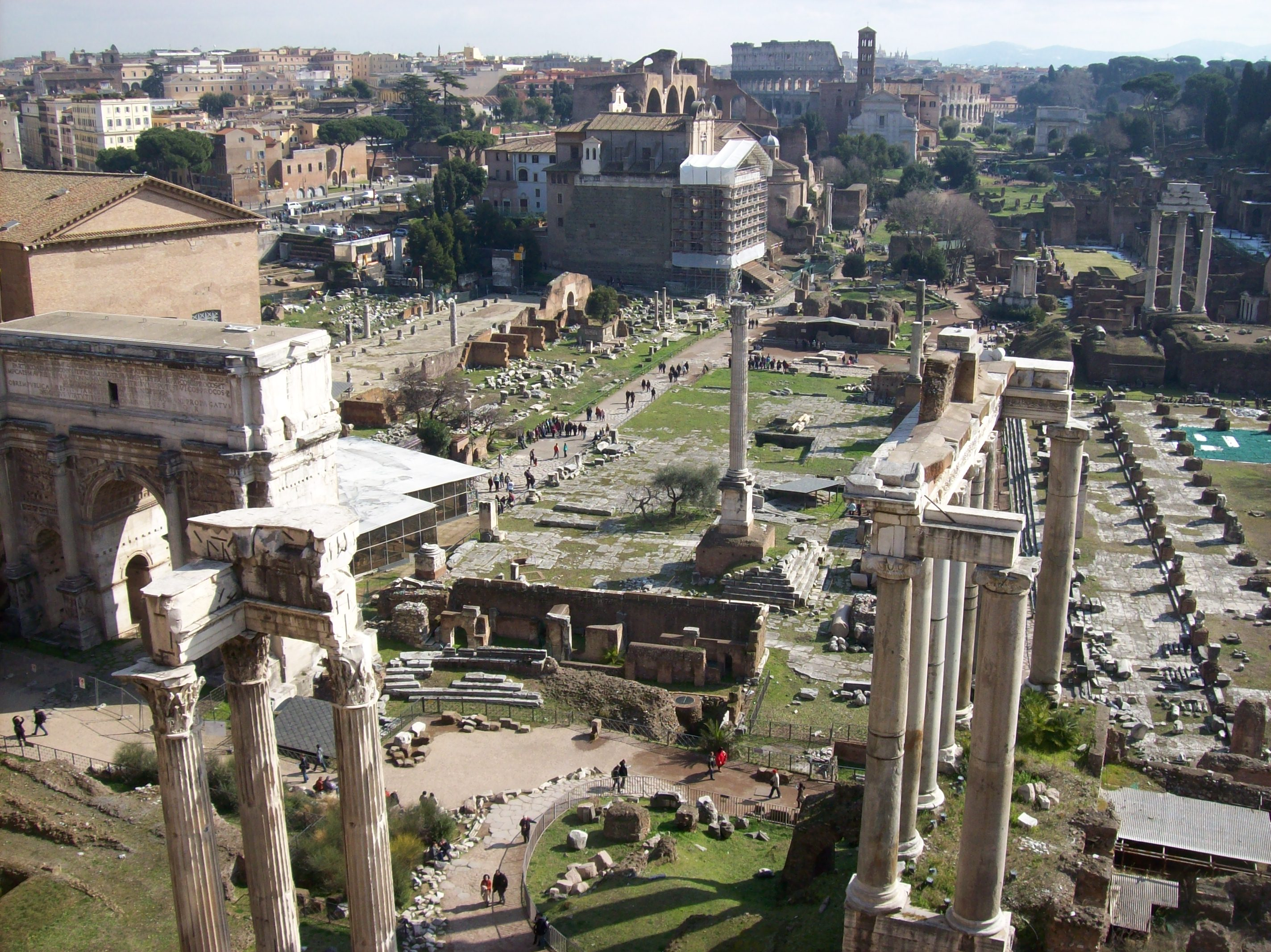
Forum Romain de Rome.
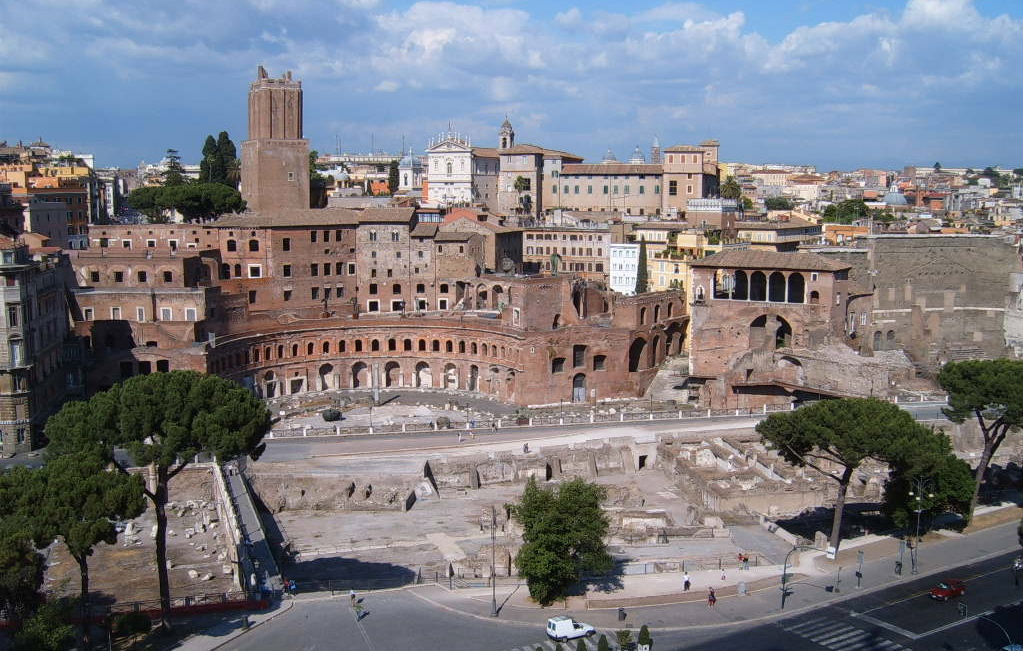
Forum de Trajan.
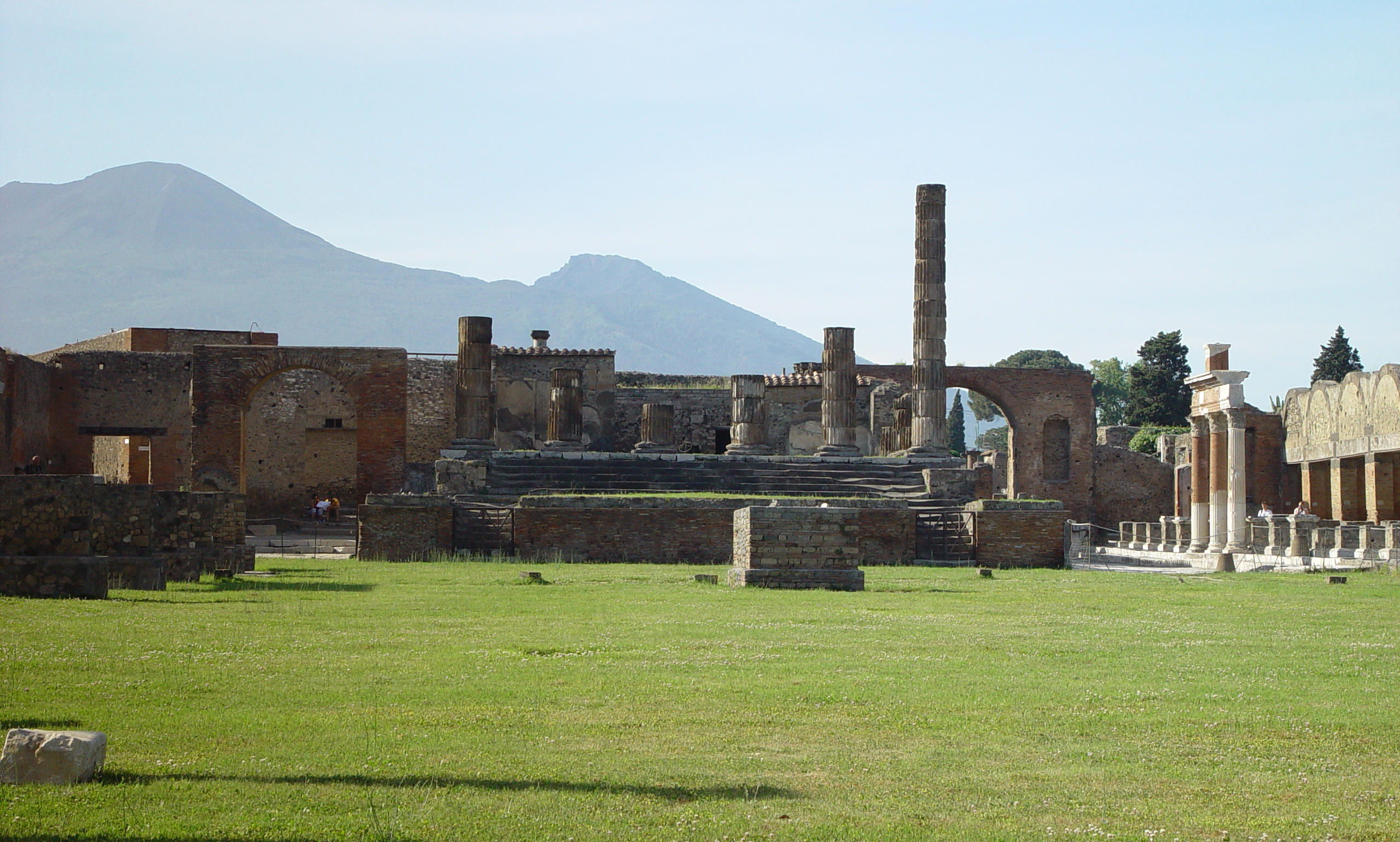
Forum de Pompéi.

#### Les thermes

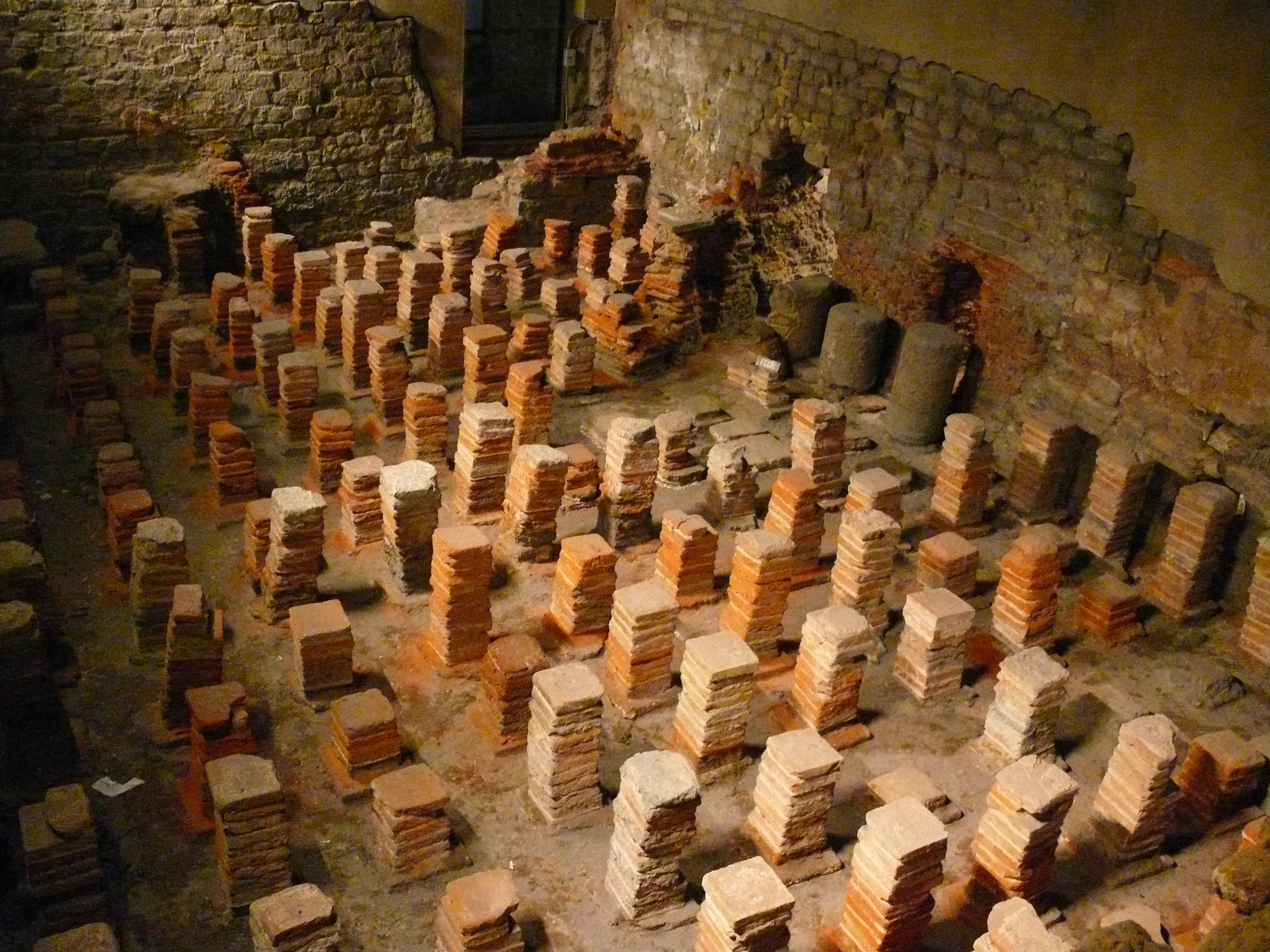
Hypocauste de thermes romains.

À l'origine, les thermes sont des établissements privés introduits à Rome après la conquête de la Grande-Grèce et de la Sicile au cours du IIIe siècle av. J.-C. Ils deviennent ouverts au public de manière permanente à partir du Ier siècle av. J.-C.. Sous l'Empire, toutes les cités romaines disposent de bains publics où tous les citoyens peuvent se baigner, s’entraîner et faire des rencontres. Les villas privées, les immeubles citadins ou les forts militaires peuvent aussi être pourvus d'équipements thermaux. Ces derniers sont alimentés en eau grâce à un cours d'eau avoisinant ou grâce à un aqueduc. Le passage dans les thermes est une habitude quotidienne pour la plupart des Romains qui peuvent y passer plusieurs heures pour un coût minime. Cette pratique partagée par toutes les couches de la société devient une des caractéristiques de la culture romaine.
Le plan architectural des thermes est étudié afin que les visiteurs suivent un parcours précis les amenant à des salles de plus en plus chaudes avant de passer aux salles d'eau froide. Les thermes contiennent souvent une palestre où les citoyens peuvent s'échauffer avant de se baigner. L’entraînement comprend l'exercice à la lutte, au lever de poids, les jeux de balles ou encore la course à pied. Les citoyens les plus riches s'y rendent accompagnés d'esclaves qui sont chargés de fournir les rafraîchissements, de garder les vestiaires, de fournir les serviettes et d'appliquer l'huile d'olive sur le corps de leurs maîtres avant de les nettoyer à l'aide de strigiles, les Romains ne connaissant pas le savon. Les plus grands complexes thermaux associent les édifices destinés aux bains et au sport à des édifices abritant des activités culturelles comme une bibliothèque ou un auditorium.
Les salles chaudes des thermes romains fonctionnent grâce au principe de l'hypocauste, un système déjà connu d'autres civilisations mais perfectionné par les Romains qui en ont fait un usage intensif. Le sol des salles chauffées est surélevé (suspensura) grâce à des piliers de brique et de béton. L'air qui circule dans l'espace ainsi créé est chauffé par un grand foyer (praefurnium) situé à l'extérieur de la pièce. Des passages sont aménagés dans les murs afin de libérer l'air chaud et les fumées, assurant une bonne ventilation des pièces chauffées.

#### Les théâtres

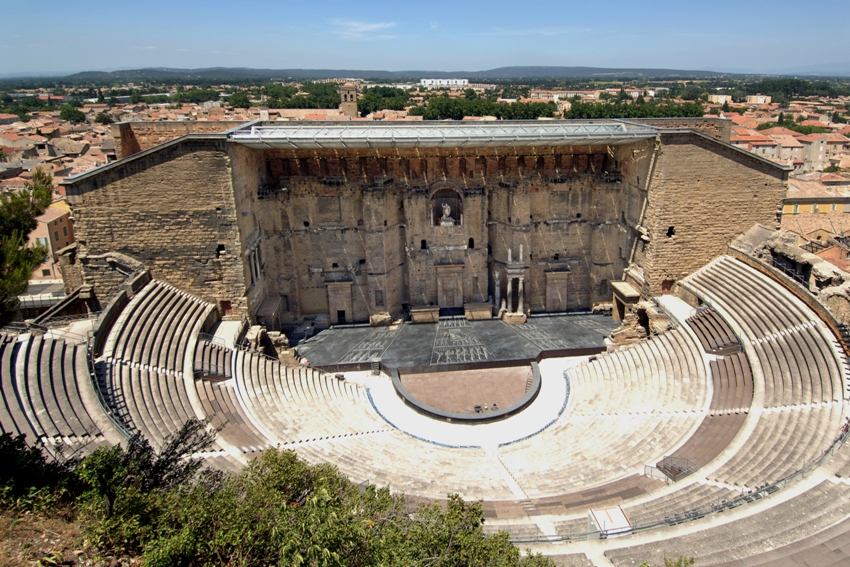
Le théâtre antique d'Orange.

Les théâtres romains sont semi-circulaires et possèdent tous une structure architecturale similaire avec quelques variations mineures en fonction de la province où ils sont construits. Ils se caractérisent par un mur de scène (scaenae frons) imposant, richement orné de statues et de colonnes, qui se tient en arrière de la scène où évoluent les acteurs (proscaenium). Comme les théâtres antiques grecs, le théâtre romain comprend un orchestre (orchestra) autour duquel sont disposés les gradins (cavea). Contrairement aux usages grecs, où le public accède aux gradins depuis l'orchestre, dans le théâtre romain, le public accède aux gradins depuis les vomitoria afin de faciliter la circulation, d'optimiser l'évacuation de l'édifice et de ne pas mélanger les différentes classes sociales qui ont chacune une section des gradins attribuée.

### Les édifices religieux

#### Les temples
Le temple désigne à la fois l'espace délimité par un augure pour y interpréter les auspices, l'espace occupé par un sanctuaire dédié à une divinité, le lieu d'activité publique où se réunit le Sénat ou les comices ou encore tout édifice qui a été consacré par les augures et les pontifes. Les premiers temples romains s'inspirent de l'architecture étrusque qui découle elle-même de l'architecture grecque. Le temple romain s'élève sur un haut podium. La cella qui abrite la statue de culte est précédée d'un vestibule (pronaos) auquel on accède via un escalier frontal.

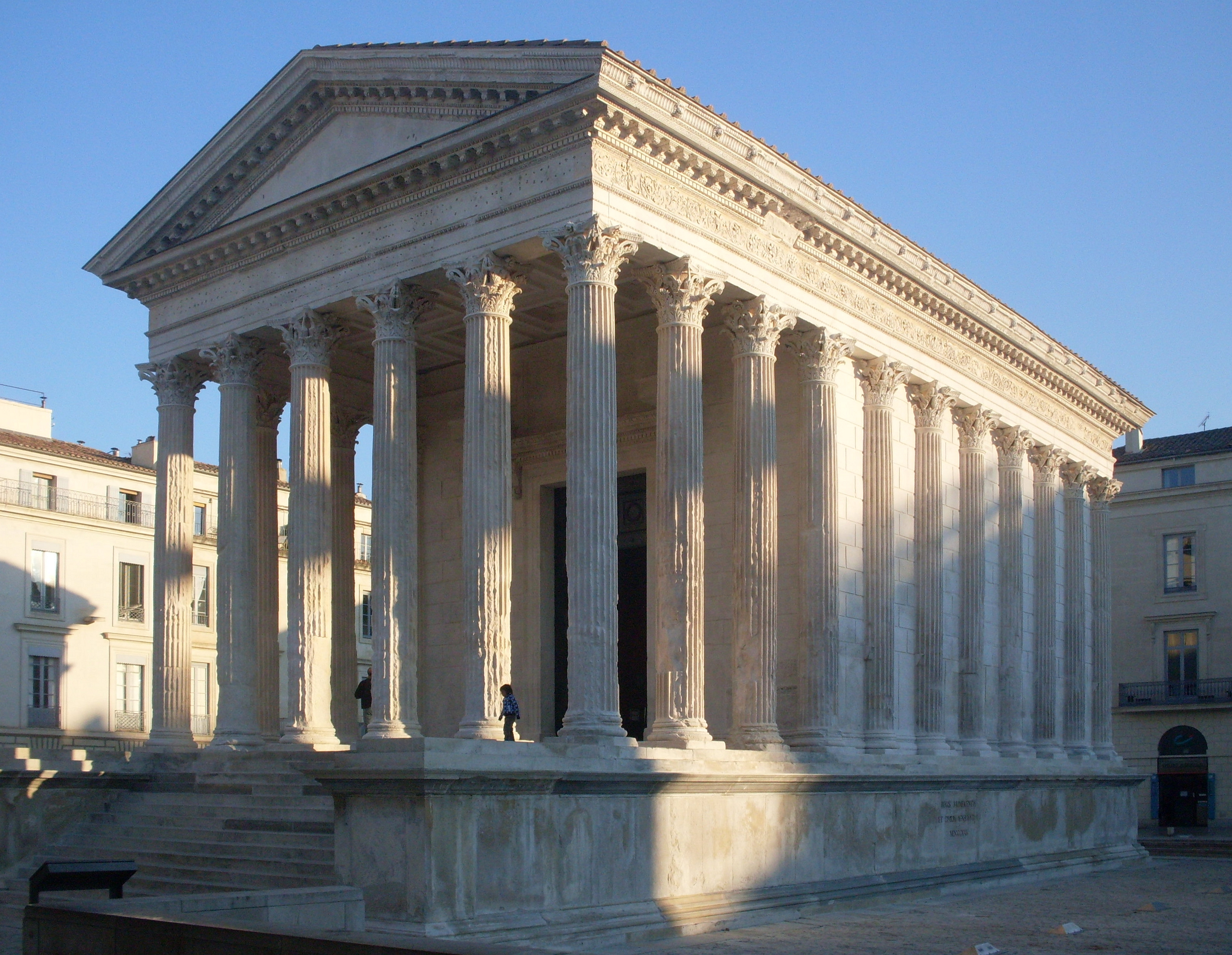
Maison carrée de Nîmes, temple à l'architecture typique du Ier siècle.
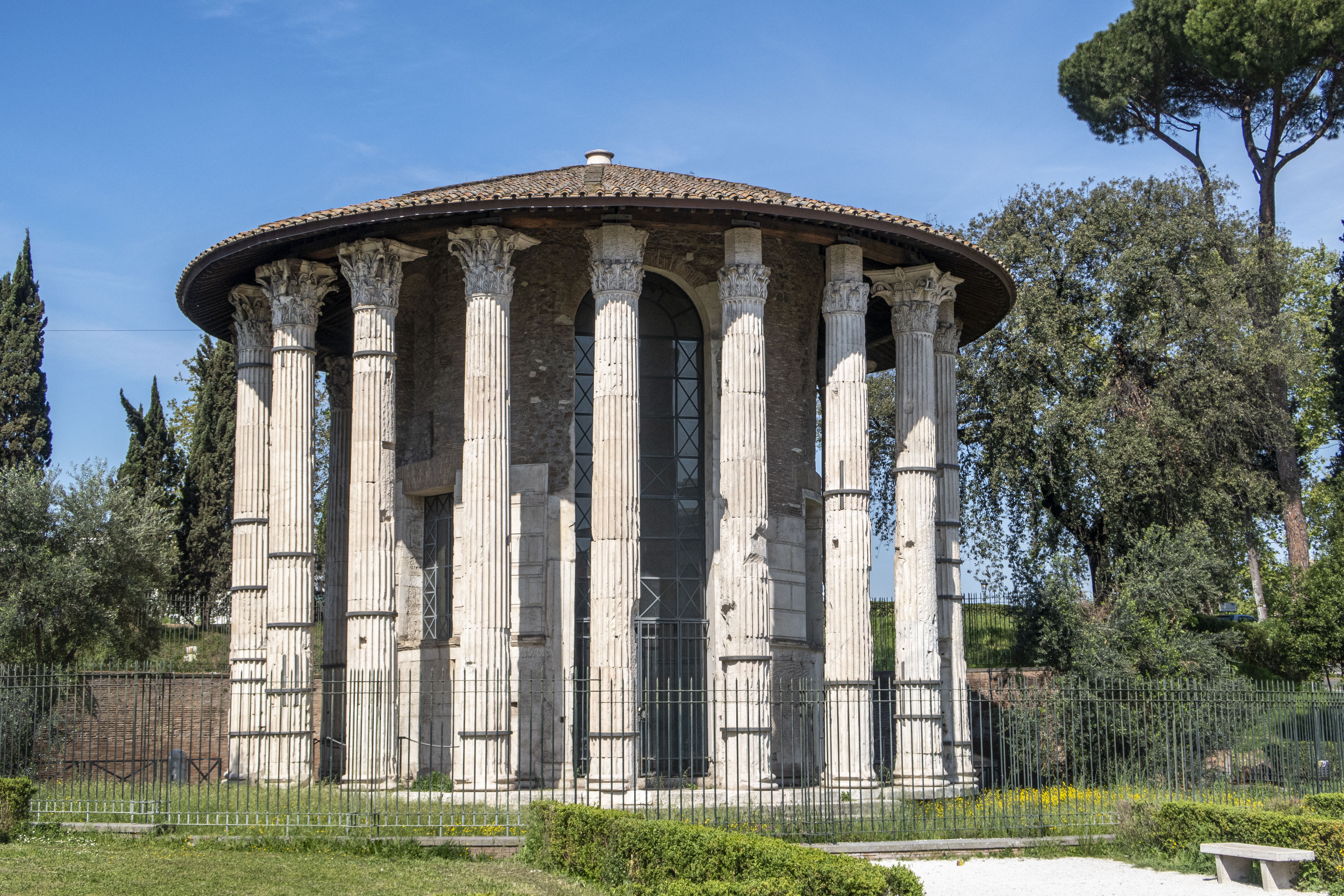
Temple d'Hercule Olivarius, à Rome.
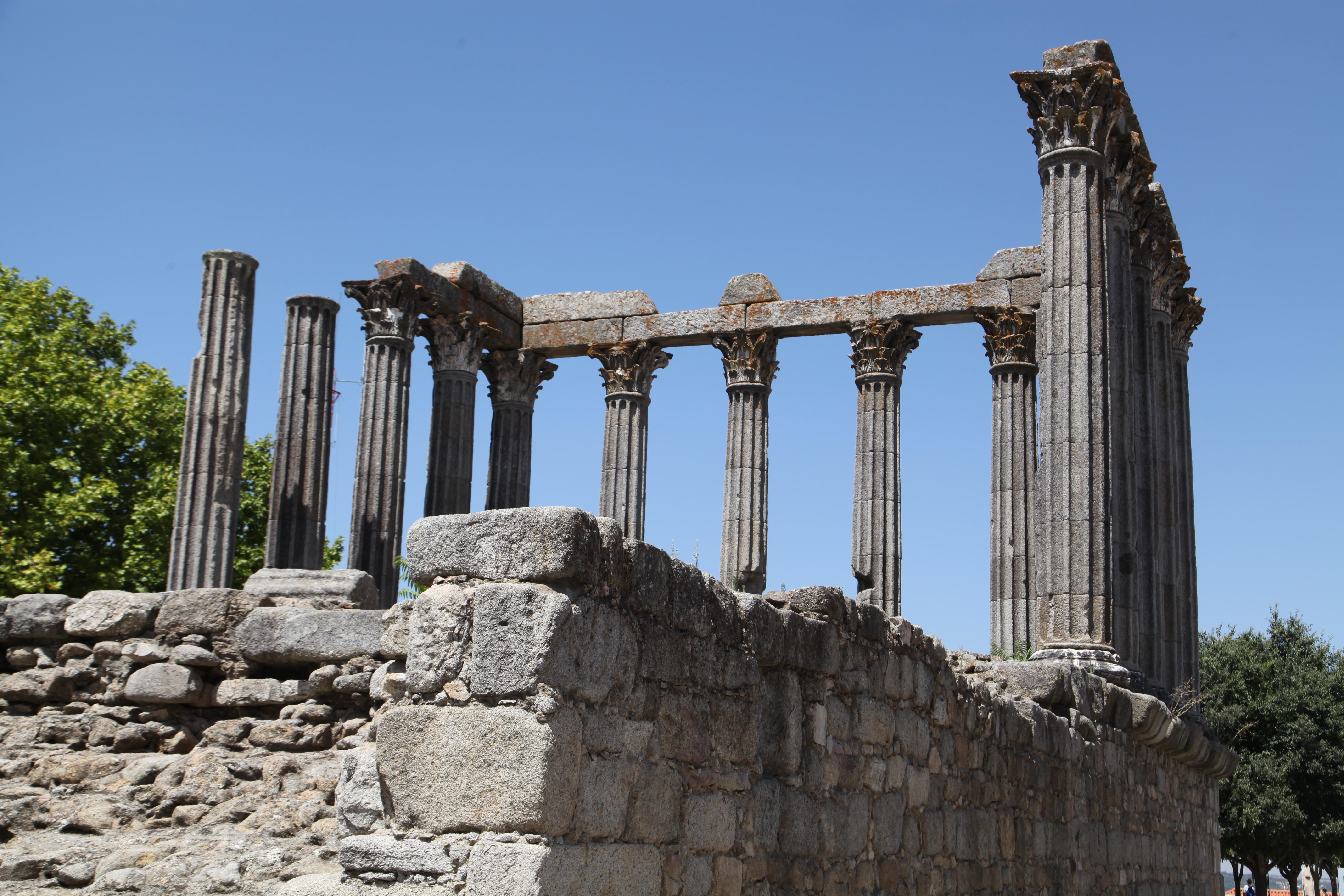
Temple romain d'Évora.

#### Lesmithraea
Les mithraea sont des sanctuaires dédiés au culte de Mithra, divinité orientale, qui se multiplient dans l'Empire au cours du IIe siècle, surtout dans les provinces frontalières étant donné la popularité de ce culte chez les soldats de l'armée romaine. Ces sanctuaires sont généralement de dimensions modestes et sont en partie souterrains, aménagés dans des grottes naturelles ou artificielles.

### Les infrastructures

#### Les aqueducs, réservoirs et citernes

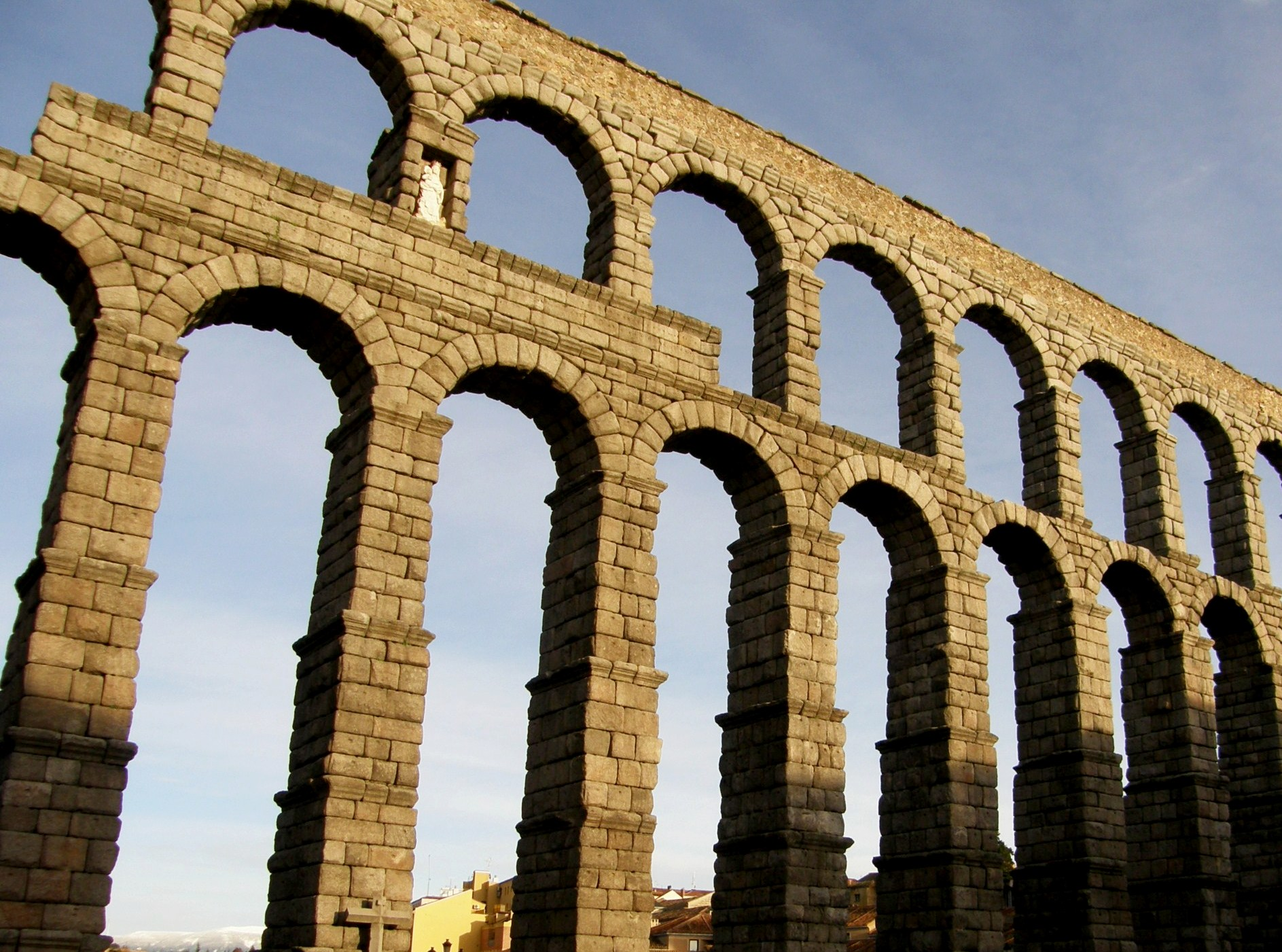
Aqueduc de Ségovie.

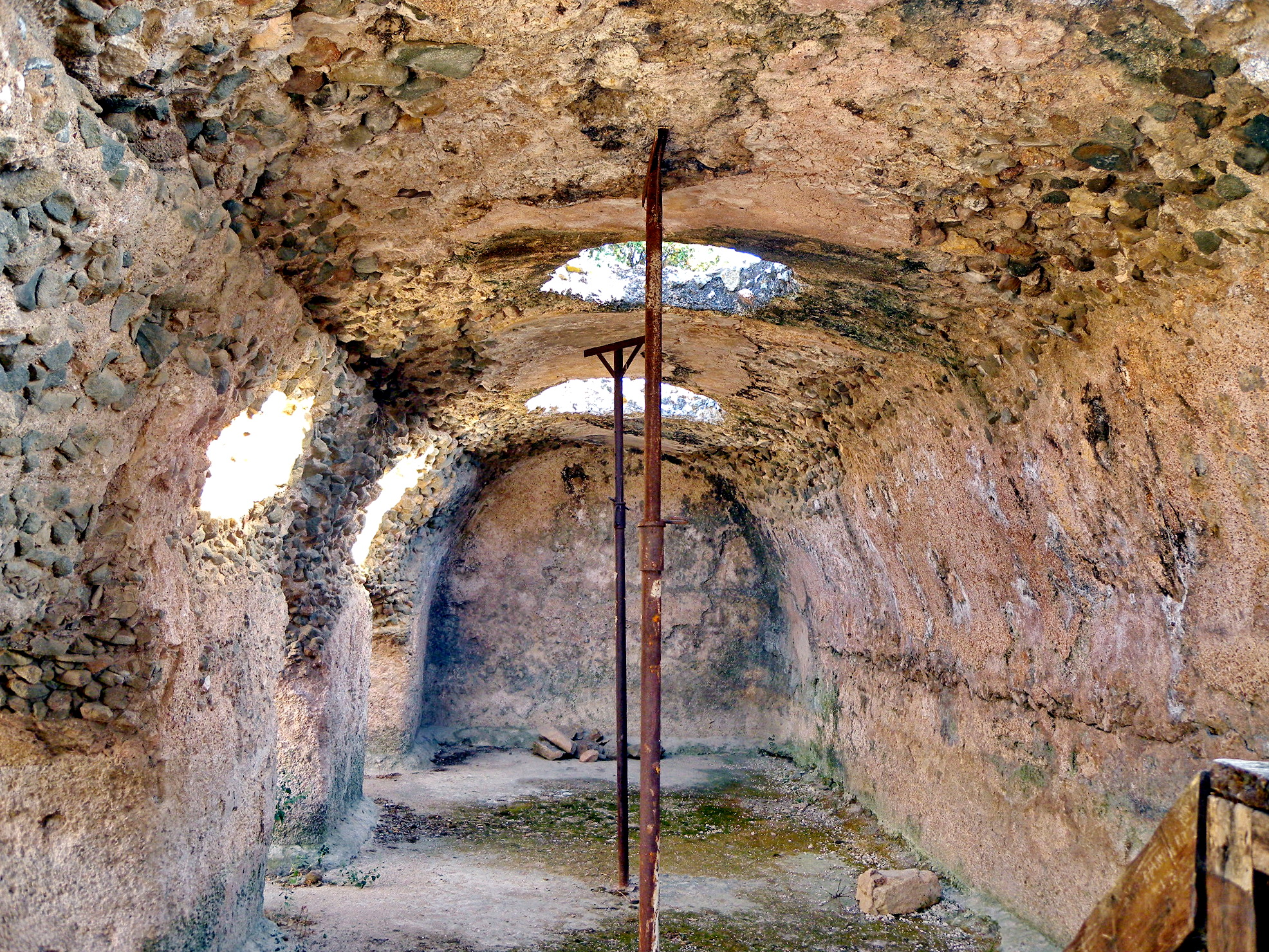
Citerne de l'aqueduc d'Olbia.

Les Romains construisent de nombreux aqueducs afin d'acheminer l'eau depuis des sources lointaines jusque dans leurs villes pour alimenter les bains publics, les latrines, les fontaines et les différentes installations hydrauliques privées. Les eaux usées sont évacuées grâce à un réseau complexe d'égouts dans les cours d'eau avoisinant permettant de garder les villes saines sans eaux stagnantes. Les aqueducs apportent également l'eau nécessaire pour l'exploitation des mines, pour le fonctionnement des moulins à eau et pour l'entretien des jardins et des fermes.
Les aqueducs sont des canaux en pierre, en brique ou en béton inclinés selon une pente légère permettant l'écoulement de l'eau sans que la pression de l'eau n'endommage les conduits. La plupart de ces canaux sont souterrains et contournent le plus souvent les obstacles naturels bien qu'il soit parfois nécessaire de percer des tunnels. Lorsque le tracé d'un aqueduc croise celui d'une vallée ou d'une dépression du terrain, les conduits sont portés par des arches afin de conserver une pente douce. Une autre technique permet de franchir les vallées : l'eau tombe dans des conduites en pierre ou en céramique puis remonte de l'autre côté selon le principe du siphon inversé. La plupart des réseaux d'aqueducs comprennent des réservoirs de décantation, des écluses et des réservoirs de distribution afin de réguler le débit de l'eau en fonction de la demande. L'eau acheminée par les aqueducs termine son trajet dans de grandes citernes.
Vers le milieu du IIIe siècle, Rome dispose d'un réseau de onze aqueducs qui alimente en eau une population estimée entre 400 000 et 1 000 000 d'habitants. La plus grande partie de l'eau ainsi acheminée est utilisée pour approvisionner les immenses thermes impériaux et les nombreux bains publics qui parsèment la ville. Les cités et municipes provinciaux suivent ce même exemple et les aqueducs deviennent des ouvrages d'intérêt public et une source de fierté du monde romain : une solution chère mais nécessaire pour que chacun puisse atteindre le confort auquel il aspire.
La plupart des aqueducs romains a traversé les siècles, preuve de leur fiabilité et de leur durabilité. Certains ont été maintenus en fonctionnement jusqu'à l'époque moderne et quelques-uns sont toujours partiellement utilisés aujourd'hui. Les méthodes de construction et d'entretien sont développées dans l'ouvrage De Architectura de Vitruve, mais l'ouvrage le plus précieux concernant les aqueducs est sans conteste celui légué par le général Frontin, curateur des eaux sous Trajan, qui donne de plus amples détails, notamment sur les détournements frauduleux des eaux publiques.

#### Le réseau routier, les tunnels et les ponts
Les voies romaines forment un réseau de communication vital pour la gestion et de développement de l'Empire romain. Les premières sont construites dès 500 av. J.-C., au début de l'expansion romaine dans le Latium. Les voies romaines permettent une intervention rapide des armées dans les provinces, facilitent les déplacements des émissaires et des civils et favorisent le commerce. À l'apogée de l'Empire, une trentaine de voies militaires traversent les provinces depuis la capitale et les 113 provinces de l'Empire sont reliées grâce à un réseau de 372 grandes voies romaines. Les bâtisseurs romains ont tenté de réguler les dimensions des routes mais elles sont très variables, allant d'un peu plus d'un mètre de large à près de 7 mètres. Les vestiges de voies romaines donnent une impression de routes pavées cabossées et irrégulières mais cet effet est dû à l'érosion des pierres, à l'époque romaine, les voies devaient être les plus plates et régulières possible, légèrement renflées au centre pour permettre le bon écoulement des eaux de pluie.
Les ponts construits par les Romains pour compléter le réseau routier sont parmi les plus grands et les plus durables du monde antique. Ils sont construits en pierre et se basent sur la forme architecturale de l'arche. Pour la plupart des ponts, les Romains utilisent aussi le béton. Les arches des ponts sont généralement semi-circulaires mais peuvent être aussi segmentaires. L'intérêt de ce dernier type d'arche est d'être plus léger et de pouvoir laisser passer plus d'eau en cas d'inondation et donc d'éviter que le pont puisse être emporté. Le pont de Trajan, qui enjambe le Danube, reste le plus long pont sur arches jamais construit pendant près d'un millénaire.

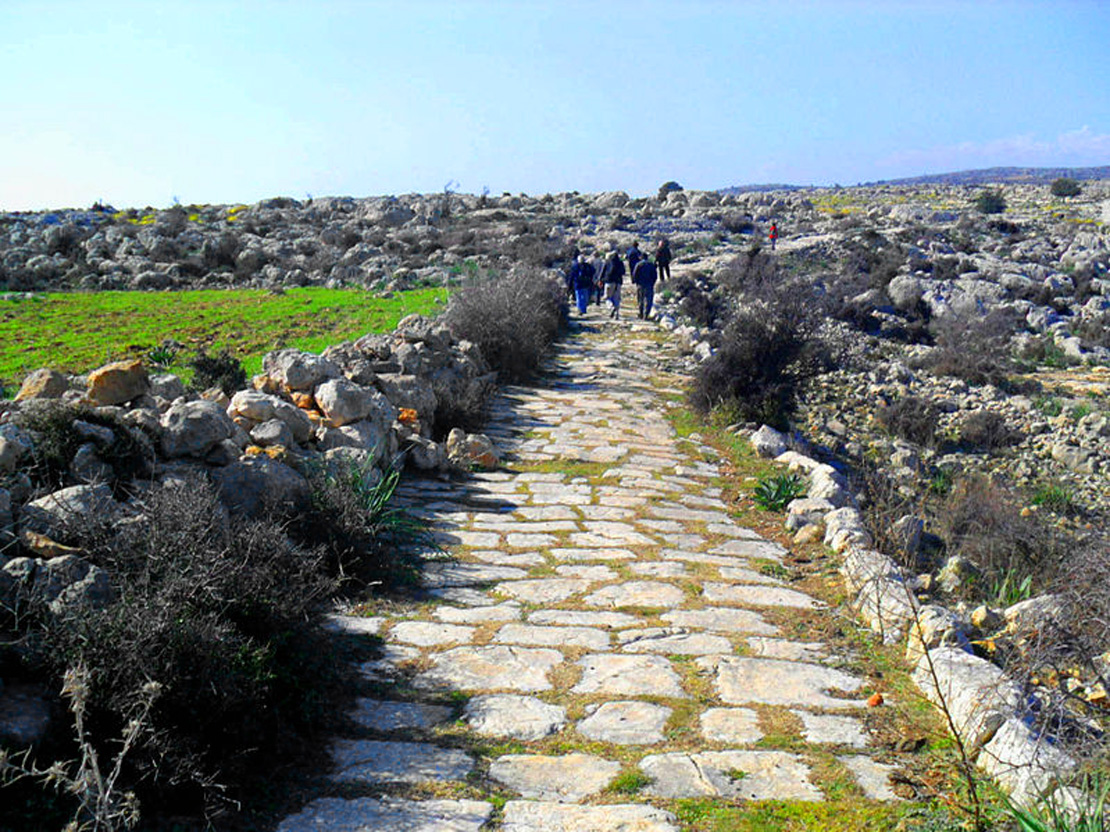
Voie romaine près de Tarse en Turquie.
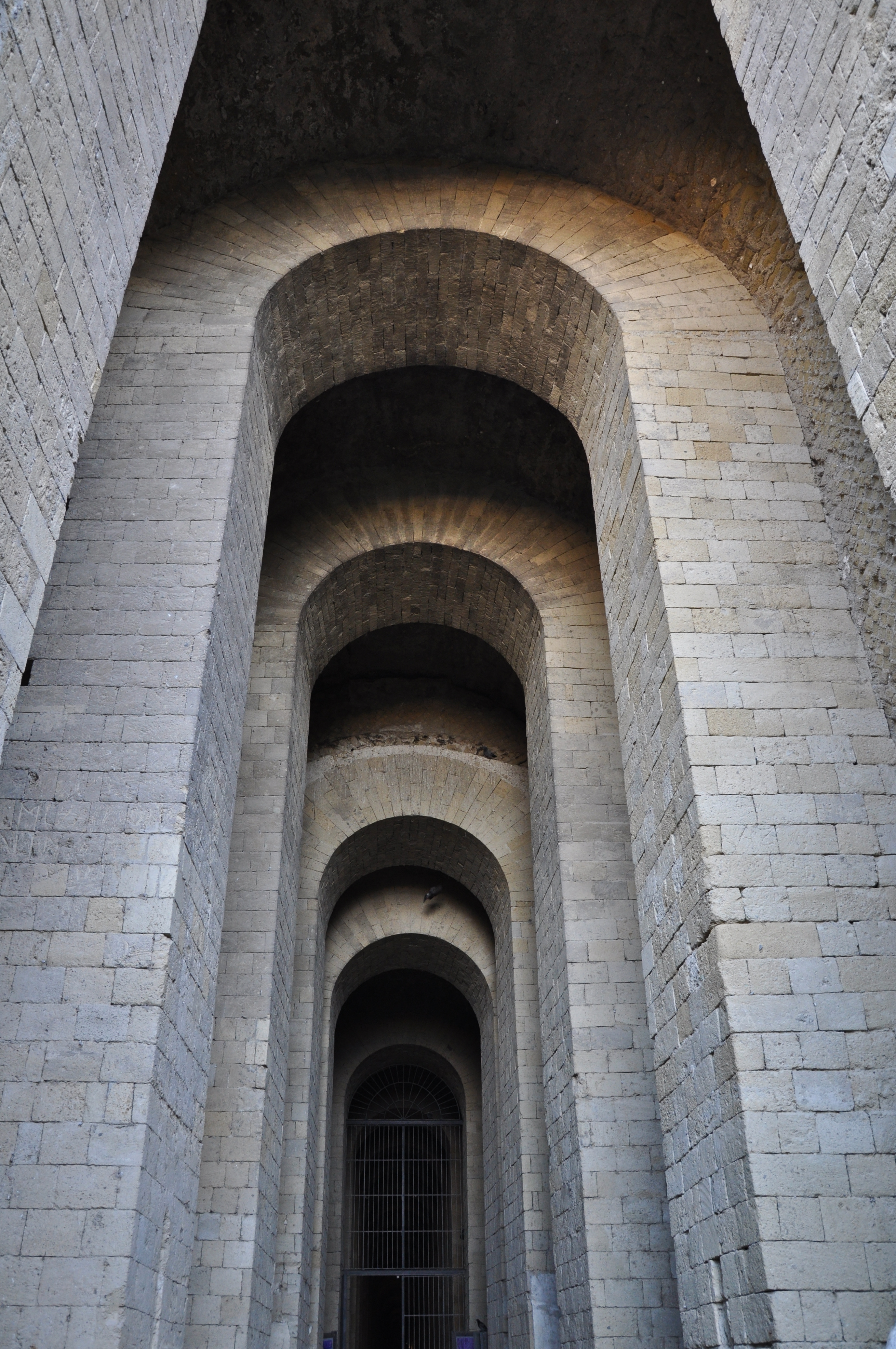
Grotte de Séjan, tunnel romain de 770 mètres de long.
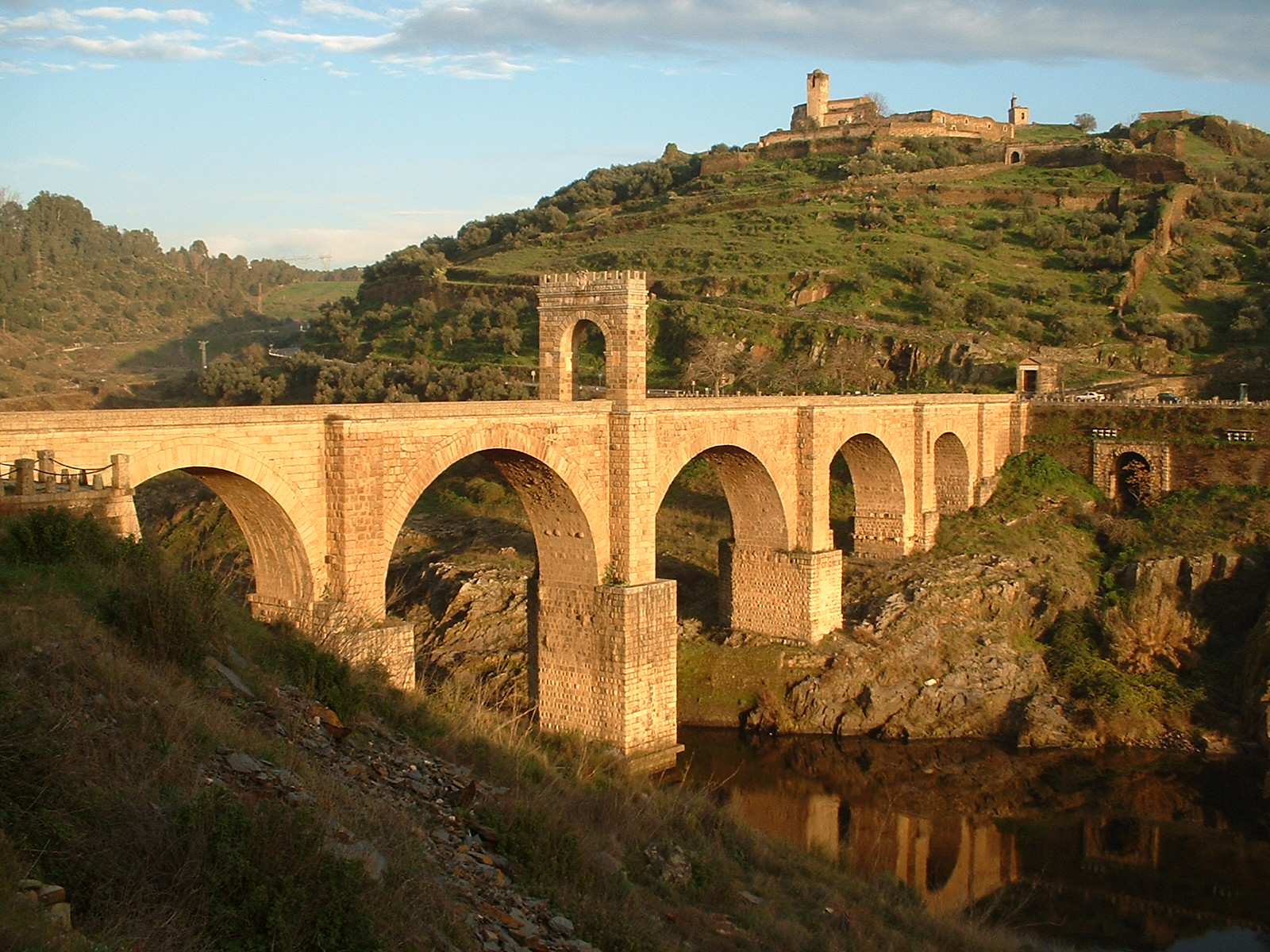
Le pont d'Alcántara, début du IIe siècle.

#### Les ports, les entrepôts et les phares

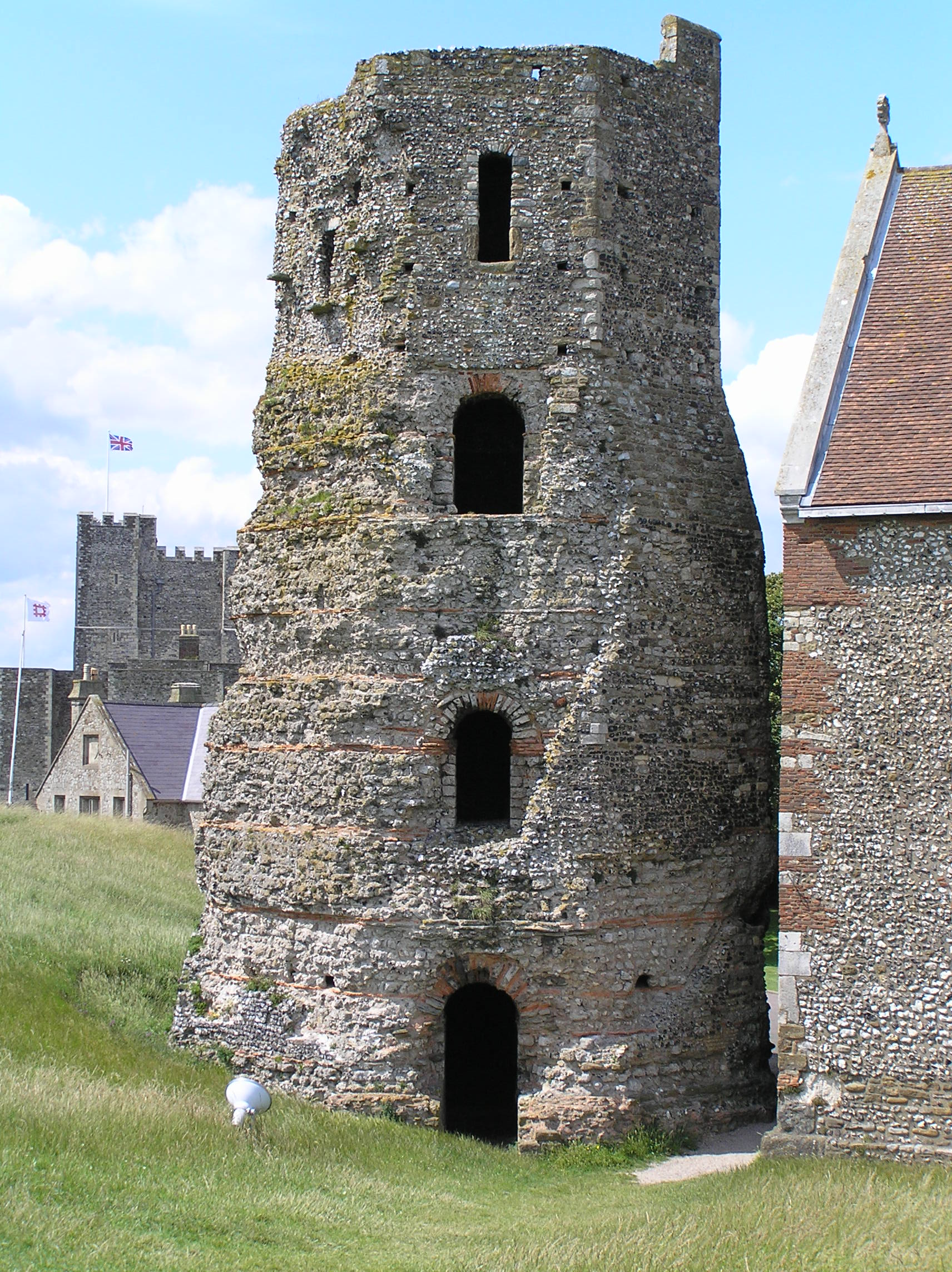
Phare romain de Douvres.

Les entrepôts romains (horrea) ne sont pas seulement des greniers mais sont utilisés pour le stockage de nombreux autres produits avant leur distribution sur les marchés de la ville. À Rome, les grands Horrea Galba servent non seulement à stocker du blé mais aussi de l'huile d'olive, du vin, de la nourriture, des vêtements et même du marbre. Vers la fin de la période impériale, Rome compte pas moins de 300 entrepôts permettant d'assurer la bonne distribution des biens requis par les habitants. Les plus grands entrepôts sont des édifices très imposants, même selon les standards modernes. Par exemple, les Horrea Galba se composent de 140 salles sur le rez-de-chaussée, couvrant une zone de 2,1 hectares.
Les premiers horrea sont construits à Rome vers la fin du IIe siècle av. J.-C. avec le premier horreum public connu construit par le tribun de la plèbe Caius Sempronius Gracchus en 123 av. J.-C. Le terme horreum désigne alors tout espace destiné au stockage de biens. Certains horrea publics fonctionnent comme les dépôts de banques pour stocker des biens de valeur mais la plupart sont utilisés pour le stockage de denrées alimentaires avant leur distribution au peuple.
De nombreux phares sont construits tout autour de la Méditerranée et sur les côtes de l'Empire comme la tour d'Hercule dans le Nord de l'Espagne ou le phare de Douvres dans le Sud de l'Angleterre. Le signal lumineux envoyé aux marins devait être produit par un foyer entretenu au sommet de ces structures.

#### Les canaux et les barrages

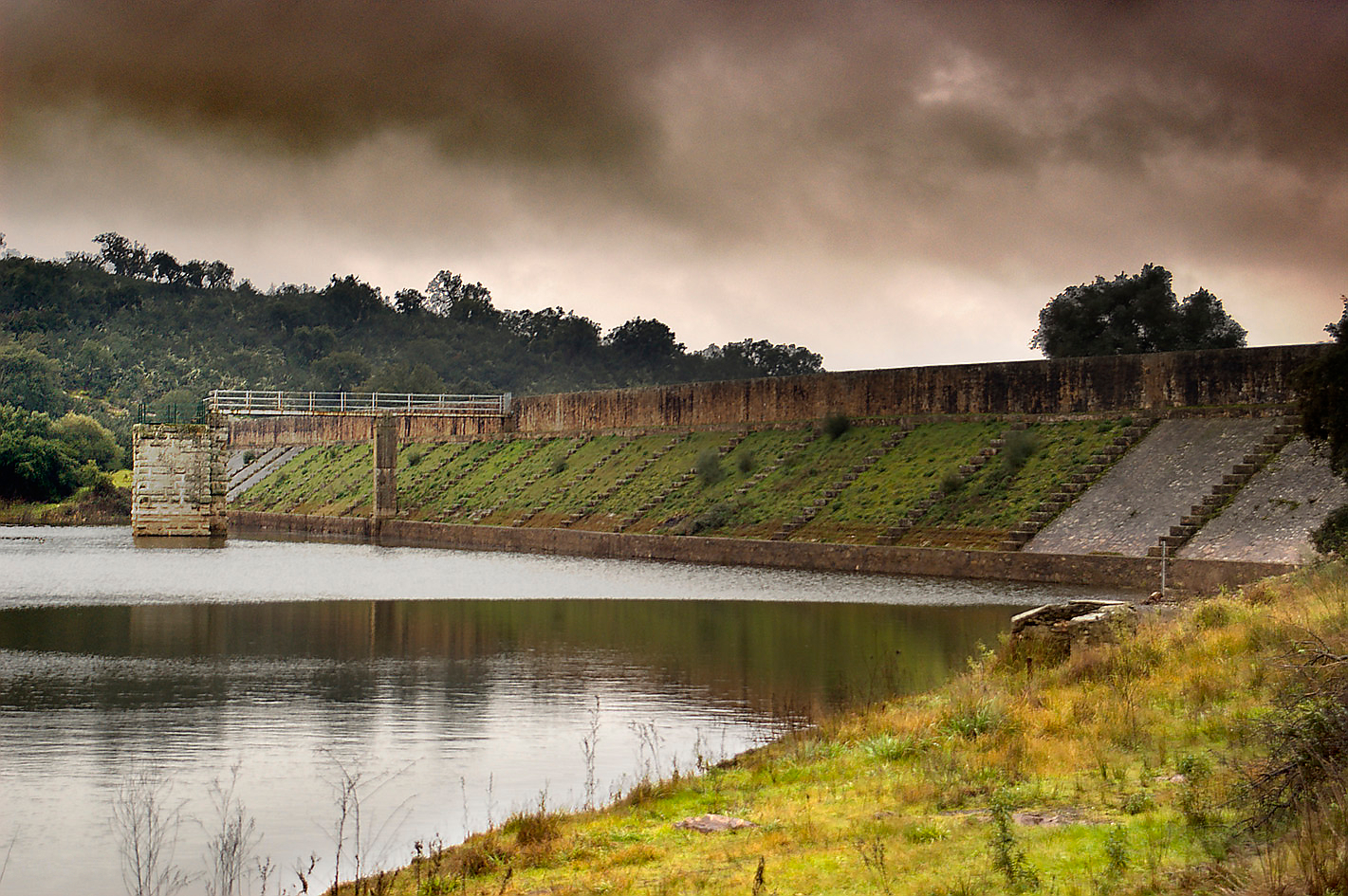
Barrage romain de Cornalvo.

Les canaux romains ont plusieurs fonctions comme l'irrigation, le drainage, l'assèchement de territoire, le contrôle des inondations et l'ouverture de voies navigables. Certains canaux navigables sont représentés sur des cartes antiques.
Dans le domaine du contrôle des cours d'eau, les Romains ont également construit des barrages, surtout à partir de la période impériale. Ces constructions se concentrent essentiellement dans les provinces au climat semi-aride comme l'Afrique du Nord, le Moyen-Orient et l'Hispanie. Les dimensions de certains de ces barrages ne sont dépassées qu'au Moyen Âge tardif.
Les types de barrages les plus fréquents sont les barrages en remblai et les barrages poids. Comme les canaux, ils ont des fonctions diverses comme l'irrigation, la prévention des inondations, le détournement d'un cours d'eau ou encore le soutènement de sols glissants. L'imperméabilité des barrages romains est nettement améliorée avec l'usage du béton (opus caementicium) et de mortier de chaux hydraulique (opus signinum). Les Romains sont les premiers à utiliser l'arche et les contreforts pour stabiliser la structure des barrages. Ces techniques combinées aux nouveaux matériaux de construction permettent de bâtir des barrages plus grands comme le barrage du lac Homs et le barrage poids d'Harbaqa dans le désert de Syrie.

#### Les moulins à eau
Les premiers moulins à eau apparaissent dans l'Orient méditerranéen hellénisé, à l'époque des conquêtes d'Alexandre le Grand, au début du développement des sciences et technologies grecques. L'exploitation de la force de l'eau s'étend durant l'époque romaine et différents types de moulins à eau sont inventés, incluant les trois variantes de roues à eau verticales ainsi qu'une roue à eau horizontale. Les moulins à eau servent essentiellement au broyage du blé pour fabriquer de la farine mais aussi au battage des grains,, au concassage de minerai, au sciage de blocs de pierre et peut-être à l'actionnement des soufflets des fours servant à faire fondre le fer.

### Les édifices privés

#### Lesinsulae

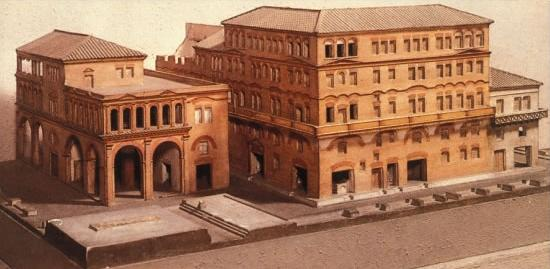
Reconstitution de l'insula dite « Casa di Diana » à Ostie.

Le terme insula a été au cœur de longs débats entre historiens de la culture romaine, ne couvrant pas toujours la même signification. Il peut être utilisé pour désigner un ensemble d'édifices résidentiels, un seul de ces édifices contenant des appartements sur plusieurs étages ou simplement un des appartements.
L'édifice résidentiel s'organise en plusieurs zones : au rez-de-chaussée se trouvent des boutiques ouvertes sur la rue (tabernae) et des pièces servant de dépôts sous les escaliers qui permettent d'accéder aux appartements des étages supérieurs (cenacula), essentiellement occupés par des plébéiens. Ces appartements sont généralement divisés en trois pièces : un cubiculum, une exedra et un medianum.

#### Les domus
Une domus (du latin domus, -us féminin signifiant "maison", "demeure") est une habitation urbaine unifamiliale de l'antiquité romaine. Lors des derniers siècles de la République romaine et sous l'Empire romain (ier siècle av. J.-C. au ive siècle), ce terme désigne avec la villa romaine, la demeure luxueuse des classes aisées, par opposition à l'insula (immeuble de location pour les populations plus modestes).

#### Les villas
Une villa romaine est une maison de campagne associée à un grand domaine occupée par des citoyens issus de la classe aisée de la société romaine. Sous l'Empire, on compte de nombreux types de villas différents qui ne partagent pas tous la même opulence dans la richesse des décors (mosaïques au sol, fresques aux murs). En fait, toute maison de campagne d'époque romaine située dans les provinces qui contient un décor dans le style romain peut être qualifiée de villa par les archéologues.
Certaines villas sont de véritables palais comme la Villa d'Hadrien à Tivoli, la Villa des Papyrus à Herculanum ou plus généralement les villas maritimes qui offrent un point de vue privilégié sur la mer. D'autres villas sont plus modestes et bâties dans les environs immédiats de grandes villes comme les villas suburbaines du milieu et de la fin de la République construites sur le Champ de Mars à Rome ou la Villa des Mystères près des murs de Pompéi.
Le terme « villa » ne désigne pas seulement l'ensemble des bâtiments résidentiels mais aussi tout le domaine agricole qui y est associé. Ces latifundia apparaissent au cours du IIe siècle av. J.-C. dans la péninsule italienne puis se propagent dans tout l'Empire. À la fin de l'Empire, certaines villas, comme le Palais de Dioclétien, prennent l'apparence de petites villes fortifiées, un concept de château résidentiel qui se développe durant le Moyen Âge.

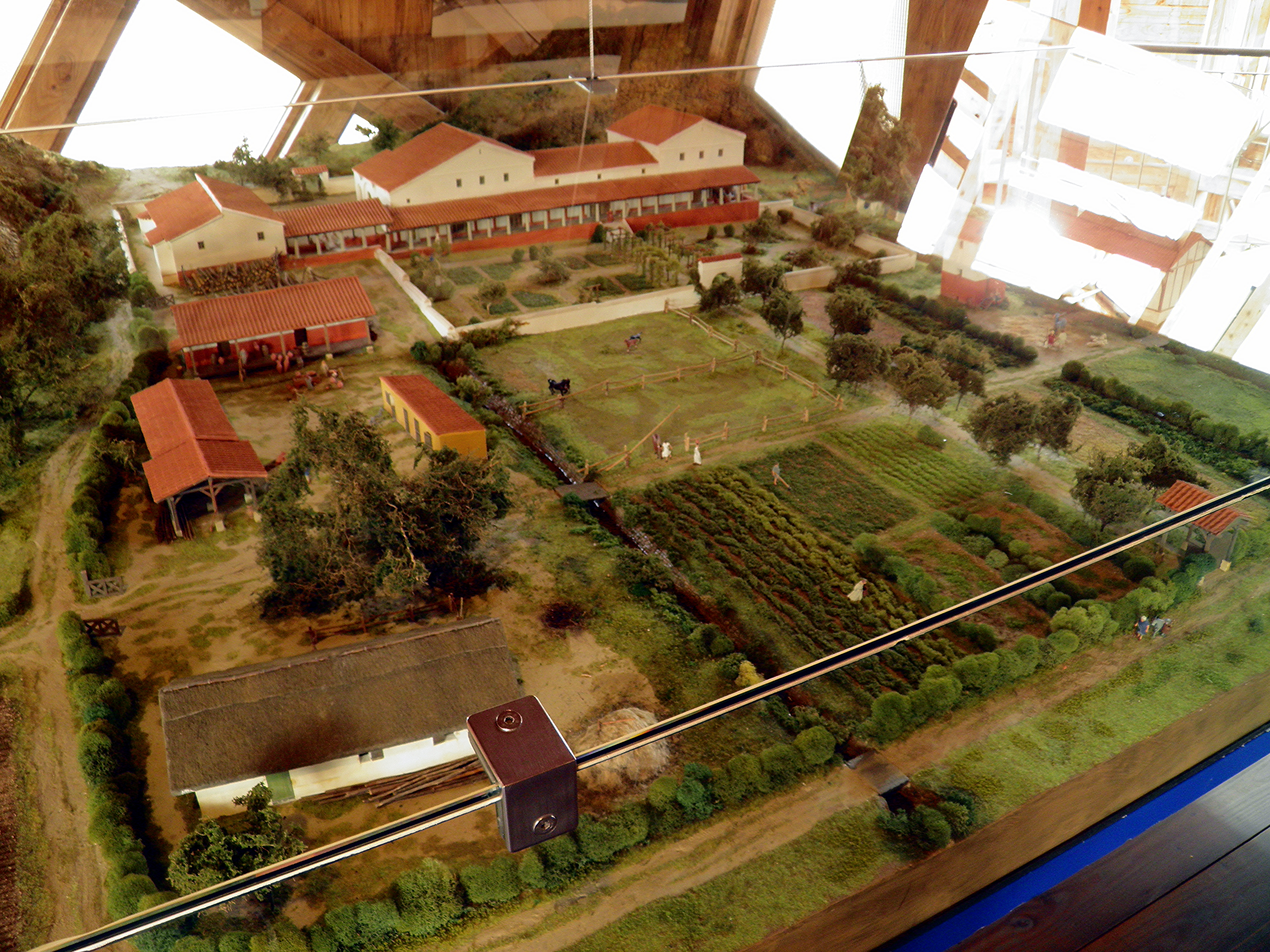
Maquette d'une villa romaine de Germanie.
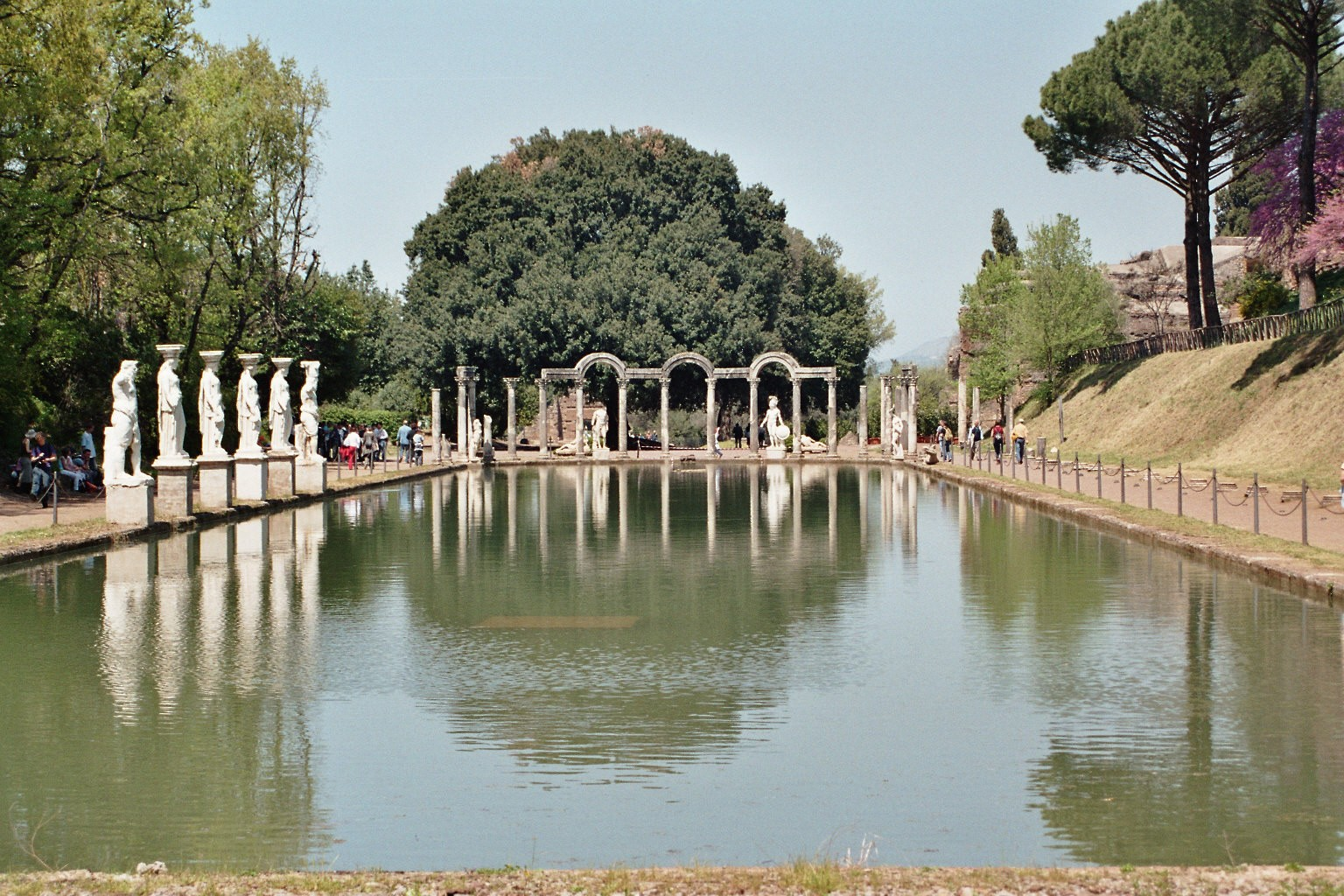
Canope de la Villa d'Hadrien.
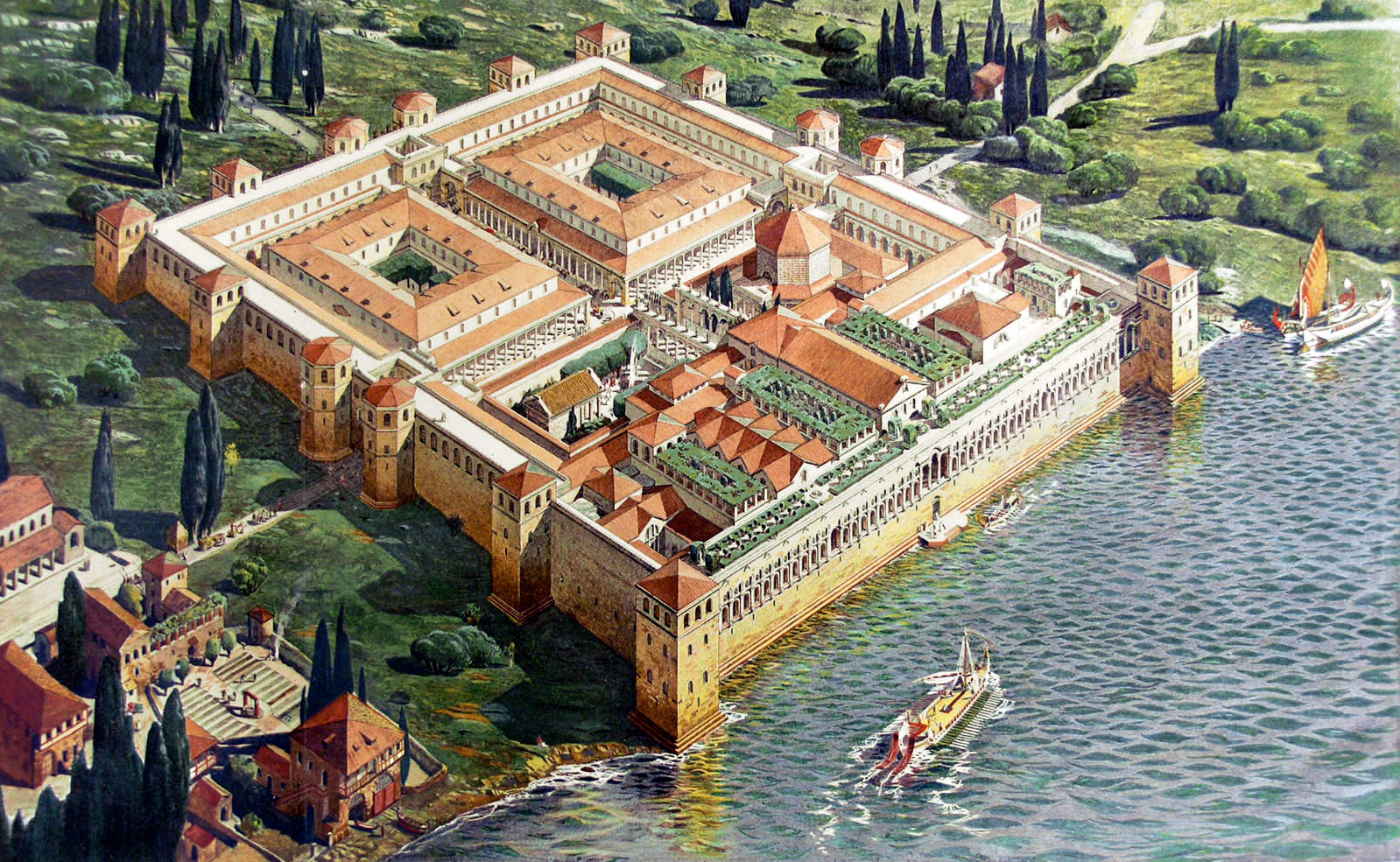
Restitution du Palais de Dioclétien.

### Les monuments décoratifs

#### Les colonnes triomphales

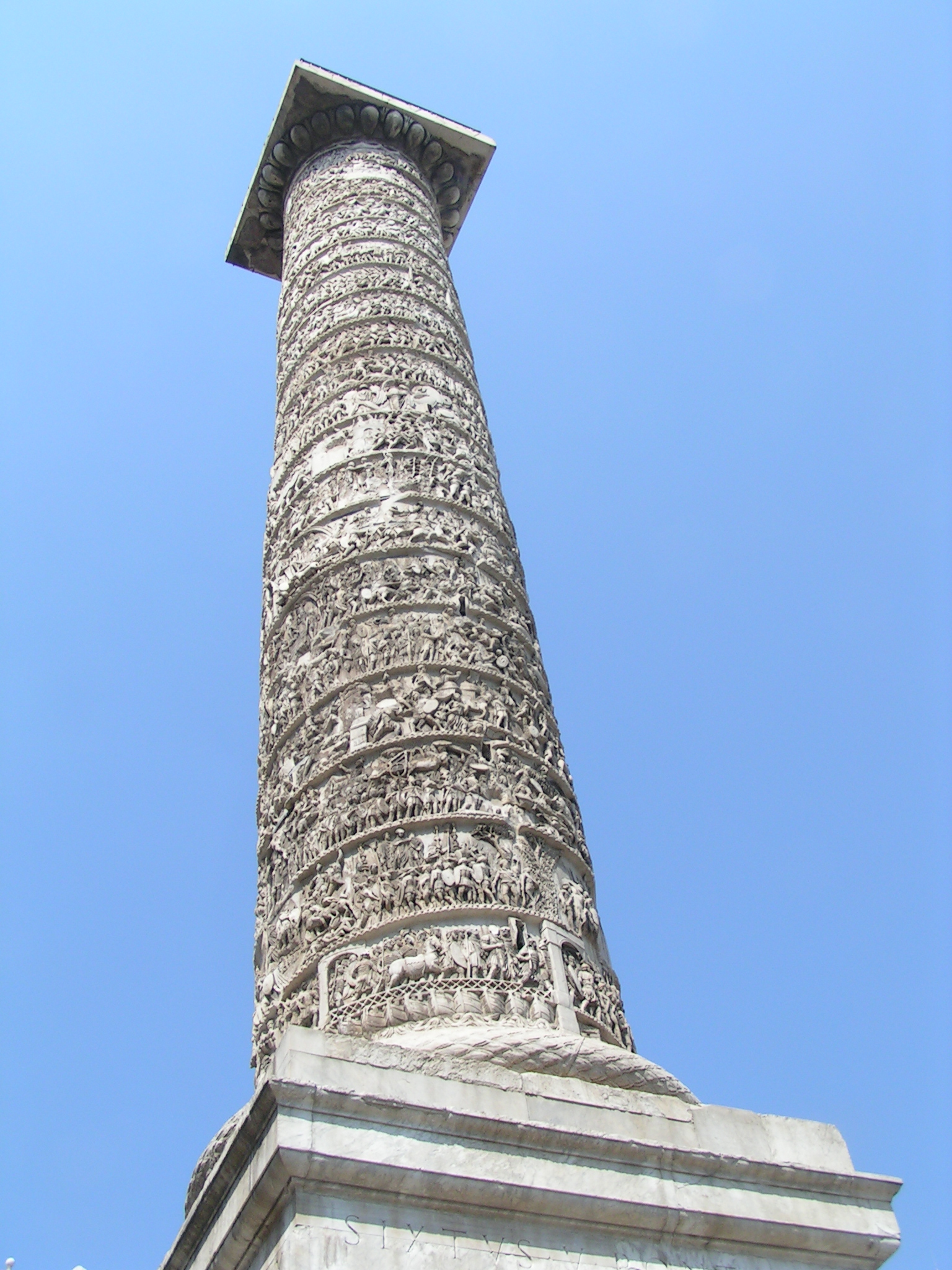
Colonne de Marc-Aurèle.

Les colonnes triomphales romaines peuvent être des piliers monolithiques où être composées de plusieurs tambours superposés, souvent creux permettant ainsi l'aménagement d'un escalier intérieur. Une des colonnes triomphales les plus connues est la Colonne Trajane, dédiée en 113, en grande partie conservée. Elle fixe la forme architecturale de ce type de monument et sert de modèle pour l'érection d'autres colonnes telles celles d'Antonin le Pieux et de Marc-Aurèle à Rome ou celle d'Arcadius à Constantinople. Sous l'Empire, ce type de colonne est utilisé par les empereurs pour leur valeur symbolique et leur portée politique, au même titre que les arcs de triomphe.

#### Les jardins
Les jardins romains trouvent leurs origines dans les jardins des civilisations égyptienne, perse et grecque dont les Romains utilisent et développent les techniques. Dans le Latium vetus, toutes les fermes possèdent un jardin. Selon Caton l'Ancien, les jardins devraient être placés près des bâtiments résidentiels et devraient comporter des lits de fleurs et des arbres ornementaux. À l'époque d'Horace, l'entretien de grand parterre de fleurs est très répandu.
Les jardins ne sont pas réservés aux plus riches. Des fouilles à Pompéi ont révélé des jardins associés à des immeubles d'habitations occupés par des Romains aux revenus modestes, dont les petites dimensions s'adaptent au tissu urbain. Lorsque la densité de population est trop importante, ces jardins finissent par disparaître pour laisser place à de nouveaux immeubles mais sont remplacés par des jardinières ou des jardins de toiture.

#### Les arcs de triomphe
Un arc de triomphe est une structure libre généralement placée sur le tracé d'une voie et prenant l'apparence d'une porte à une ou plusieurs baies. L'arc peut être érigé pour honorer un personnage qui s'est rendu célèbre par ses actions ou pour célébrer un évènement comme une victoire militaire ou diplomatique. Le premier arc de triomphe apparaît à Rome en 196 av. J.-C. mais il faut attendre l'avènement de l'Empire pour voir la construction de ce type de structure se généraliser.

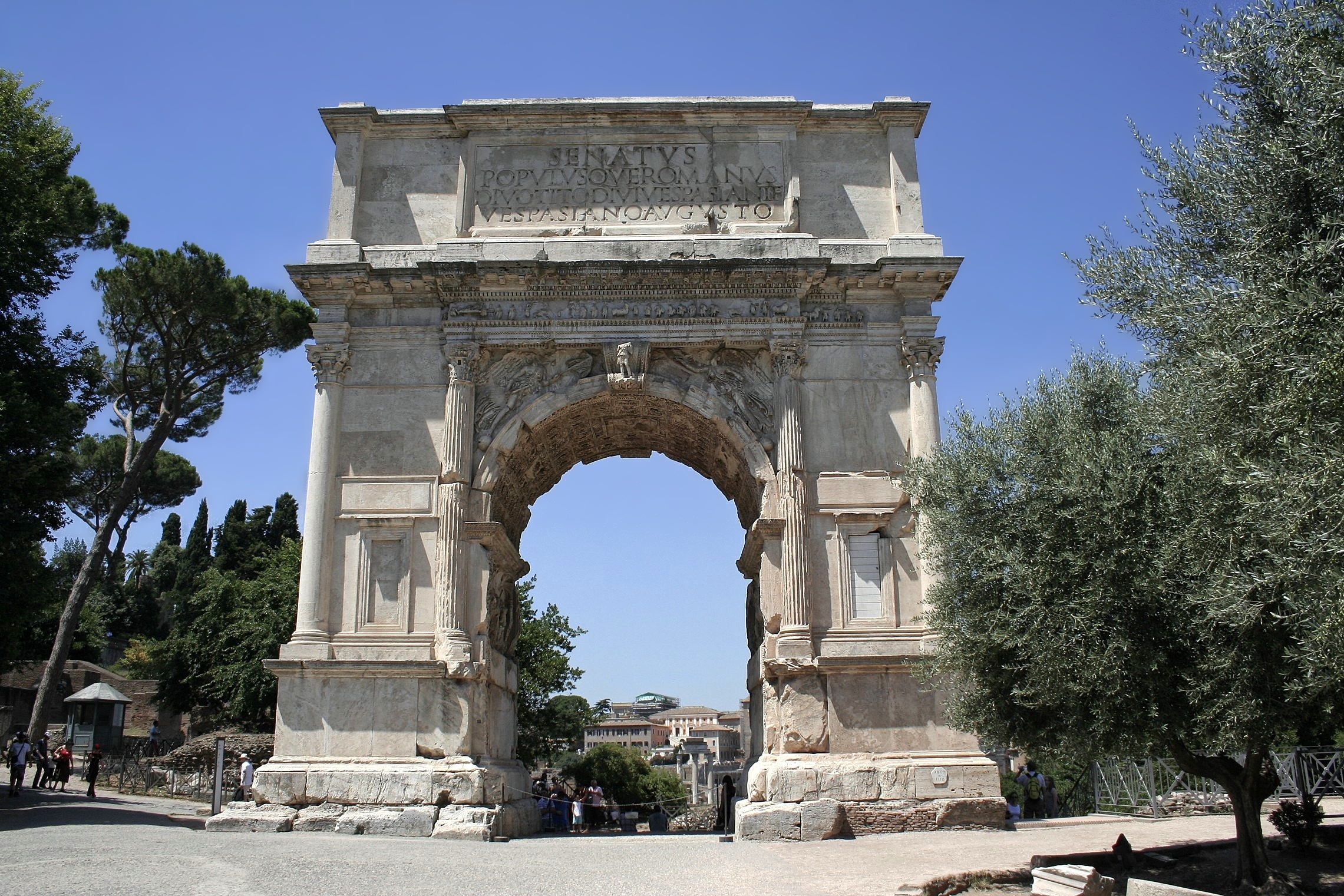
Arc de Titus, Ier siècle, Rome.
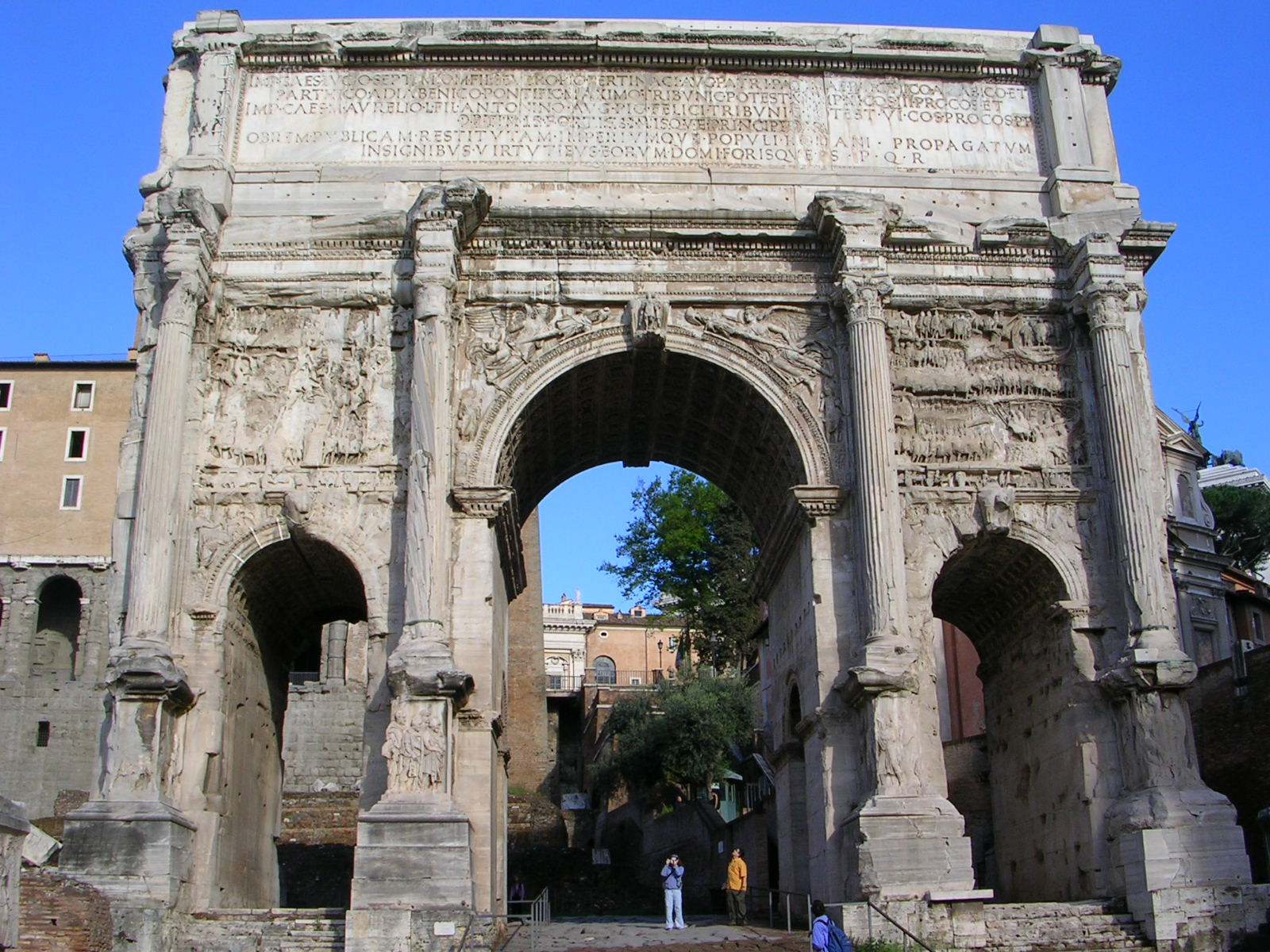
Arc de Septime Sévère, IIIe siècle, Rome.
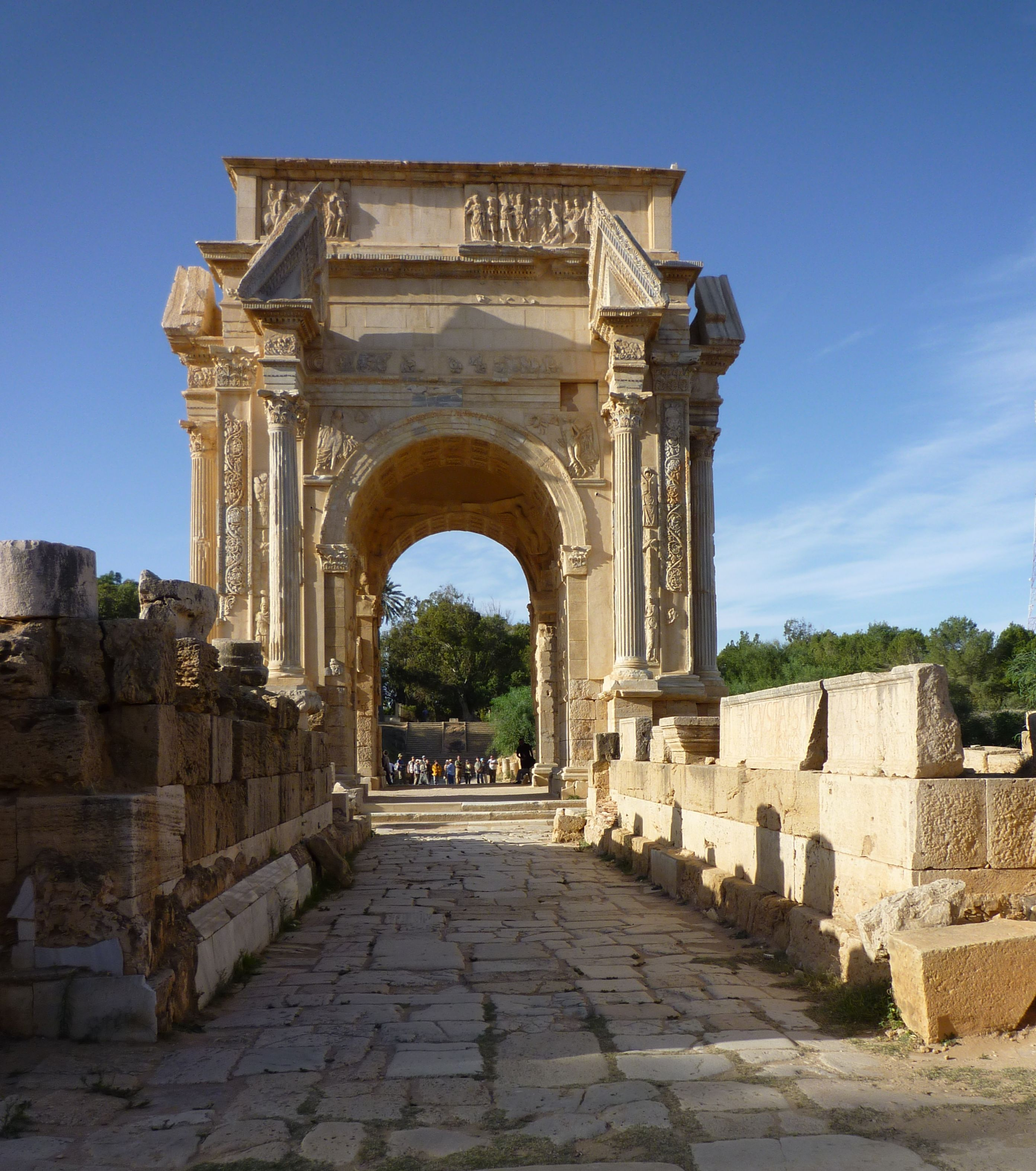
Arc de Septime Sévère, IIIe siècle, Leptis Magna.

### L'architecture militaire

#### Les murs
La lutte que se livrent les différents peuples italiques pour le contrôle de la péninsule italienne durant les premiers siècles de la République romaine pousse de nombreuses cités à s'équiper d'un système défensif. Il peut prendre la forme d'une simple montée de terre, un agger, pouvant être précédée d'un fossé. Ce dispositif est suffisant pour décourager un ennemi qui n'est pas équipé en équipement de siège. Au début du IVe siècle av. J.-C., peu après le sac de Rome par les Gaulois de Brennus, les Romains entreprennent l'ambitieux projet de renforcer l'enceinte défensive de Rome en remplaçant l'ancien agger par un mur en pierre pouvant atteindre 10 mètres de hauteur par endroits. Sous l'Empire, le mur républicain ayant en grande partie disparu et étant devenu trop étroit, un nouveau mur plus sophistiqué est construit.
À l'image de la capitale, les principales villes romaines, surtout les plus vulnérables, sont entourées d'une enceinte fortifiée. Des vestiges antiques de ces murs sont plus tard incorporés dans les fortifications médiévales, permettant leur conservation. Il arrive plus rarement que les Romains entreprennent la construction de longs murs protégeant toute une région de l'invasion de peuples insoumis, comme c'est le cas dans le nord de la Grande-Bretagne avec la construction successive au IIe siècle de deux murs longs de plusieurs dizaines de kilomètres : le mur d'Hadrien et le mur d'Antonin.

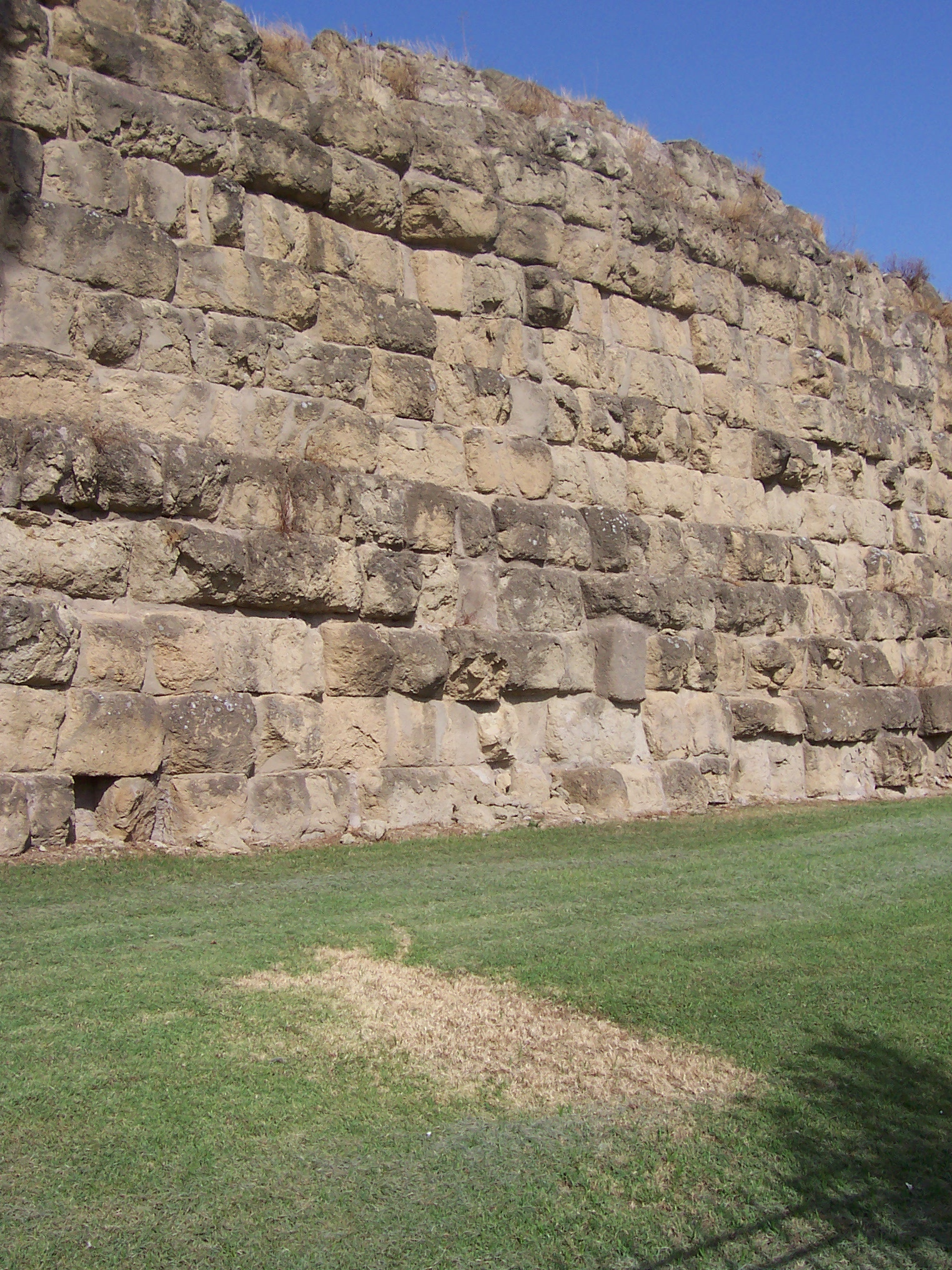
Section de la muraille servienne de Rome.
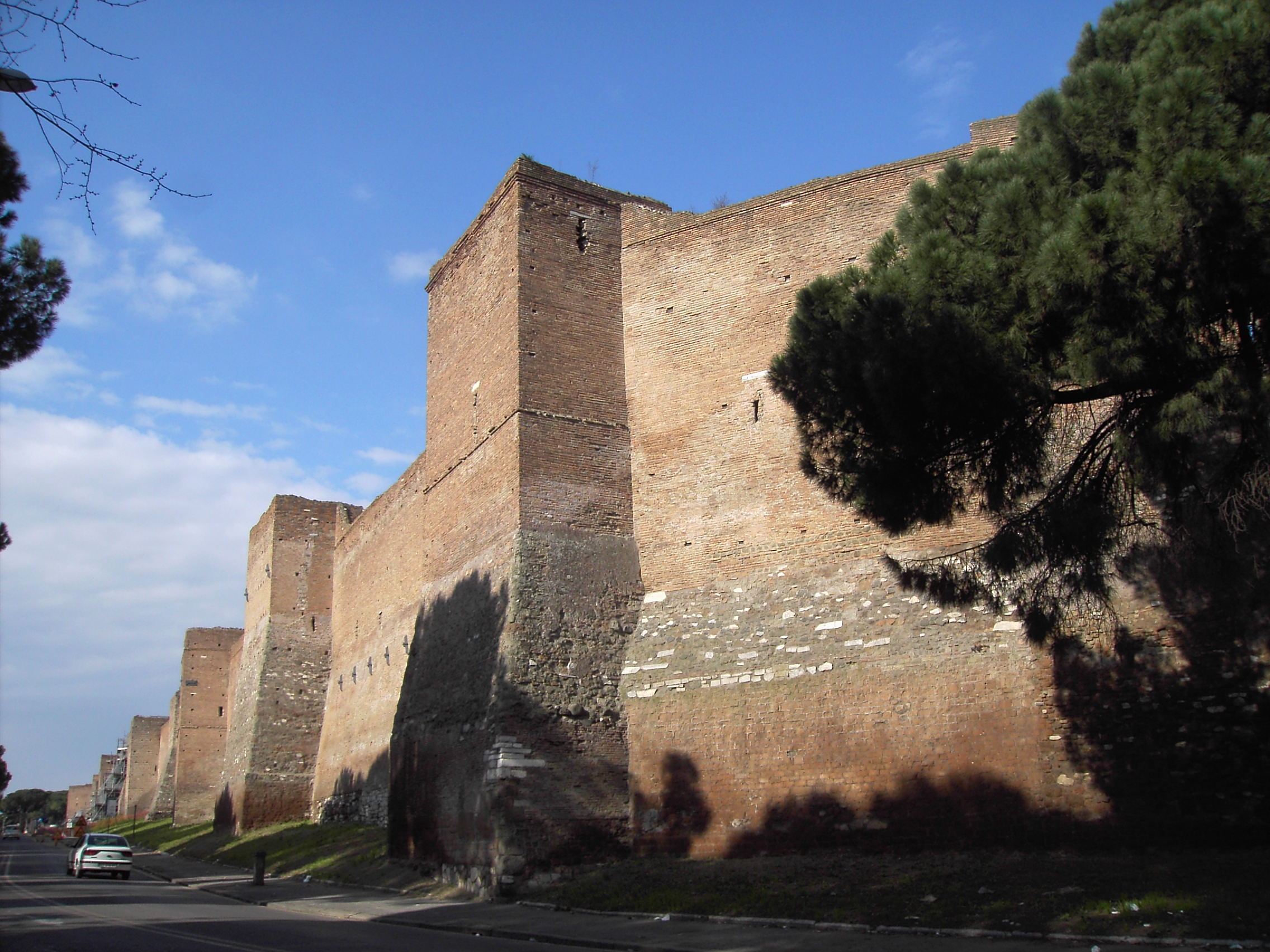
Le mur d'Aurélien entre la porte Adréatine et la porte San Sebastiano.
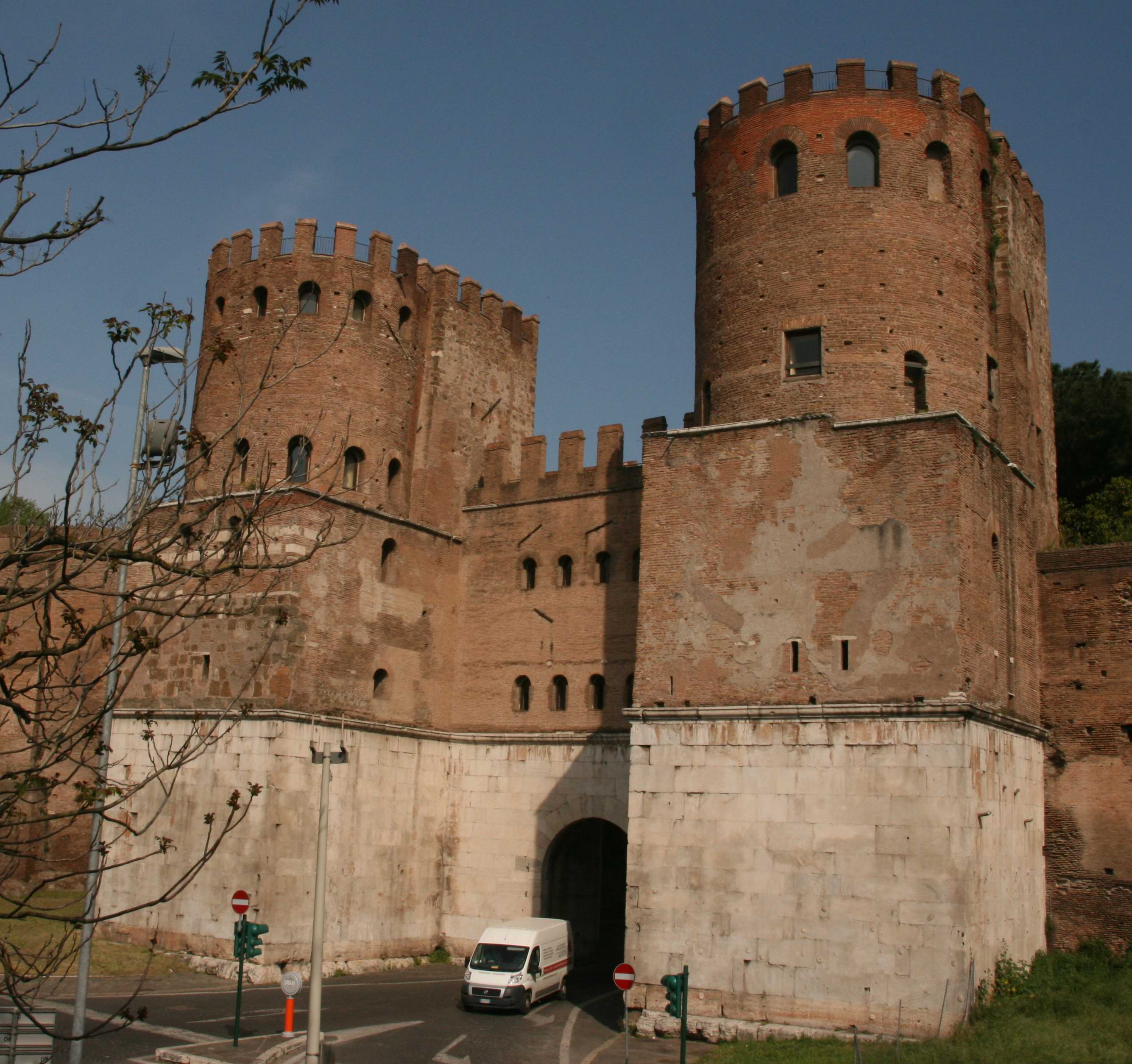
Porta Appia (aujourd'hui Porta San Sebastiano) dans le mur d'Aurélien.

#### Les forts
En général, les Romains fortifient les villes plutôt que de construire des forteresses indépendantes. Toutefois, de nombreux camps fortifiés ont été mis au jour dans les provinces frontalières de l'Empire, le long des limes.

## Les principales réalisations architecturales

### Sous l'Empire
L'architecture romaine poursuit sa transformation amorcée par les grands hommes de la fin de la République puis par Auguste pour s'adapter à un Empire toujours plus vaste et absorber les diverses influences des cultures entrant dans la sphère d'influence romaine. L'architecture est une des formes d'art utilisée pour exalter la puissance romaine et plus particulièrement celle de son représentant, l'empereur, comme l'atteste l'apparition des premiers complexes palatiaux et la multiplication des édifices abritant le culte impérial. En tant que capitale de l'Empire, Rome est le principal lieu de construction des monuments et bénéficie des sollicitudes des empereurs qui consentent des dépenses importantes dans le domaine de l'urbanisme (it).

#### Le règne d'Auguste
À Rome, Auguste et Agrippa poursuivent la monumentalisation du Champ de Mars, amorcée à la fin de la République avec les constructions de Pompée et César. Auguste fait agrandir sa maison sur le Palatin, lui adjoignant un grand complexe comprenant un temple, un portique et des bibliothèques. Ces constructions sur le Palatin préfigurent l'édification des grands palais impériaux.
À Rome
- Le forum d'Auguste.
- le Panthéon de Marcus Vipsanius Agrippa ;
- les thermes d'Agrippa ;
- le mausolée d'Auguste ;
- l'autel de la paix d'Auguste ;
- l'Horologium d'Auguste ;
- le théâtre de Marcellus ;
- le théâtre de Balbus.
- le temple d'Apollon Palatin ;
- la maison d'Auguste.

Dans les provinces
- Le trophée des Alpes ;
- la Maison Carrée à Nîmes ;
- le temple d'Auguste et de Livie à Vienne.

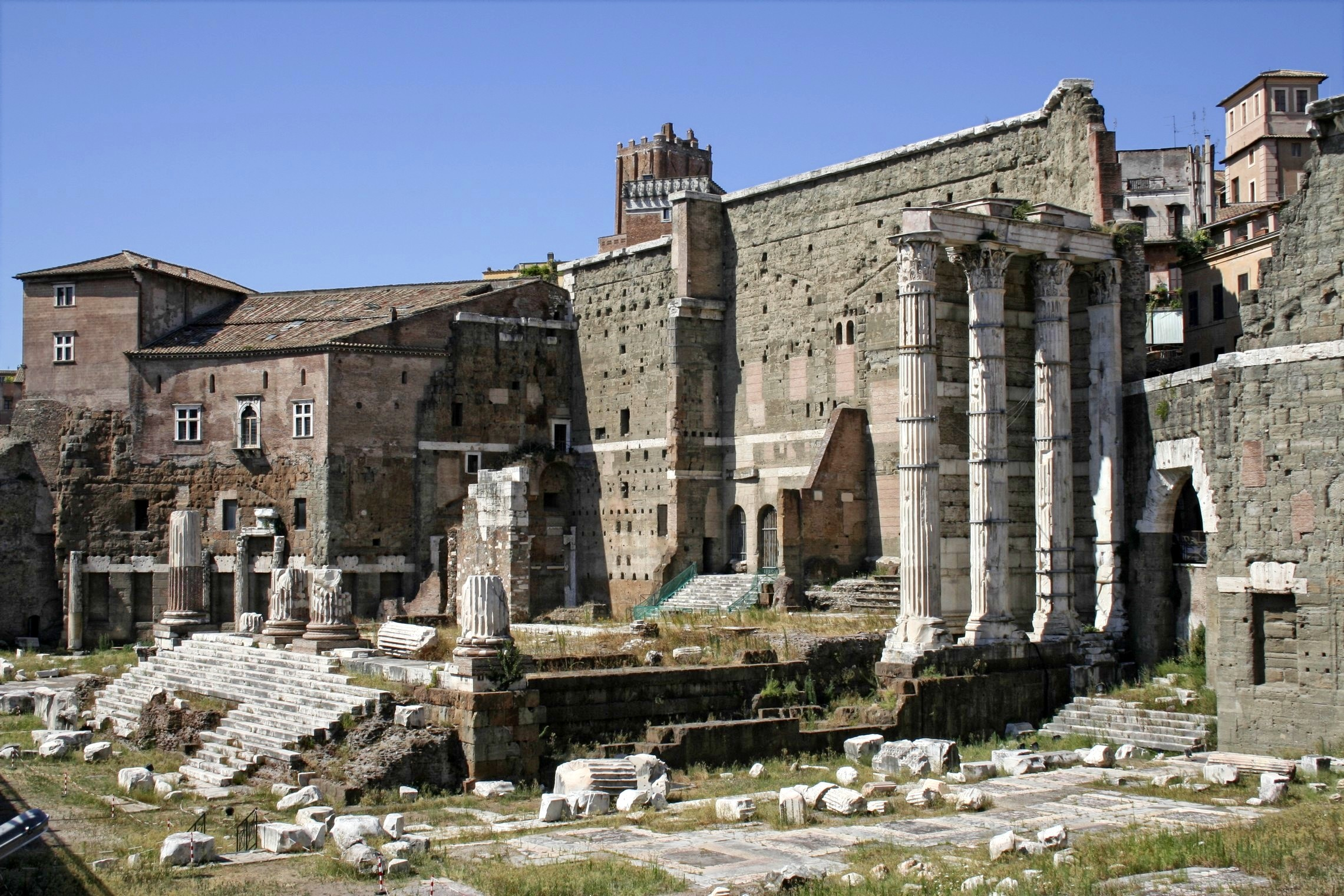
Forum d'Auguste.
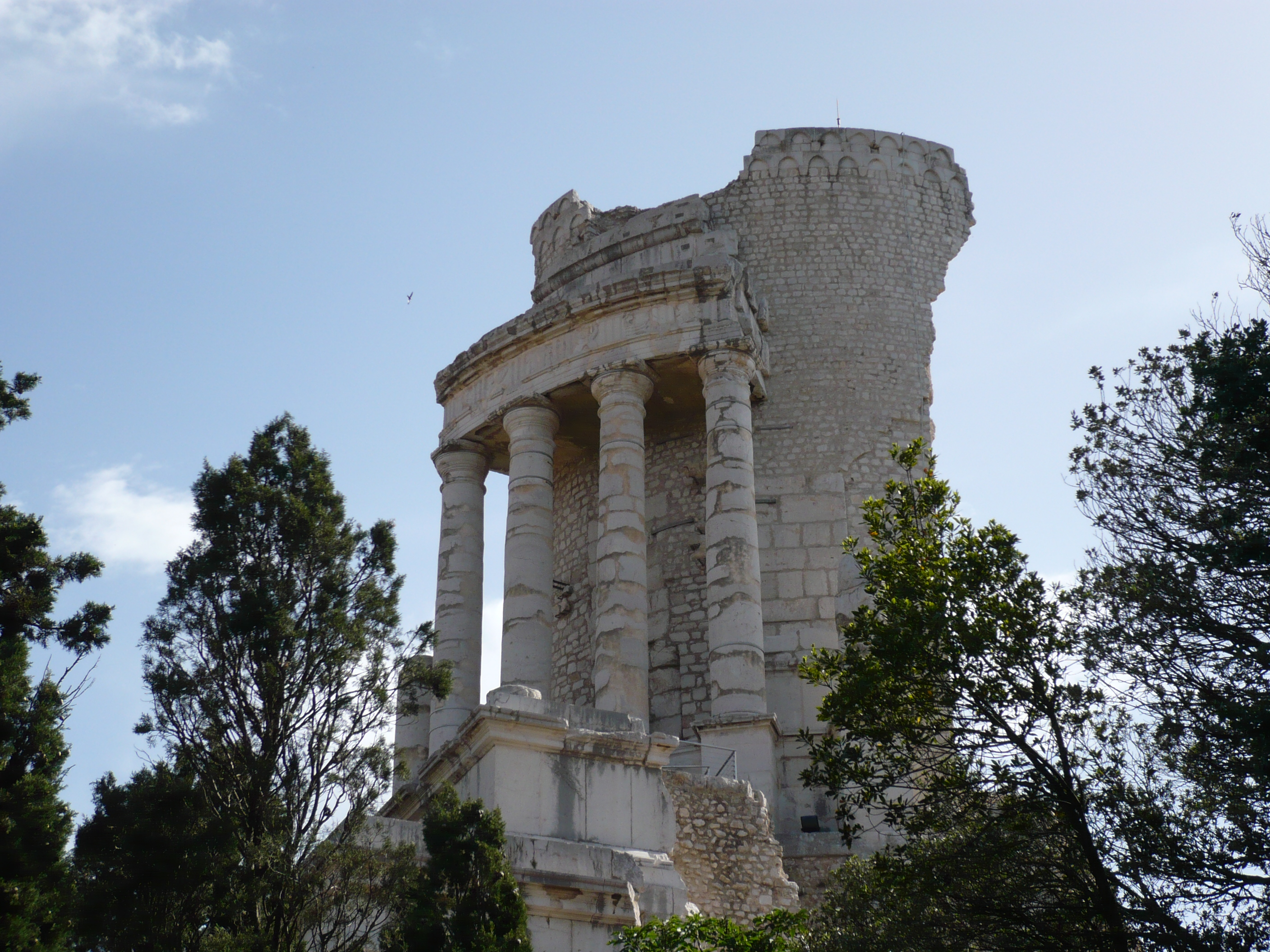
Trophée des Alpes.
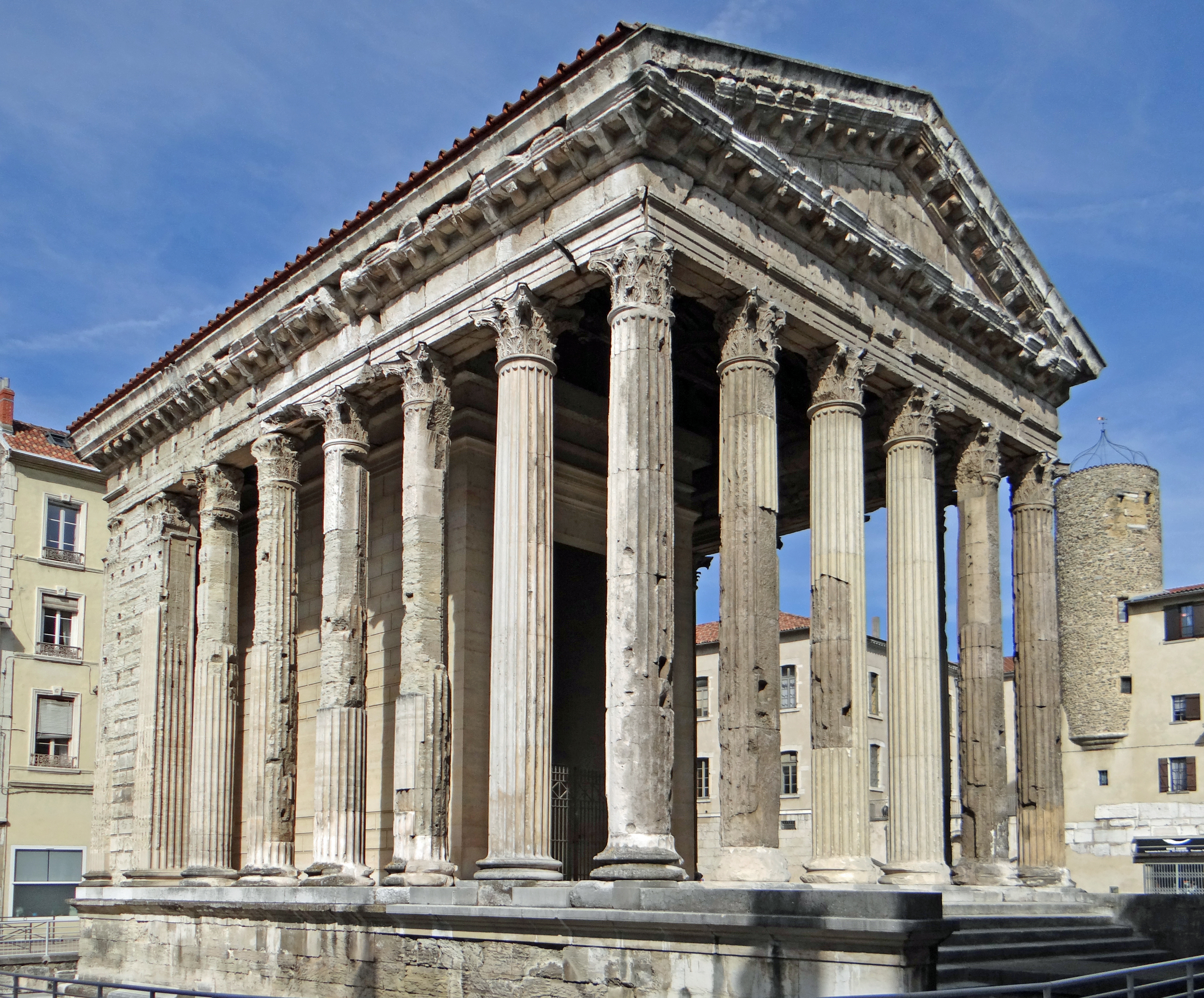
Temple d'Auguste et de Livie.

#### De Tibère à Néron
Tibère institue le culte dédié à Auguste et fait élever de nombreux temples dans les principales villes de l'Empire.
Dans le domaine de l'urbanisme et de l'architecture, Néron marque son règne d'innovations audacieuses et d'excès à sa propre gloire. Il fait bâtir un immense complexe palatial qui a nécessité de nombreuses expropriations afin de libérer un espace suffisant au cœur de Rome. L'entrée du palais est décorée avec un colosse de 30 mètres de haut représentant Néron, qui est sous Hadrien déplacé près du Colisée, donnant ainsi son nom au monument (Colosseum). Il profite du grand incendie de 64 ap. J.-C. pour se lancer dans une reconstruction ambitieuse de Rome. Ces constructions voient l'introduction ou la généralisation de formes architecturales qui deviennent pérennes comme les mosaïques murales et polychromes, les fontaines monumentales (nymphées) et les voûtes, rotondes et coupoles.
À Rome
- Réaménagement du Cirque Maxime ;
- les thermes de Néron ;
- la Maison Dorée.

Dans les provinces
- Le temple d'Auguste à Barcelone ;
- Villa Jovis sur l'île de Capri.

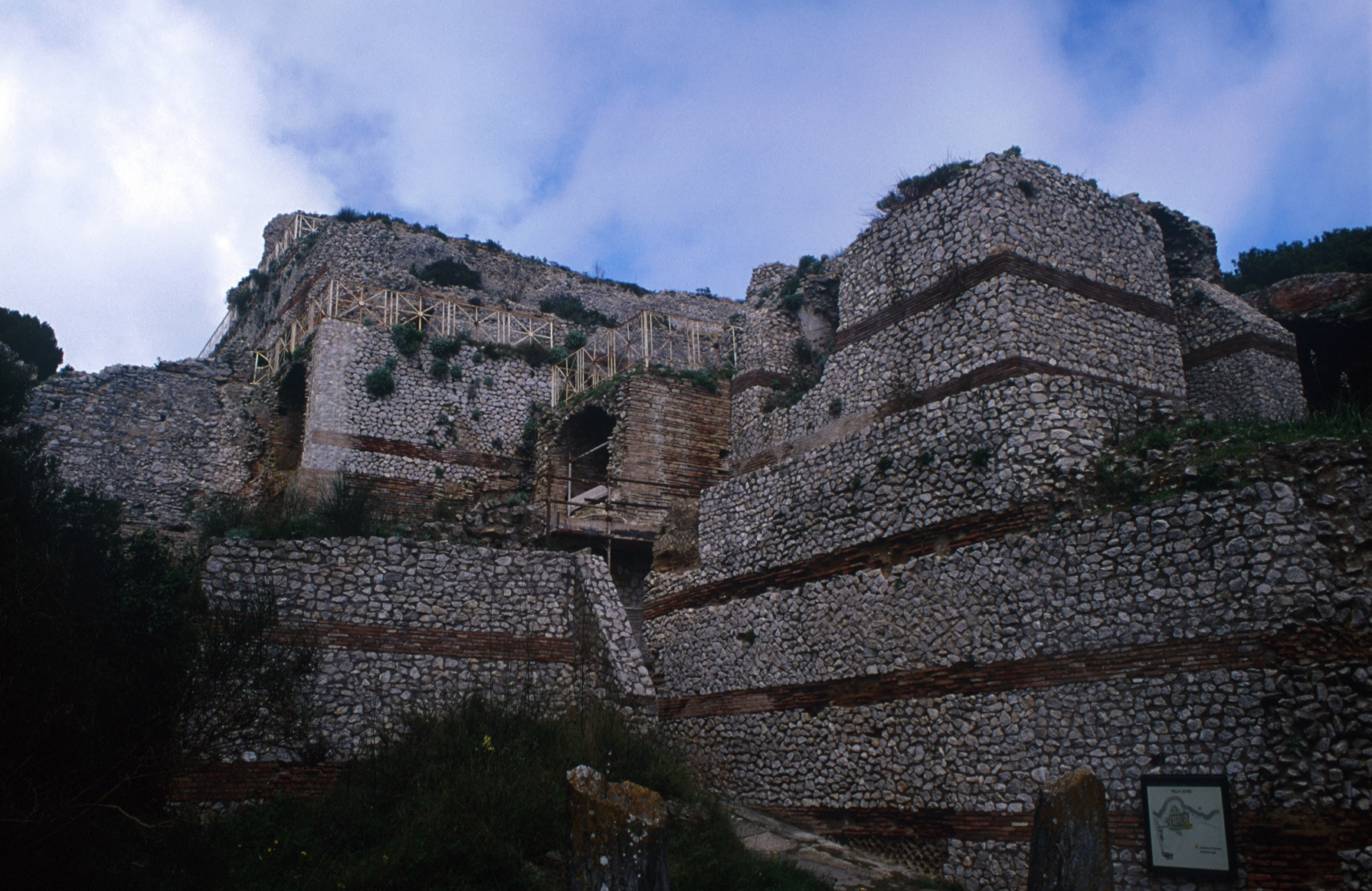
Atrium de la Villa Jovis.
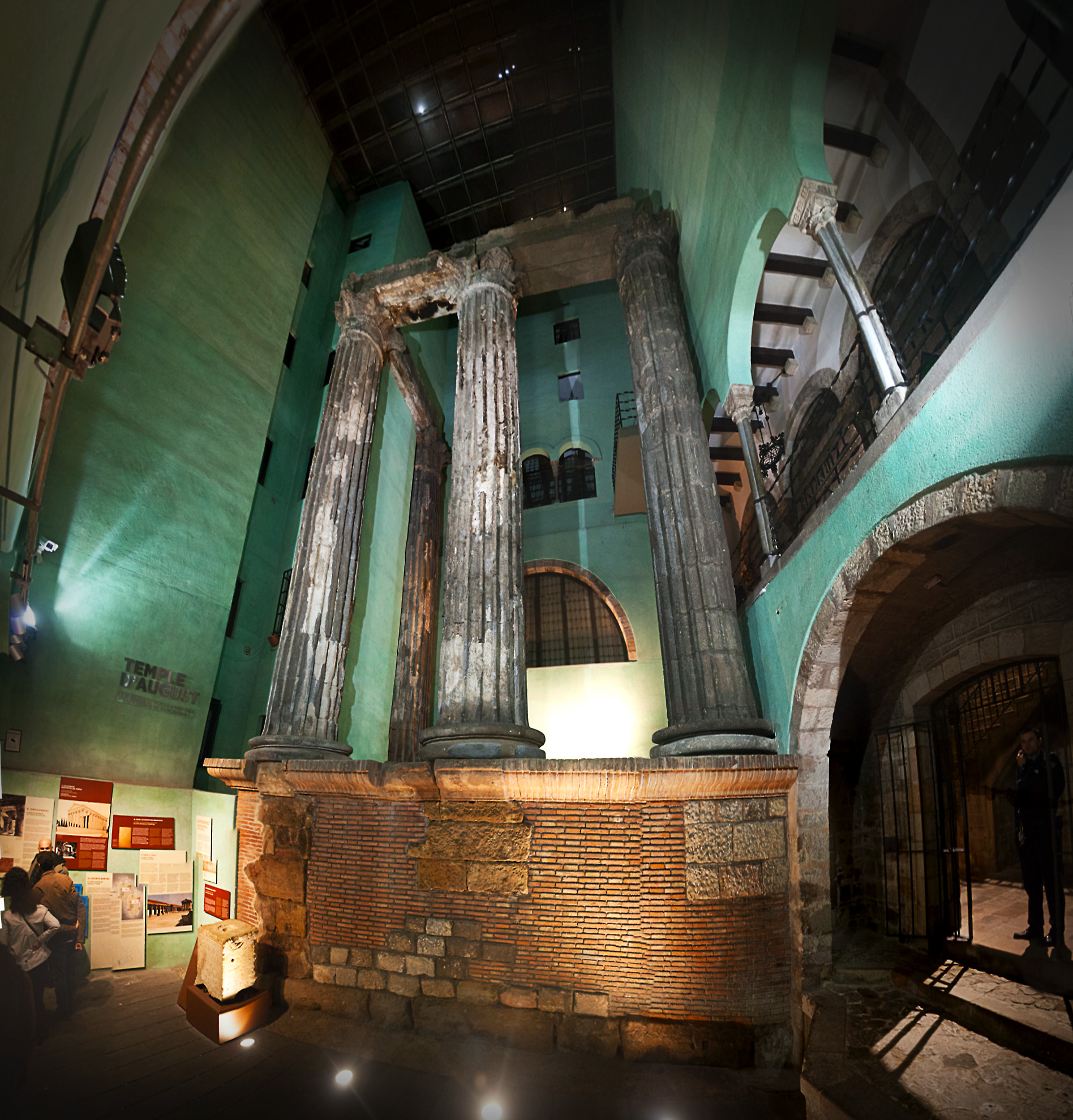
Temple d'Auguste.
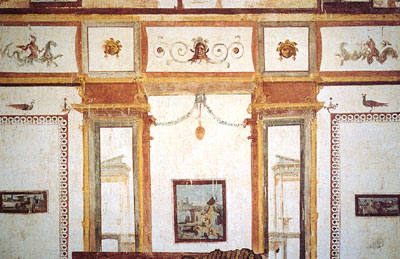
Fresque de la Domus Aurea.

#### Les Flaviens
Sous les premiers Flaviens, Vespasien et Titus, la politique urbaine est marquée par la restitution au plus grand nombre de l'espace confisqué pour l'usage d'un seul. Le palais de Néron est alors démantelé et à la place sont construits des monuments à destination populaire : l'amphithéâtre flavien (le Colisée) et les thermes de Titus.
- Le forum de la Paix.
- Le Colisée, commencé sous Vespasien en 72, inauguré par Titus en 80 et terminé en 82 par Domitien.
- Les thermes de Titus.

#### Les Antonins
- Le forum de Nerva, construit par Domitien et inauguré par Nerva.
- Le forum de Trajan, dernier et plus grand forum impérial, il contient la colonne Trajane qui célèbre les victoires de Trajan en Dacie.
- Les marchés de Trajan.
- Les thermes de Trajan, construits entre 104 et 109.
- Le Panthéon dont Hadrien a élaboré les plans. Sa coupole, de 43 mètres de hauteur et d'égal diamètre (150 pieds romains), est une prouesse technique. Elle est ouverte au centre par un « oculus » de 9 mètres de diamètre.
- Le temple de Vénus et de Rome.
- La villa d'Hadrien, à Tivoli, bâtie entre 117 et 134.
- Le mausolée d'Hadrien.
- Le mur d'Hadrien.
- Le mur d'Antonin.

#### Les Sévères
- L'arc de Septime Sévère, construit en 203 pour les dix ans du règne de l'empereur.
- Le Septizodium, fontaine monumentale construite sous Septime Sévère
- Les thermes de Caracalla, achevés en 216 et qui sont recouverts de mosaïques somptueuses.
- La réfection complète des thermes de Néron par Sévère Alexandre.

#### L'Antiquité tardive
- Le mur d'Aurélien.
- Les thermes de Dioclétien.
- La basilique de Maxence et Constantin.
- Les thermes de Constantin.